# Fontaine (bassin)
Pour les articles homonymes, voir Fontaine.

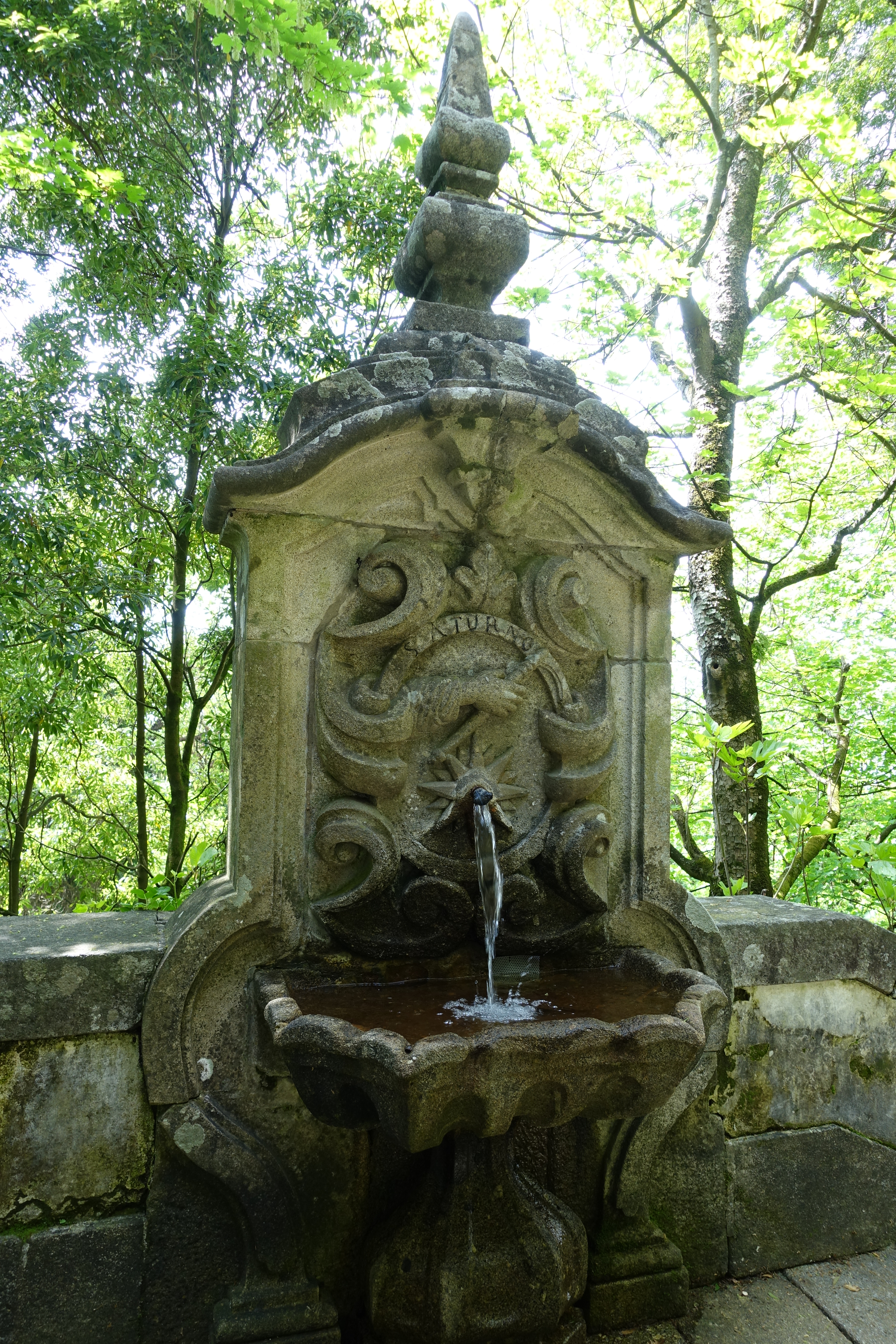
Fontaine de Saturne, sanctuaire du Bon Jésus du Mont (Portugal).

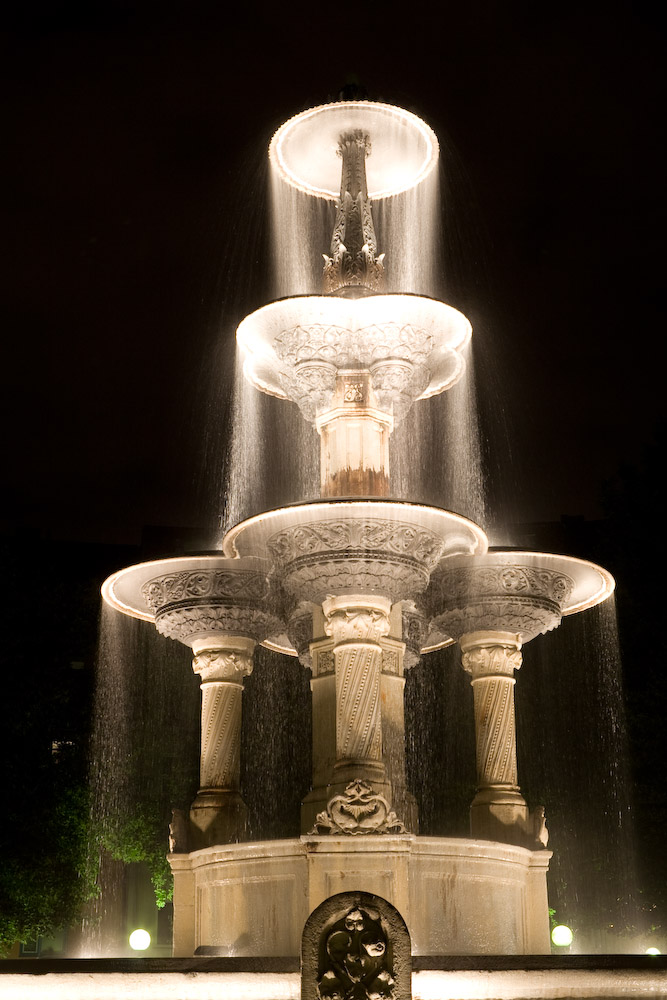
Fontaine monumentale, éclairée de nuit (Munich).

Une fontaine est une construction, généralement accompagnée d'un bassin, de laquelle jaillit de l'eau. Une fontaine peut être naturelle, c'est-à-dire alimentée par une source ou faire partie d'un réseau de distribution d'eau, un réseau d’aqueducs, ou un réseau alimenté par des pompes. La fontainerie classique distingue les fontaines des jets d'eau, nappes d'eau et cascades.
Les fontaines ont participé à l'hygiène publique, limitant le risque de choléra ou de maladies véhiculées par les puits susceptible d'être contaminés par les excréments et eaux usées. Certaines fontaines ont servi d'abreuvoir. En Europe, le fontanier ou fontainier, parfois désigné par la population était chargé de l'entretien, des réparations ou de dégeler la fontaine en hiver.
Les fontaines sont en ville, un élément encore utilisé comme tel dans certains parcs et jardins.

## Définitions
Une fontaine est d'abord le lieu d'une source, d'une « eau vive qui sort de terre », selon le premier dictionnaire de l'Académie française). C'est le cas de la mythique fontaine de jouvence.
La fontaine est aussi la construction faite pour recueillir l'eau jaillissant d'une source ou amenée – sous pression ou par gravité – par un conduit. « Fontaine, se dit aussi de tout le corps d'architecture qui sert pour l'écoulement, pour l'ornement, pour le jeu des eaux d'une fontaine. »
La fontaine a aussi désigné le « vaisseau de cuivre ou de quelque autre métal, où l'on garde de l'eau dans les maisons », et encore le robinet de cuivre par où coule l'eau d'une fontaine, ou le vin d'un tonneau, ou quelque autre liqueur que ce soit – par exemple dans les expressions anciennes « tournez la fontaine » ou « la fontaine d'un muid ». Le mot « fontaine » est aussi utilisé pour désigner un système de distribution, comme une fontaine à chocolat lors de certaines réceptions ou également une fontaine à oxygène pour désigner une forme de bar à oxygène le plus souvent en libre-service.
Le mot a enfin parfois été synonyme de fonts baptismaux, le « grand vaisseau de pierre ou de marbre, où l'on conserve l'eau dont on a accoustumé de baptiser ».

## Histoire

### Antiquité
Les civilisations antiques construisent des bassins de pierre pour capter et retenir l'eau potable, bien précieux. Un bassin en pierre sculpté, datant d'environ 2000 av. J.-C., a été découvert dans les ruines du temple de Ningirsu dans l'ancienne cité sumérienne de Lagash. Les Égyptiens avaient des systèmes ingénieux pour hisser l'eau du Nil pour l'alimentation en eau des populations et pour l'irrigation, mais n'ayant pas de sources en eau élevées, aucune fontaines n'a été retrouvée.
Les Grecs anciens sont apparemment les premiers à utiliser des aqueducs alimentant en eau des fontaines par gravité à partir de sources et de rivières. Selon les historiens anciens, des fontaines existaient à Athènes, Corinthe, et d'autres villes grecques au VIe siècle av. J.-C..

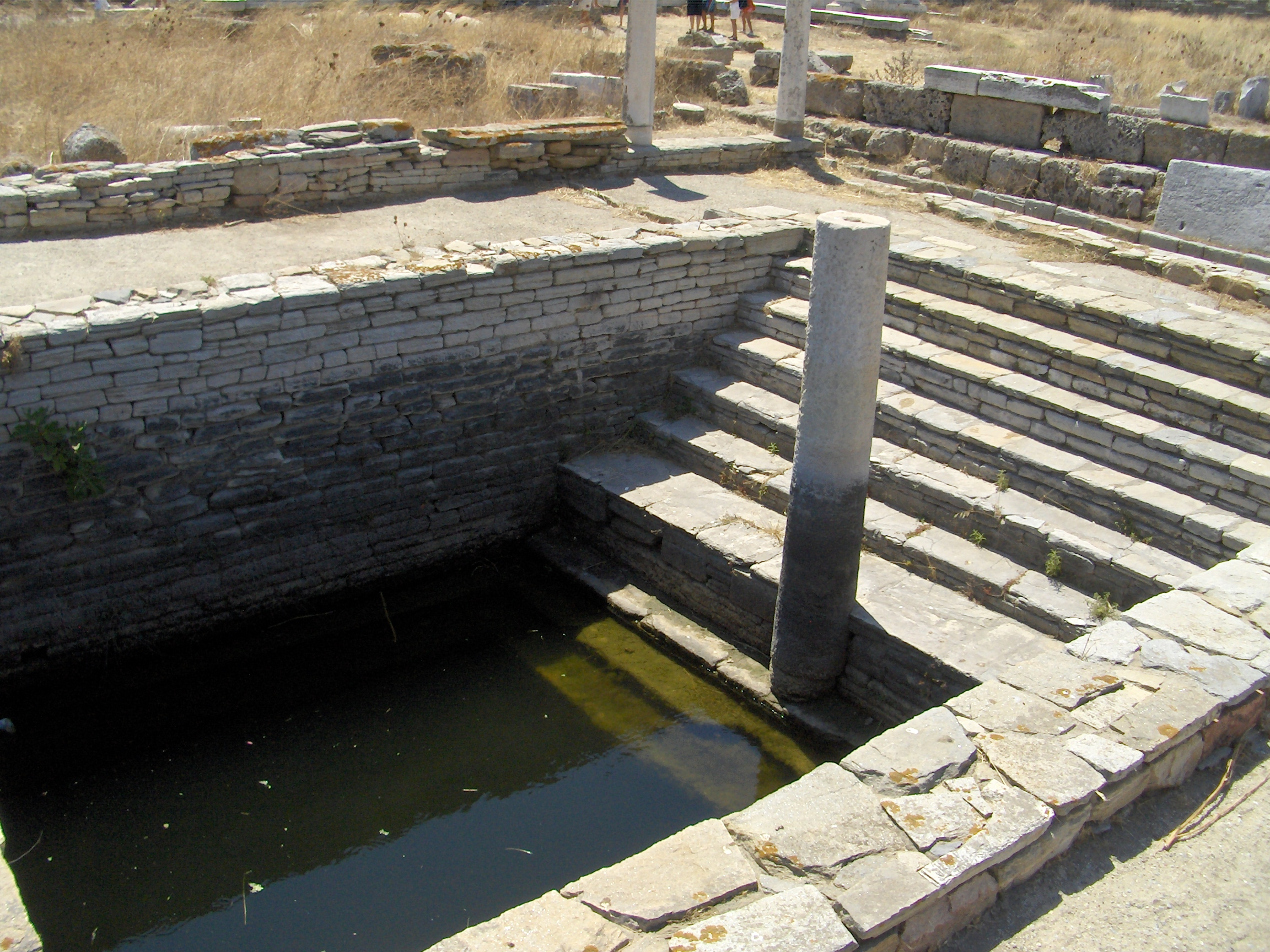
Fontaine minoenne de Délos.
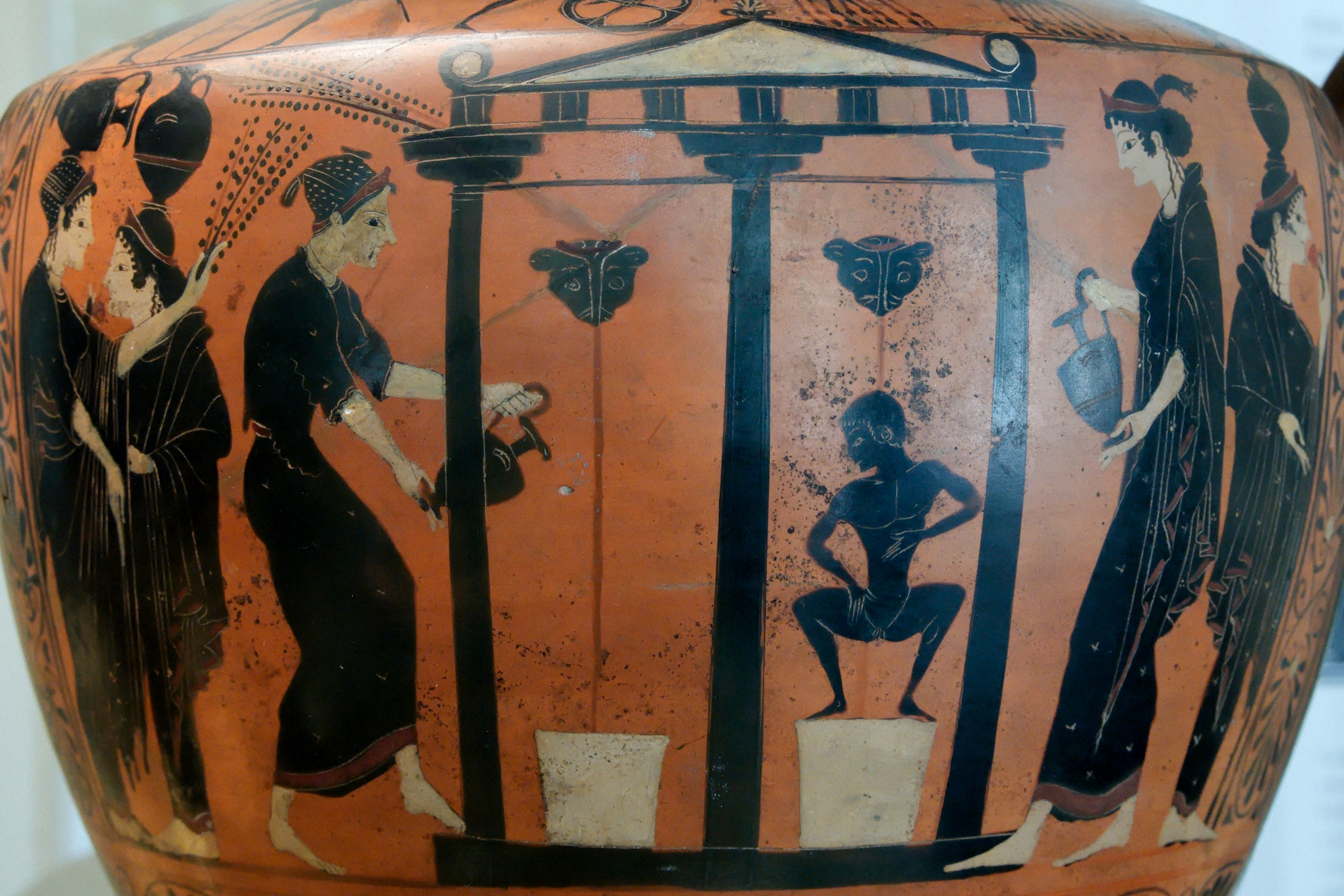
Représentation probable de la fontaine Ennéacrounos, sur un vase à figures noires.
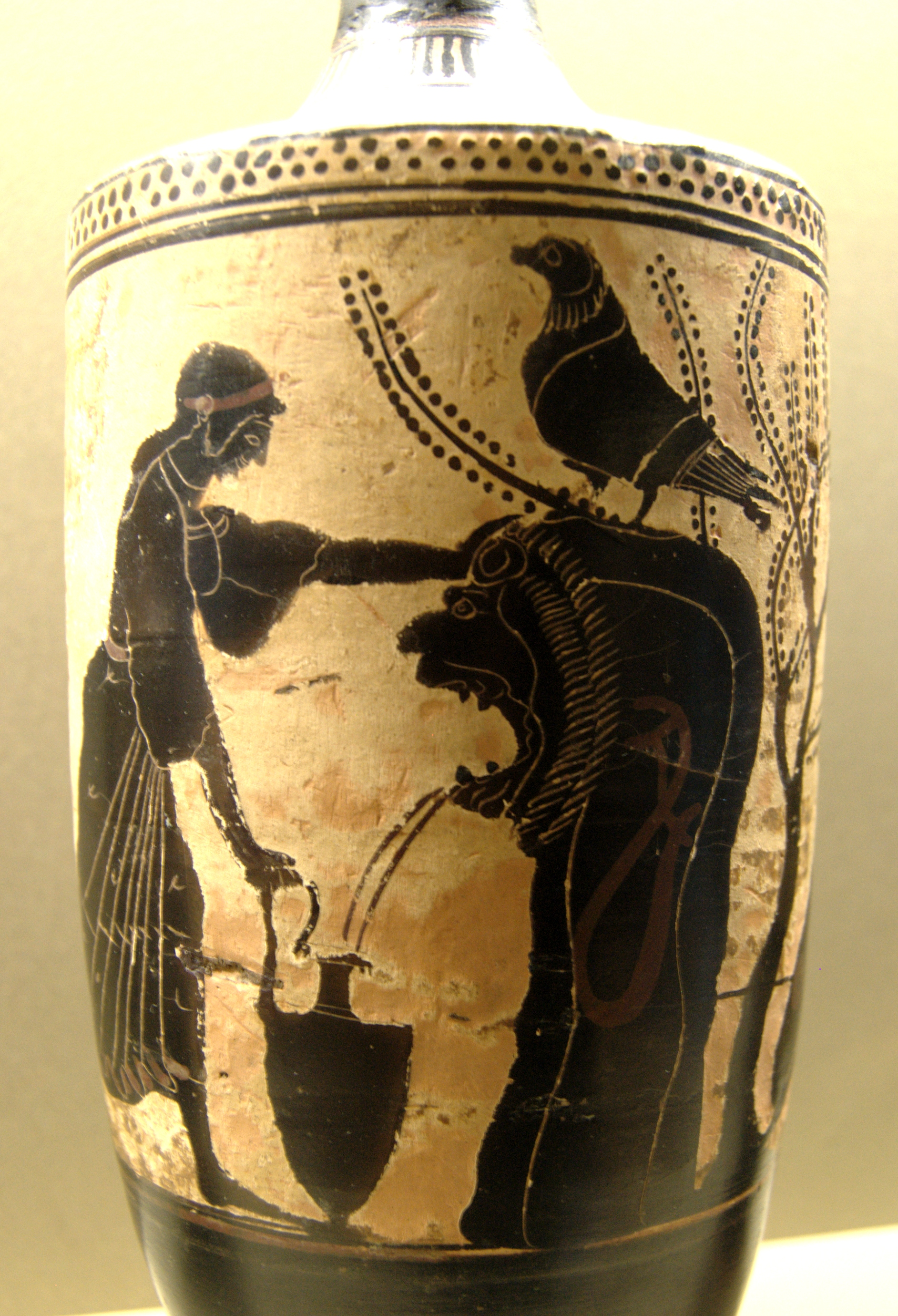
Représentation d'une fontaine grecque antique sur un vase.

Les Romains construisent un vaste réseau d'aqueducs conduisant l'eau des montagnes et des lacs pour les fontaines et les thermes romains et pour irriguer les campagnes. Les ingénieurs romains utilisent des tuyaux de plomb au lieu du bronze et sont capables de réaliser des jets d'eau par charge hydraulique. Les fouilles de Pompéi révèlent des fontaines sur pieds et des bassins (monolithes ou constitués de plaques de pierre fixées entre elles par des agrafes métalliques) placés à intervalles réguliers le long des rues de la ville, alimentées par siphonnage à partir de tuyaux de plomb sous la rue. Elles révèlent également que les maisons des Romains les plus riches disposent souvent d'une petite fontaine dans l'atrium.
La Rome antique était une ville de fontaines. Selon le consul Frontin, Rome avait 39 fontaines monumentales appelées « nymphées » (certaines construites pour faire honneur aux personnes célèbres ou pour marquer les grands évènements) et 591 bassins publics alimentées par 9 aqueducs, sans compter l'eau fournie aux fontaines de la famille impériale, aux thermes et aux propriétaires de villas. Le plus grand nymphée de Rome était le Septizodium. Chacune des plus grandes fontaines sont alimentées par deux aqueducs différents, au cas où l'un est arrêté pour maintenance. Il faut y ajouter d’innombrables petites fontaines aux formes les plus diversifiées, dont des vasques en marbres colorés ou en bronze, ainsi que des niches décorées de marbre, de sculptures ou de mosaïques, qui ornaient les demeures les plus riches ainsi que les jardins publics et privés, participant au confort des Romains en fournissant en ces lieux de l'eau potable à volonté. Pompéi nous en donne un aperçu mais n'est qu'un pâle reflet provincial de ce qui devait se trouver à Rome à l'époque impériale.

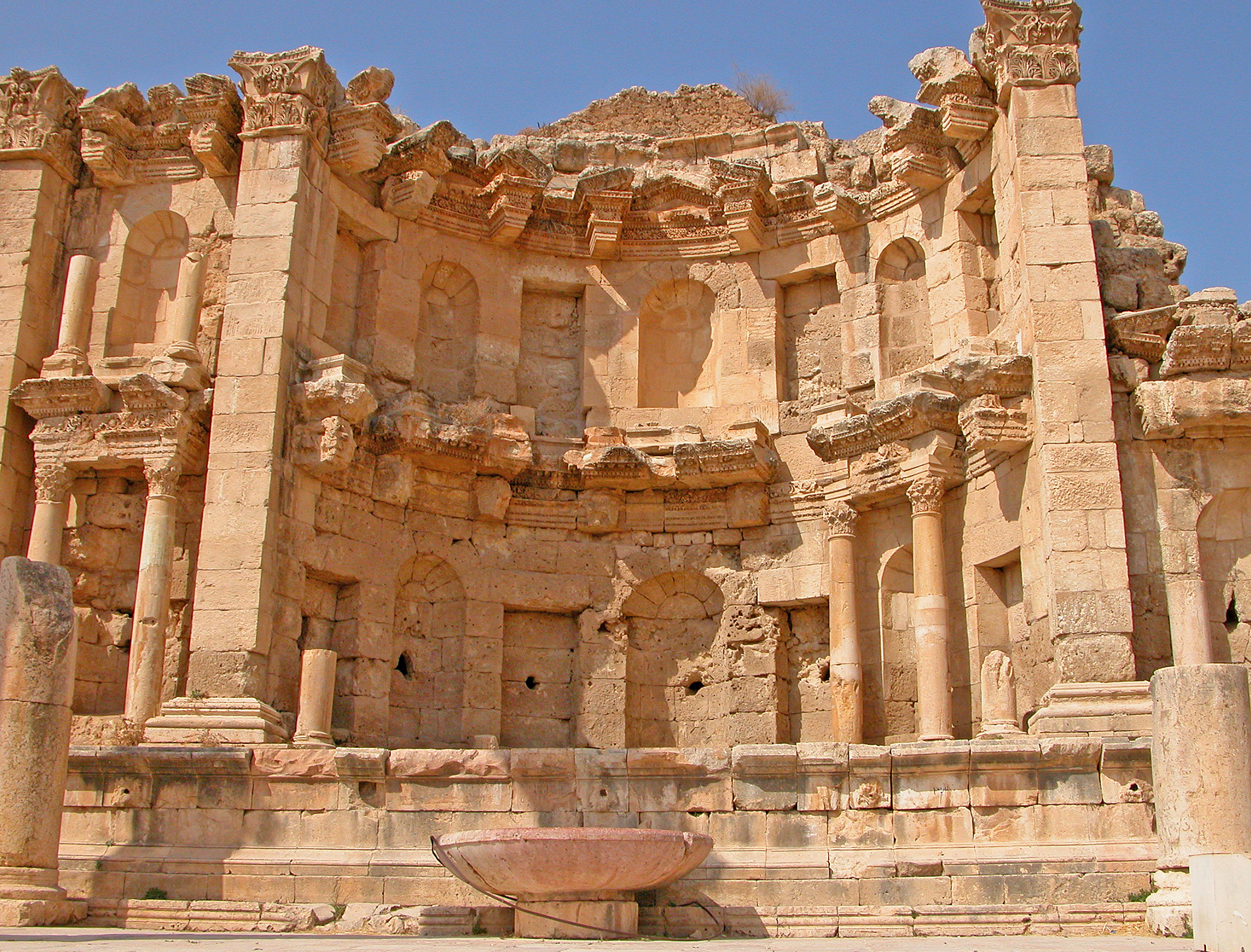
Un nymphée urbain romain reconstitué à Gérasa.
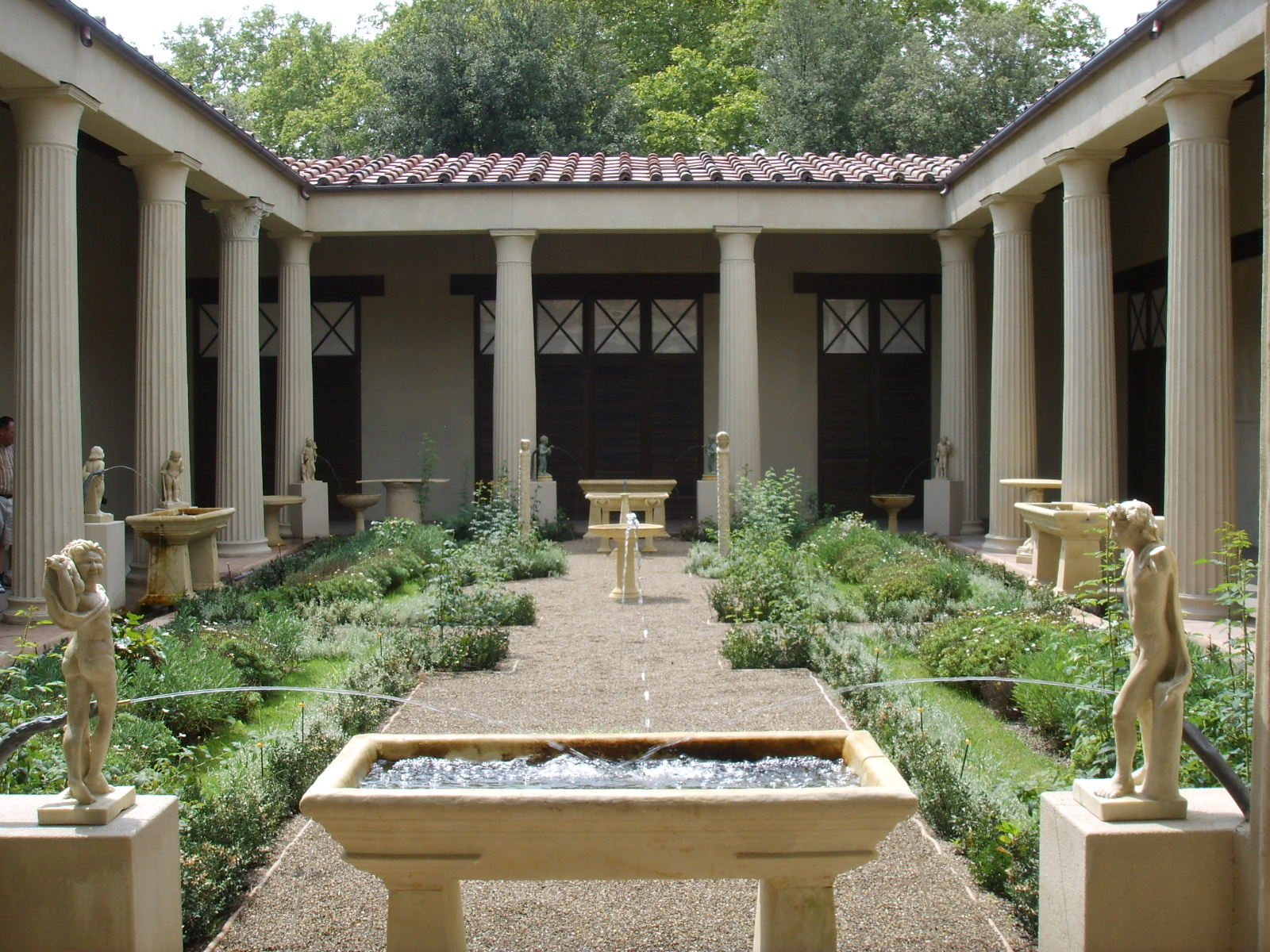
Reconstruction d'un atrium agrémenté de fontaines à Pompéi.
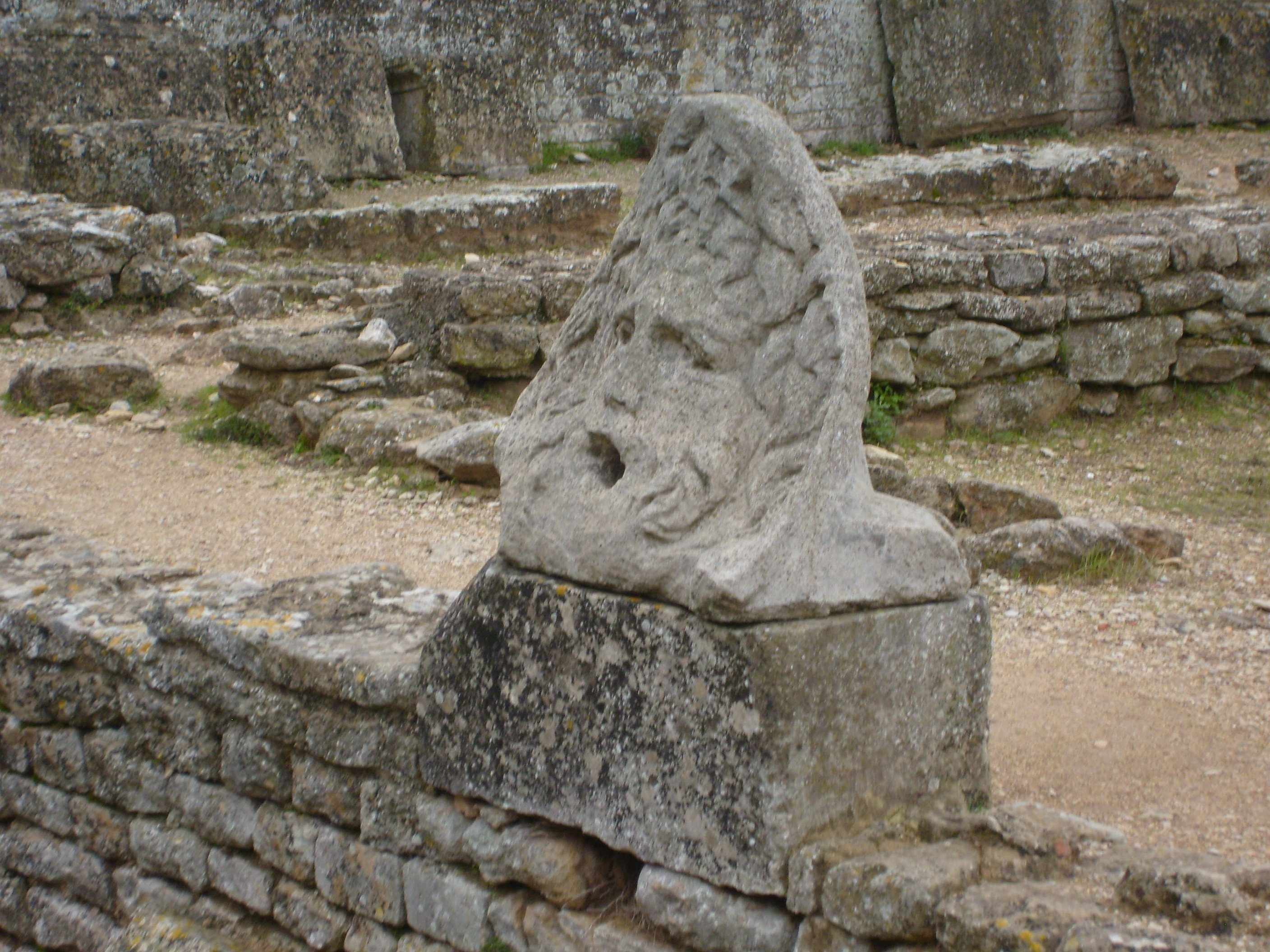
Mascaron de thermes romains à Glanum.
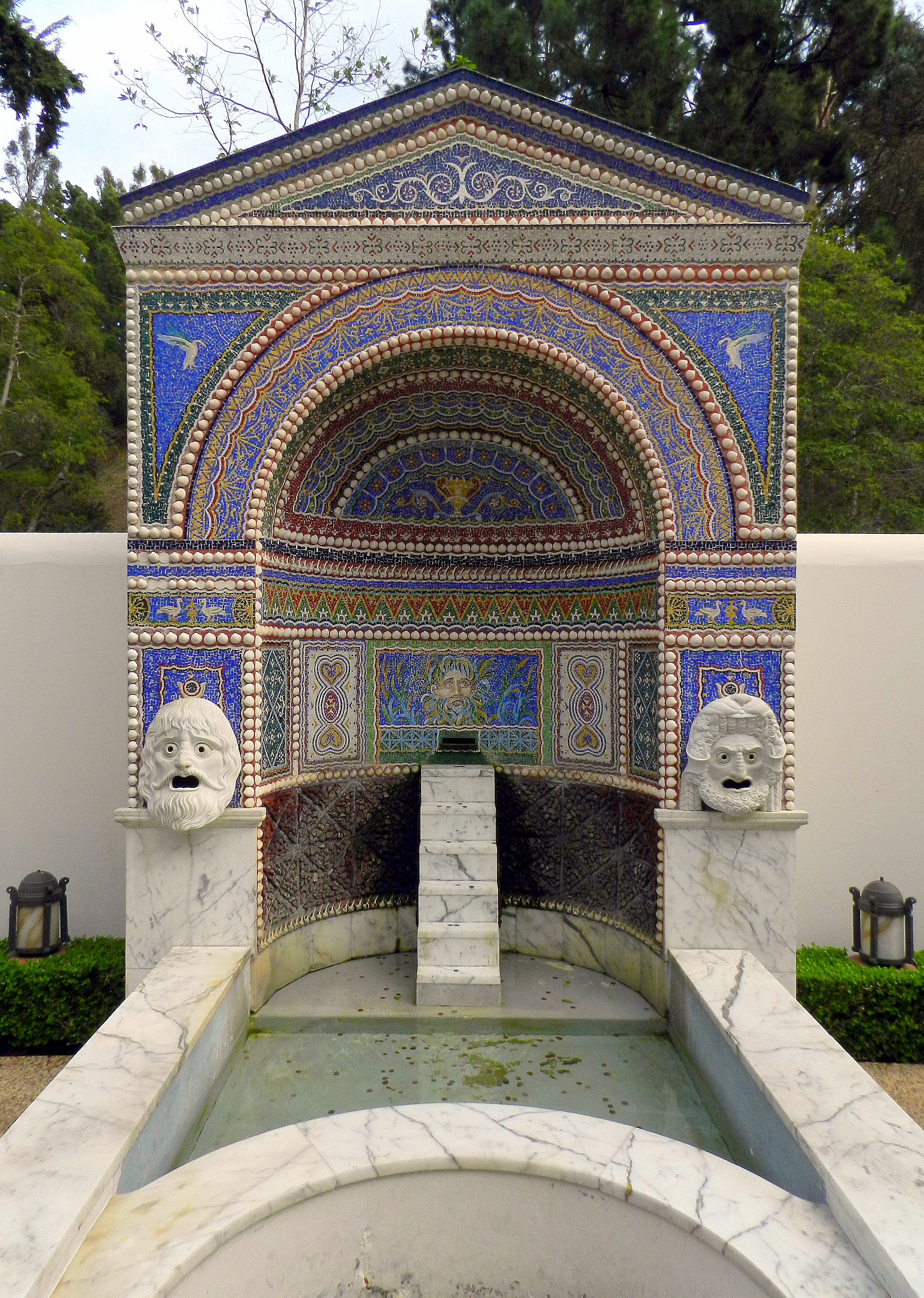
Reconstitution de la fontaine de la Maison de la Grande Fontaine de Pompéi.
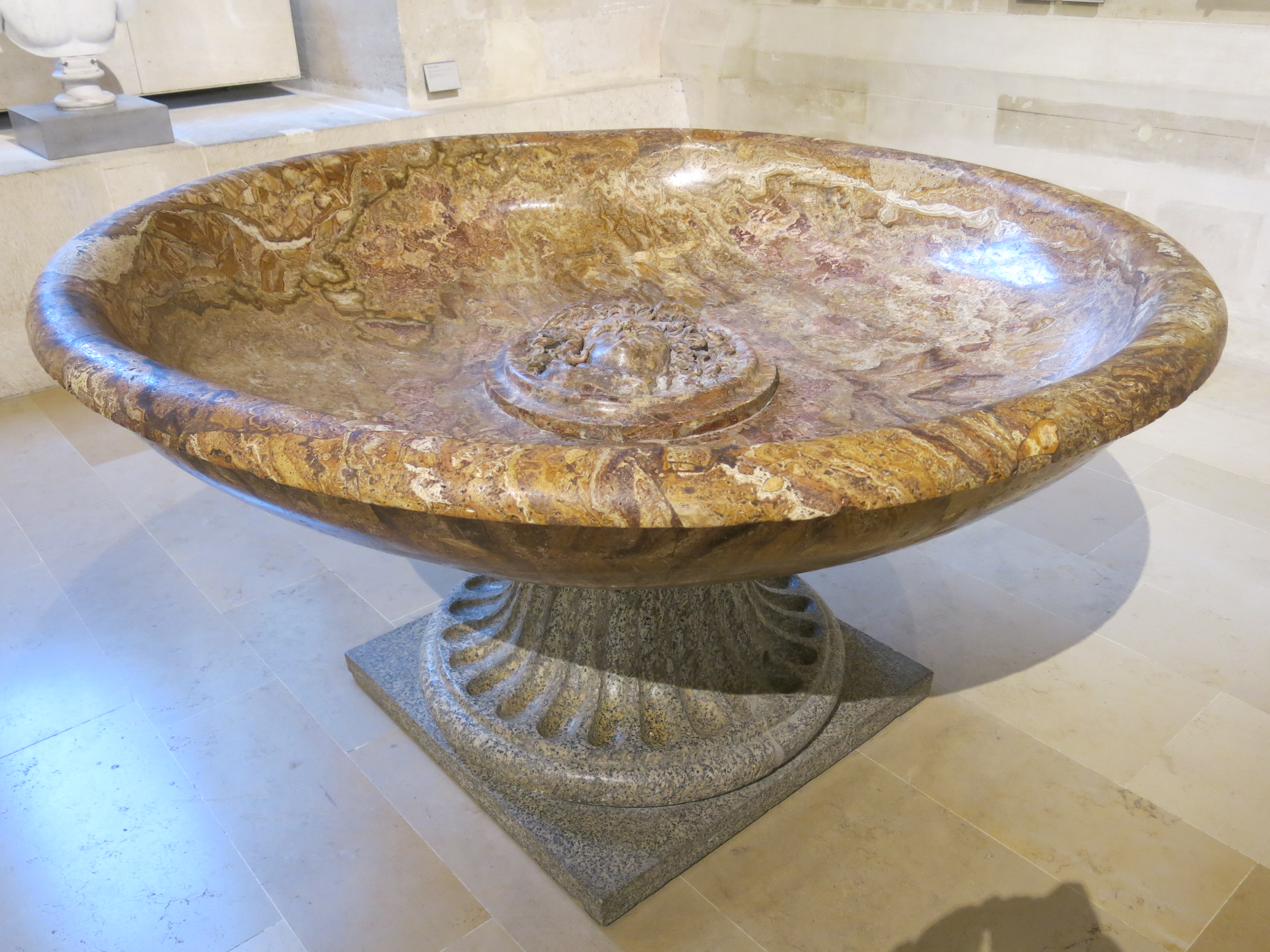
Fontaine romaine monolithique en marbre avec une tête de Méduse, au musée du Louvre.
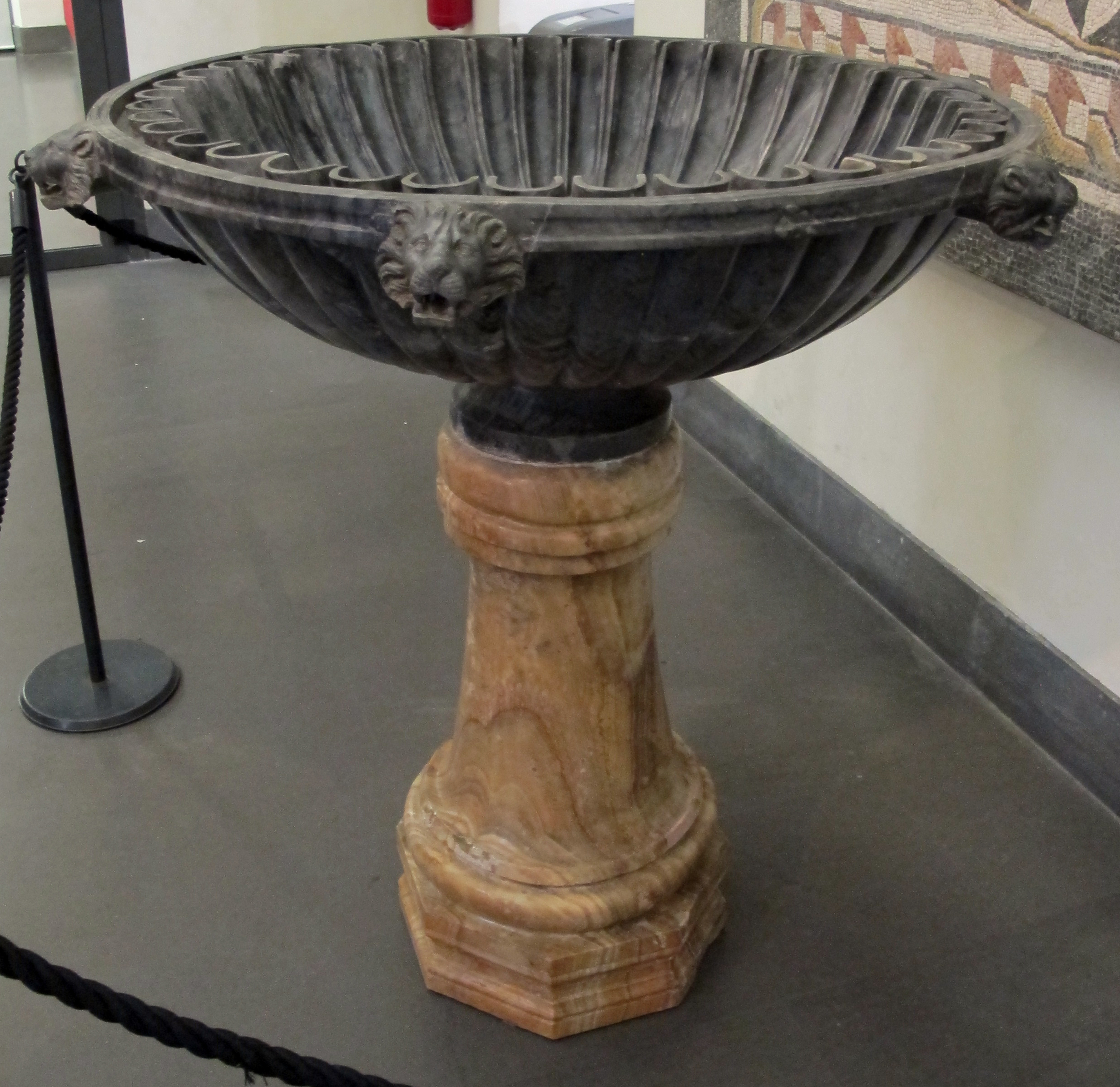
Vasque appartenant à une petite fontaine romaine incomplète, faite de deux marbres différents.
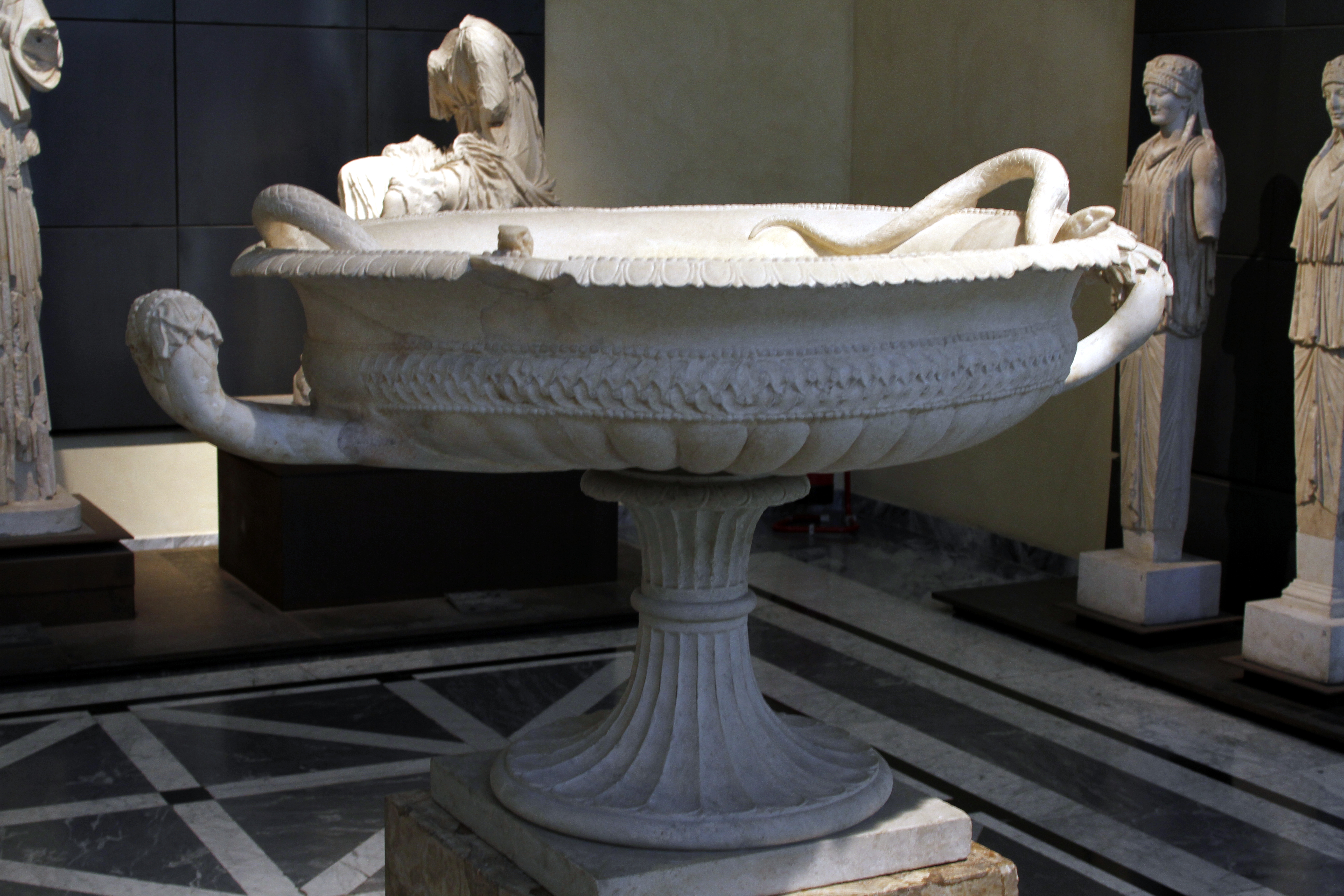
Une fontaine aux serpents en marbre blanc, Rome.

### Moyen Âge
Au Moyen Âge, les puits (captage des eaux souterraines) et les citernes (captage de l’eau de surface ou de l’eau tombée des toits qui est parfois clarifiée par un citerneau et amenée par des conduites à des structures creusées dans le roc ou maçonnées) sont plus courants que les fontaines. En effet, les aqueducs romains sont progressivement tombés en ruines, entraînant la disparition de nombreuses fontaines à travers l'Europe. Celles qui subsistent sont souvent sur des sites pourvus de sources naturelles non loin. Les fontaines sont souvent présentes dans les monastères, notamment les lavabos qui sont destinées aux ablutions, et d'autres dans les cloîtres qui sont censés être une réplique du jardin d'Éden. Mais il y en a aussi dans des jardins de palais (notamment dans les jardins d'amour propices à l'amour courtois).

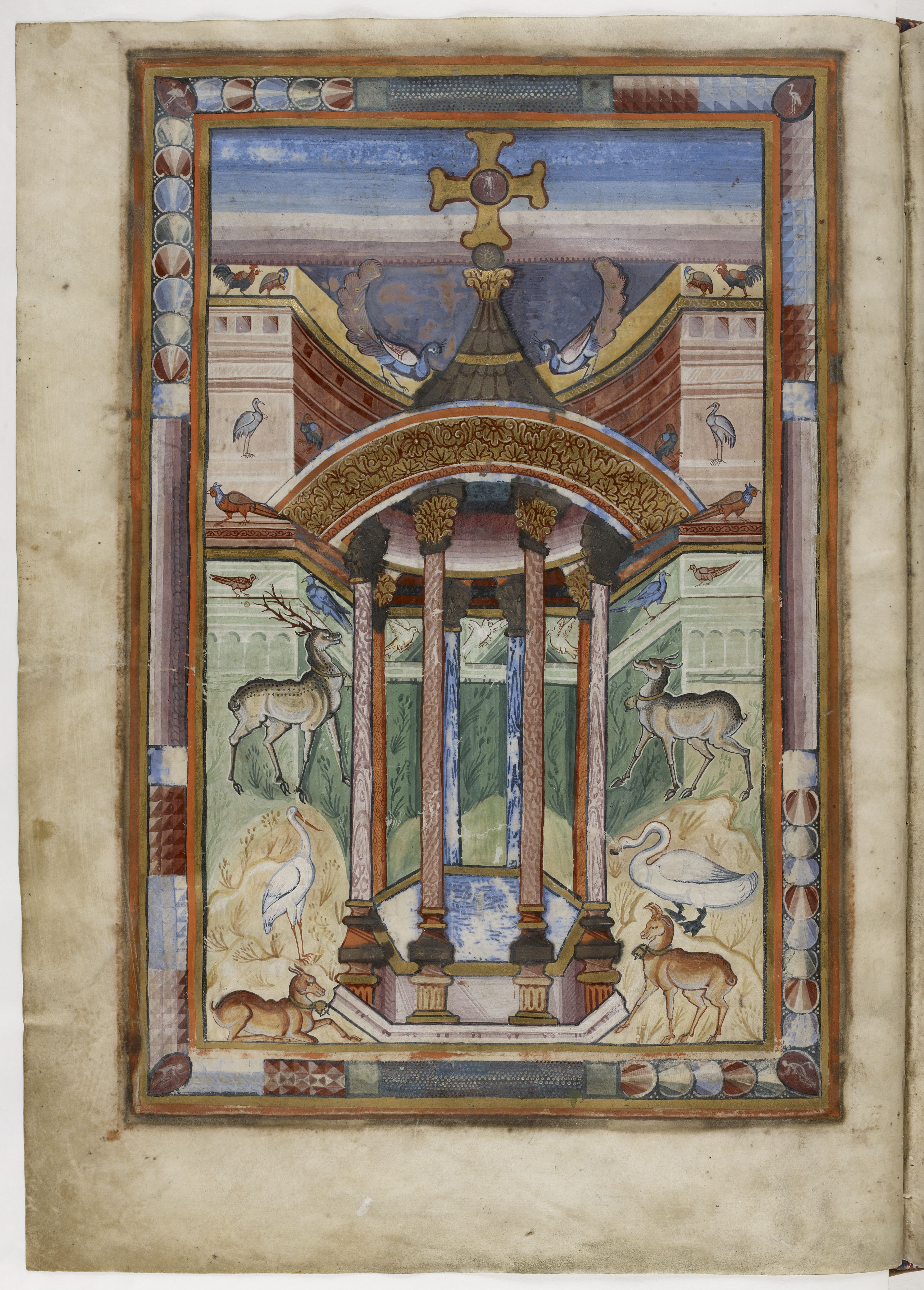
Une fontaine de vie du haut Moyen Âge, dans l'évangéliaire de Saint-Médard de Soissons, vers 800.
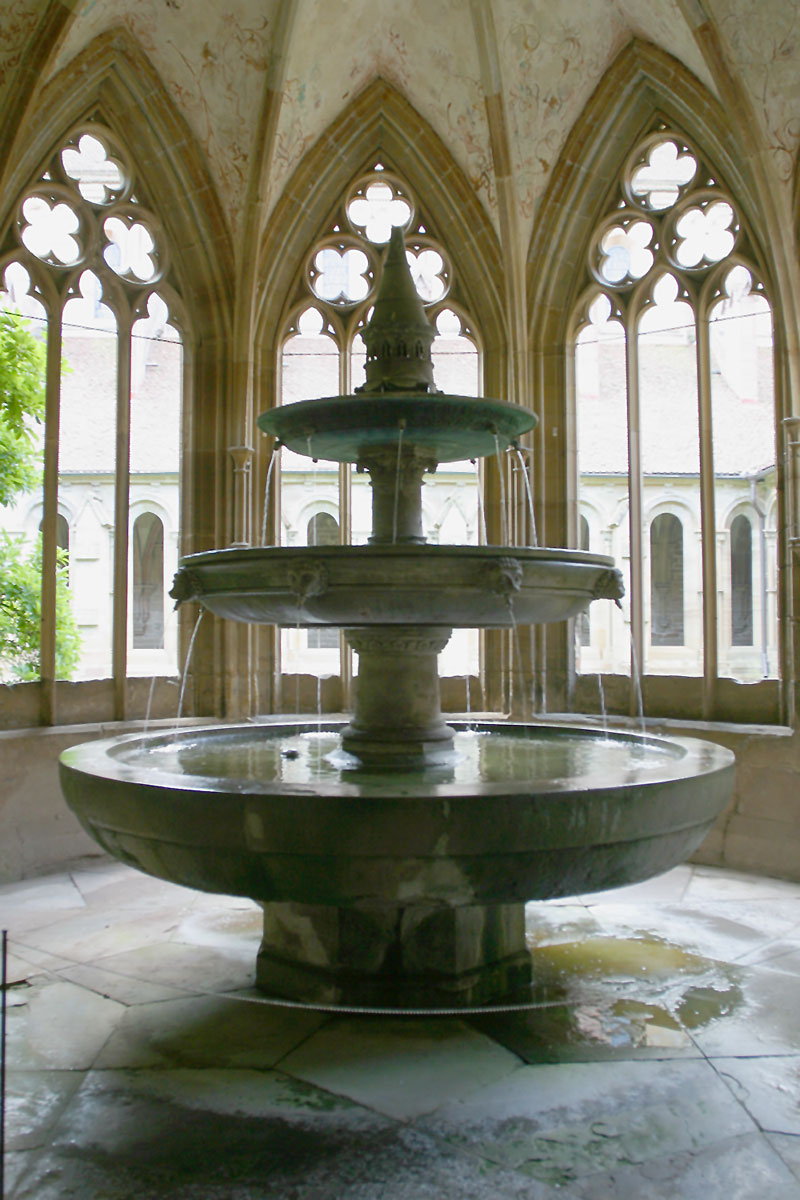
Lavatorium de style gothique (XIVe siècle) de l'abbaye de Maulbronn, Allemagne.
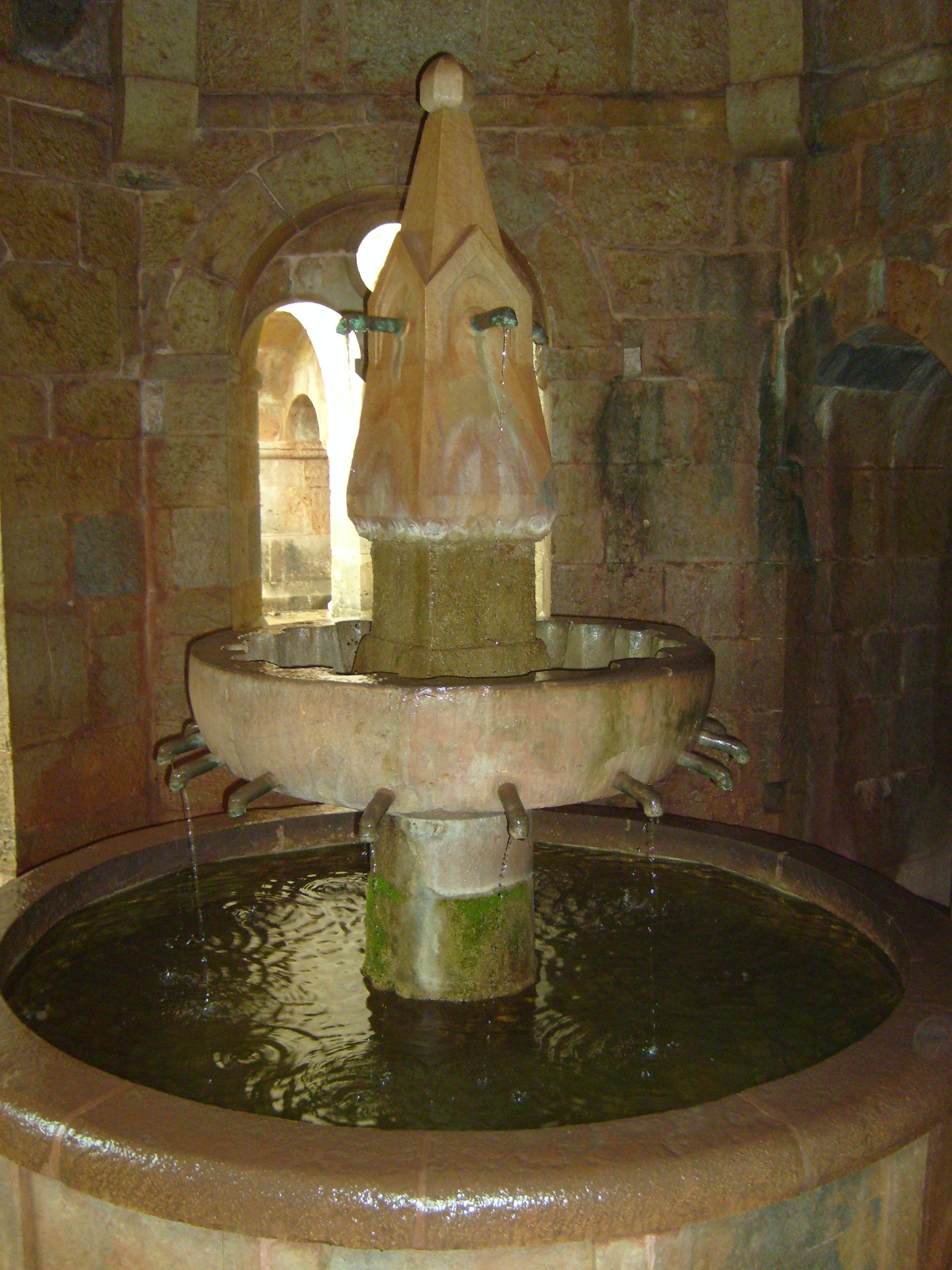
Lavabo de l'abbaye du Thoronet, XIIe siècle.

Les fontaines médiévales, à l'instar des cathédrales, sont illustrées de scènes bibliques, de l'histoire locale et des vertus de l'époque, telles la Fontana Maggiore (1275-1278) de Pérouse, dont les registres représentent les mois de l'année, des figures allégoriques (des arts libéraux, de la Bible, de l'Histoire de Rome, des scènes des fables d'Ésope…), des personnages bibliques et mythologiques (les points cardinaux, les figures tutélaires de la ville, comme Chiusi, le lac de Trasimène, les saints patrons…) et de didascalies, ou La Belle Fontaine (1385-1396) de Nuremberg, conçue comme une flèche gothique mesurant pas moins de 19 m de haut et ornée également de nombreux personnages.
Les fontaines médiévales peuvent également servir de distraction. Les princes à l'occasion de grandes fêtes font dresser des fontaines éphémères d'où coulent de l'hypocras. En 1295, Robert d'Artois fait aménager un jardin contenant toutes sortes de divertissements extraordinaires, « les merveilles d'Hesdin ».
La croissance démographique impose à partir des XIIIe et XIVe siècles de canaliser l’eau des sources vers les villes au moyen de conduites à pression réalisées avec des troncs de bois excavés, aboutissant à des fontaines avec bassin et pilier (borne). Ces bassins sont équipés d'un trop-plein qui se déverse dans les caniveaux des rues par une rigole, permettant de nettoyer celles-ci. Elles peuvent aussi servir à alimenter des lavoirs.

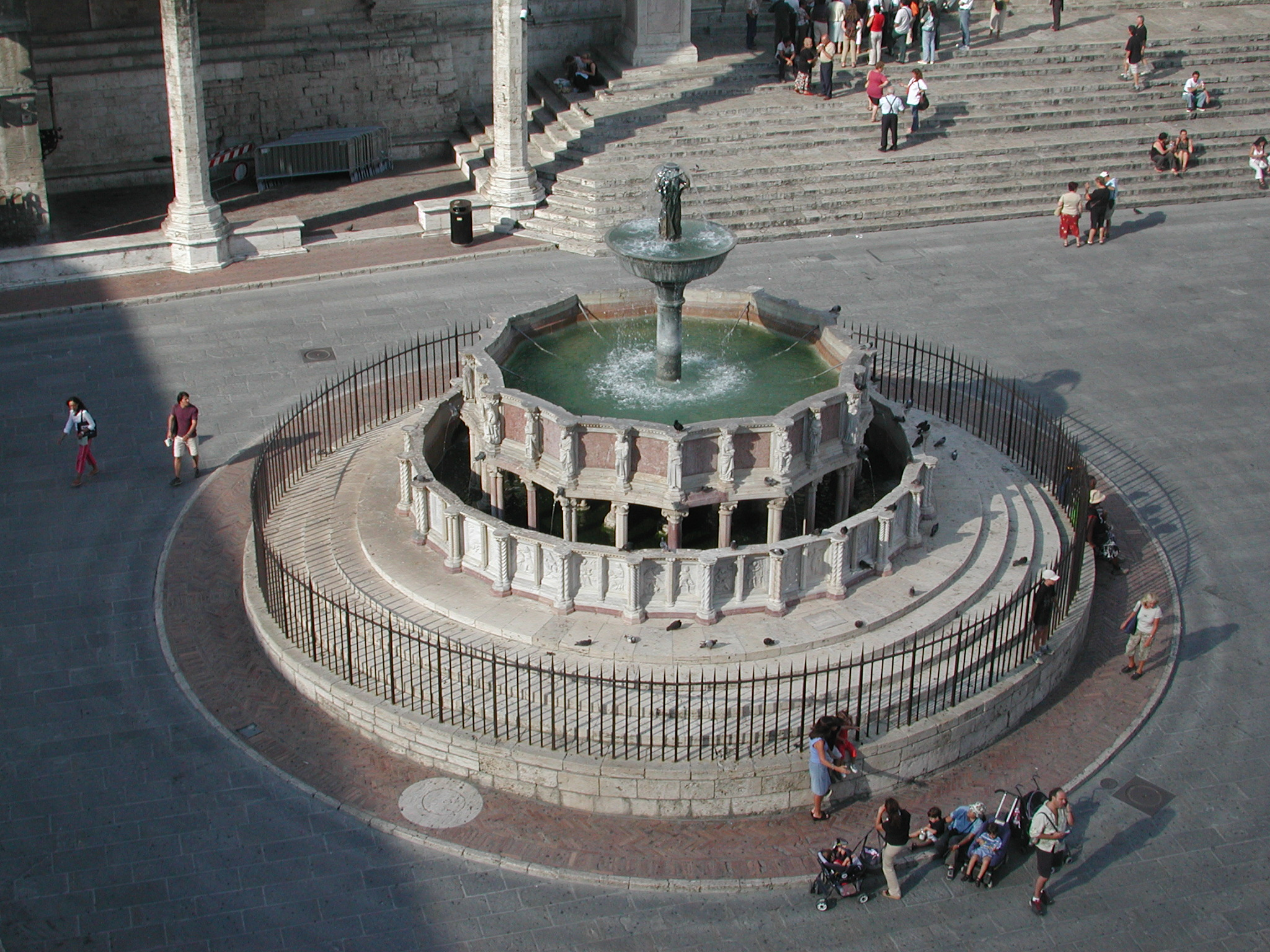
La Fontana Maggiore de Pérouse, en marbre sculpté et bronze, XIIIe siècle.
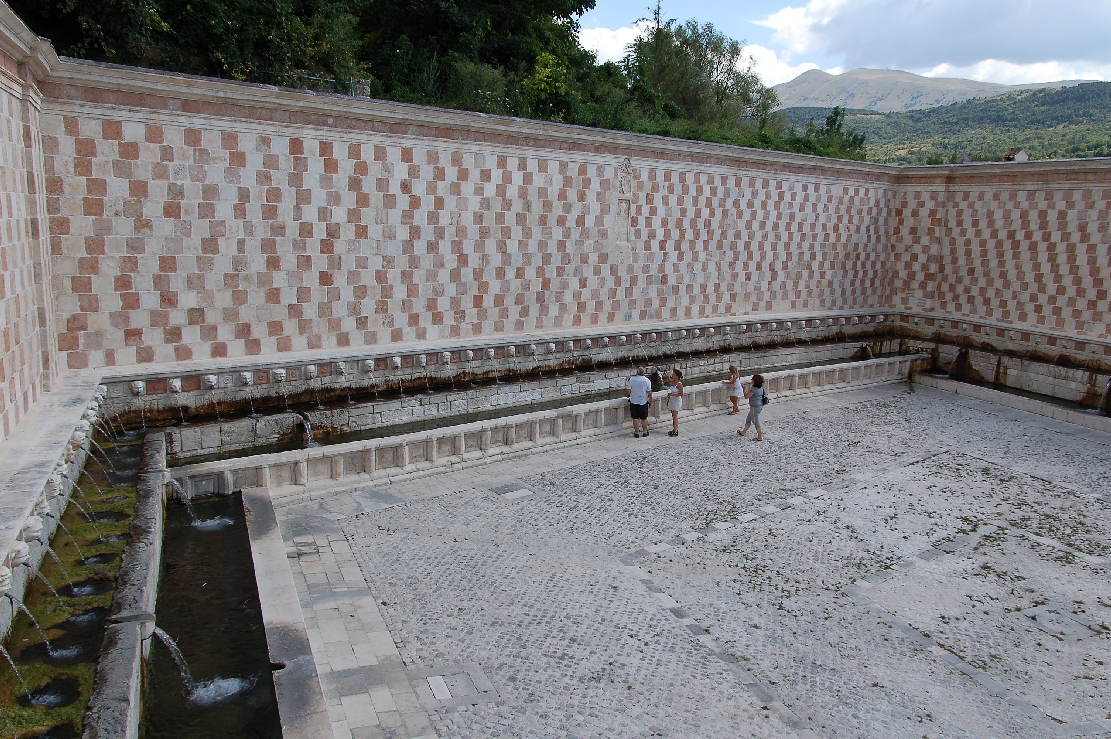
Vue partielle de la fontaine aux 99 cannelles de L'Aquila, Italie, XIIIe siècle.
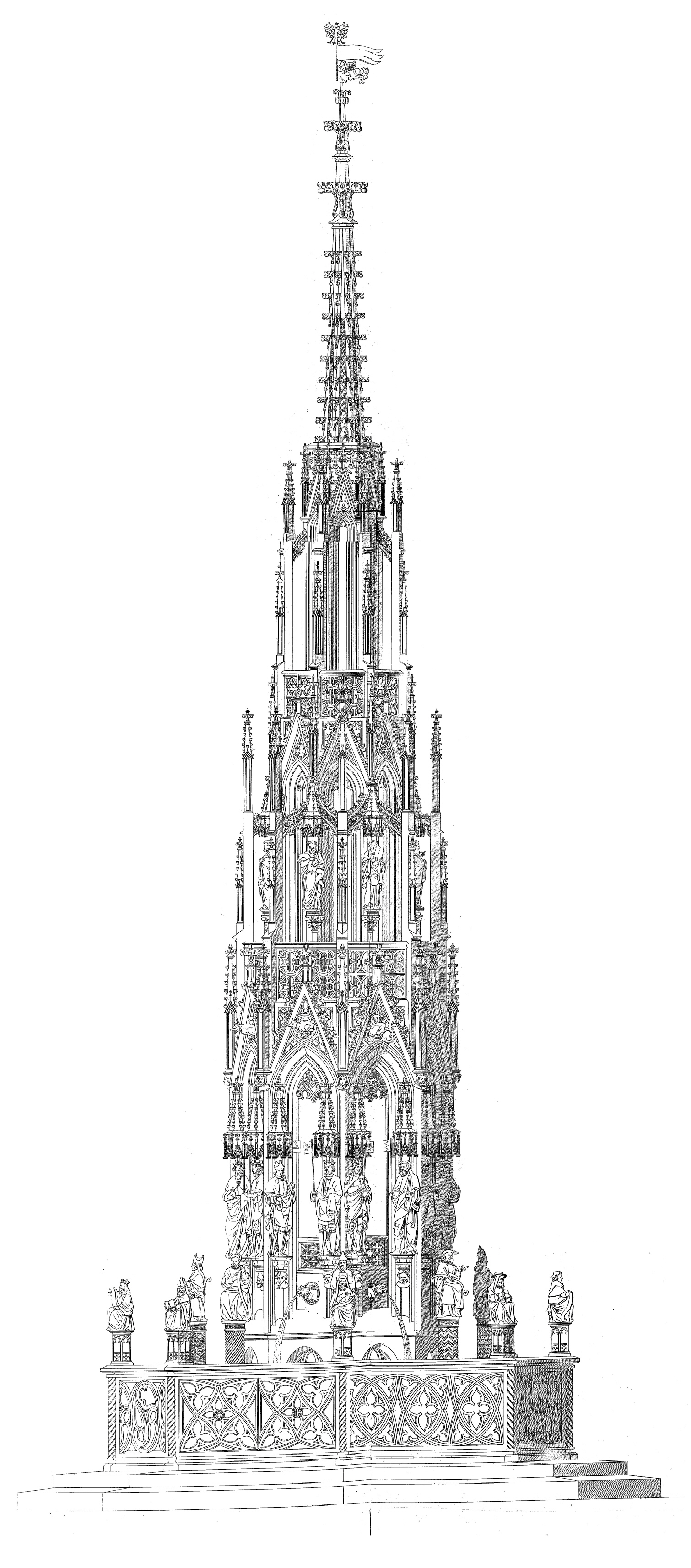
La Belle Fontaine de Nuremberg, XIVe siècle.
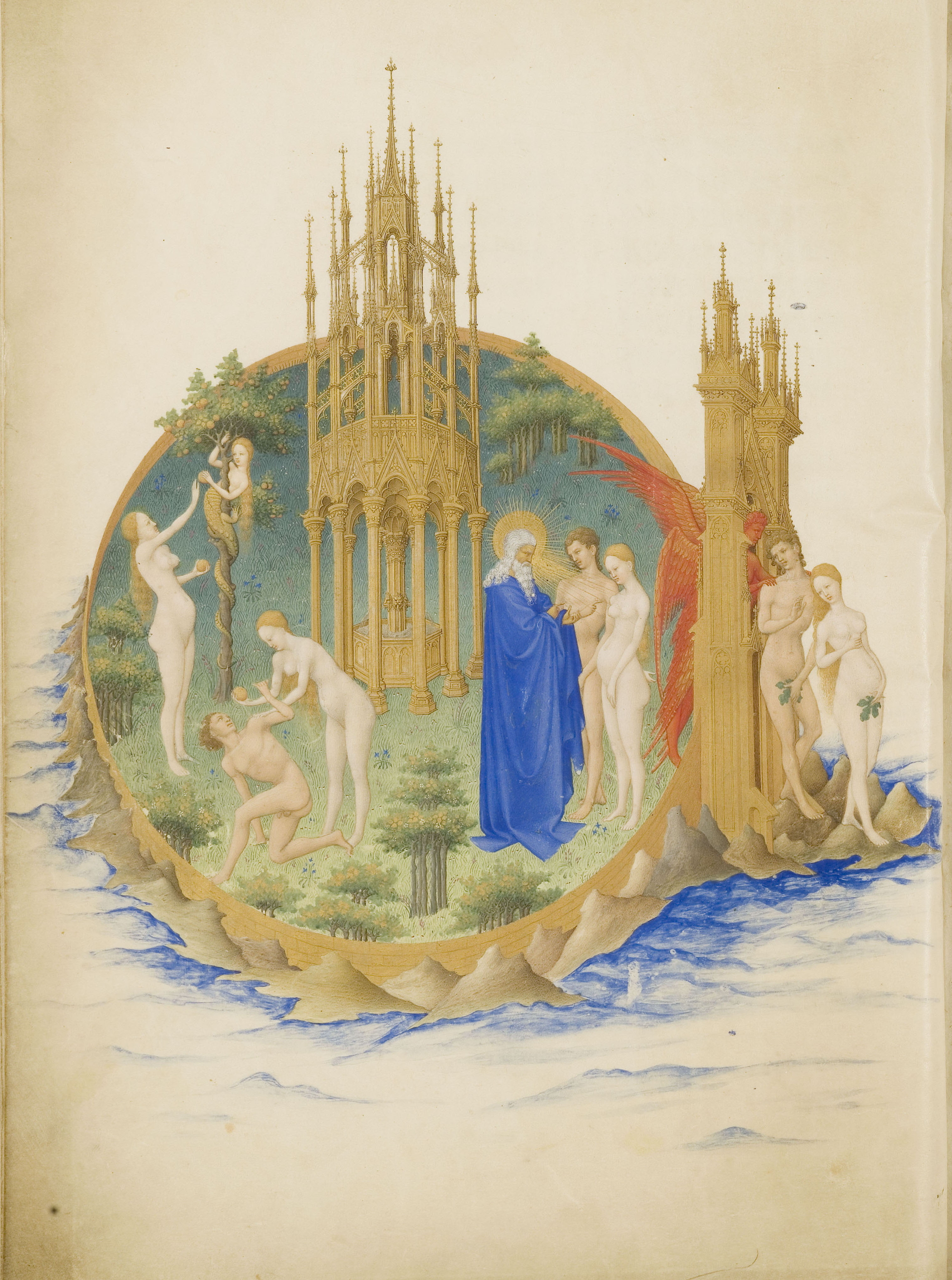
Fontaine gothique dans le jardin d'Éden, Les Très Riches Heures du duc de Berry.
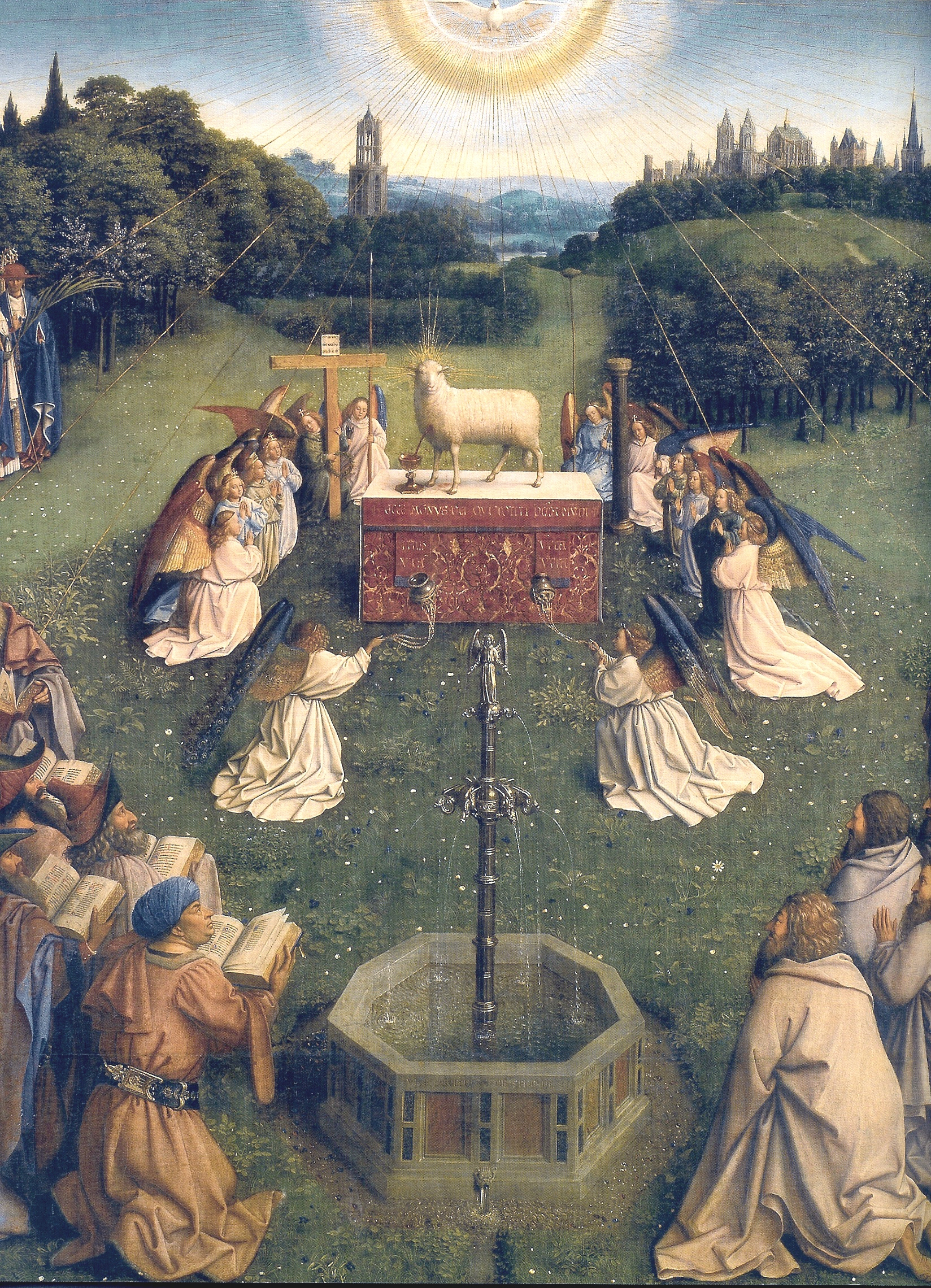
Fontaine du polyptyque L'Agneau mystique de Jan van Eyck, peinture achevée en 1427.
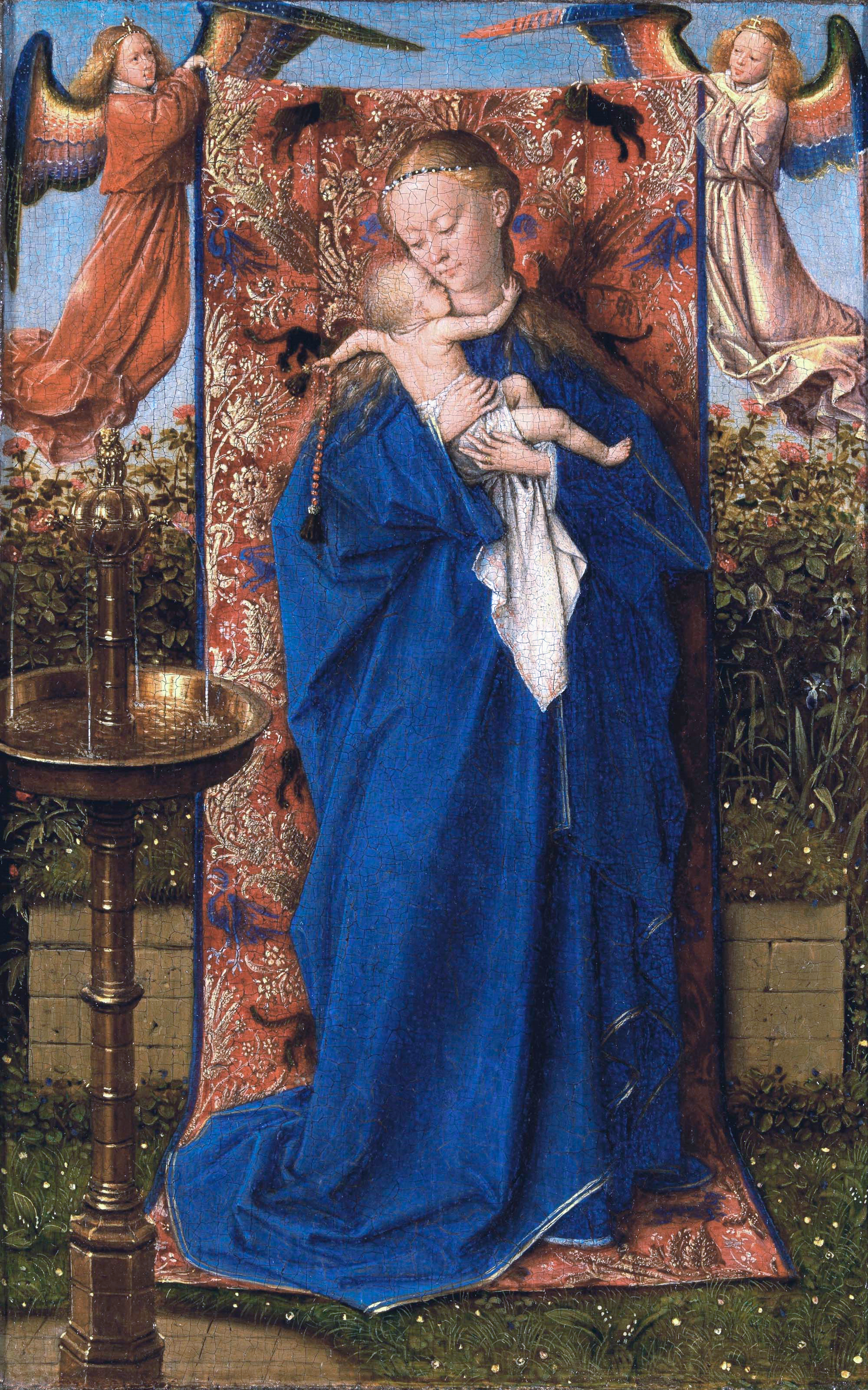
Fontaine en bronze médiévale représentée avec une Vierge à l'enfant de Jan van Eyck.

### Renaissance (XVesiècleauXVIIesiècle)
Les fontaines à eau apparaissent surtout à la Renaissance. Au XIVe siècle, les humanistes italiens redécouvrent les textes romains oubliés : les ouvrages sur l'architecture de Vitruve, sur l'hydraulique par Héron d'Alexandrie, les descriptions des jardins et des fontaines romaines par Pline le Jeune, Pline l'Ancien et Varron sont traduits. Le traité d'architecture, De re aedificatoria, de Leon Battista Alberti, qui décrit en détail les villas romaines, les jardins et fontaines devient le guide de référence pour les constructeurs de la Renaissance.

#### En Italie
Sixte V orne Rome d'un grand nombre de fontaines - Pasquin parodia le titre de Pontifex Maximus placé dans les inscriptions de ces fontaines et en fit Fontifex maximus, grand faiseur de fontaines - parmi lesquelles la fontaine de Monte-Cavallo aujourd'hui perdue et la Fontana dell'Acqua Felice (1585) qui porte son nom, conçue par Domenico Fontana. Sur le même modèle est construite la Fontana dell'Acqua Paola (1612) par Giovanni Fontana le frère du précédent, commande de Paul V. La fontaine de la place Santa Maria in Trastevere est sur une œuvre préexistante, peut-être d'époque impériale, une création de Donato Bramante, avec des améliorations de Gian Lorenzo Bernini et finalement Carlo Fontana, petit-fils du premier.

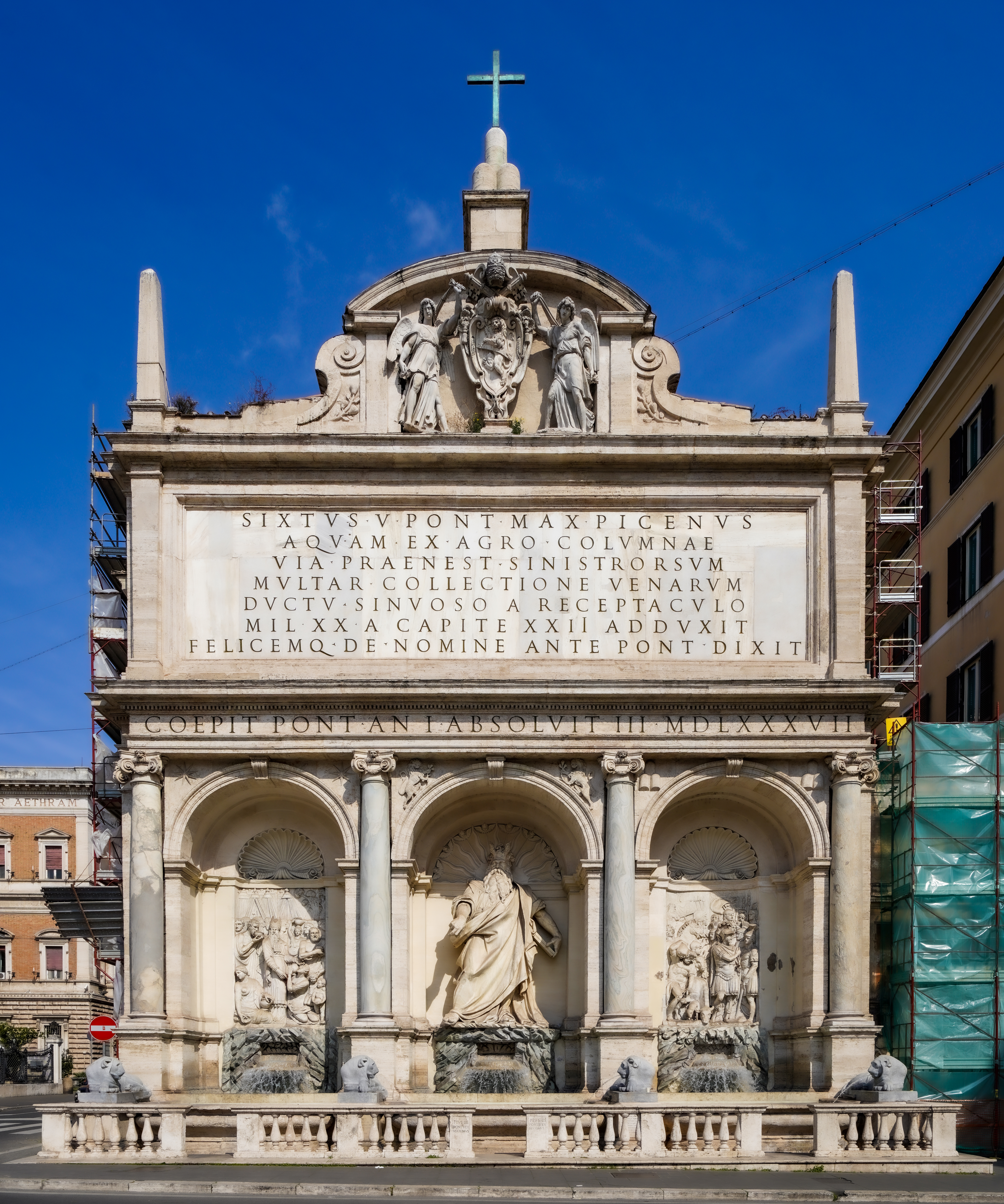
Fontana dell'Acqua Felice de Rome, 1585, par Domenico Fontana.
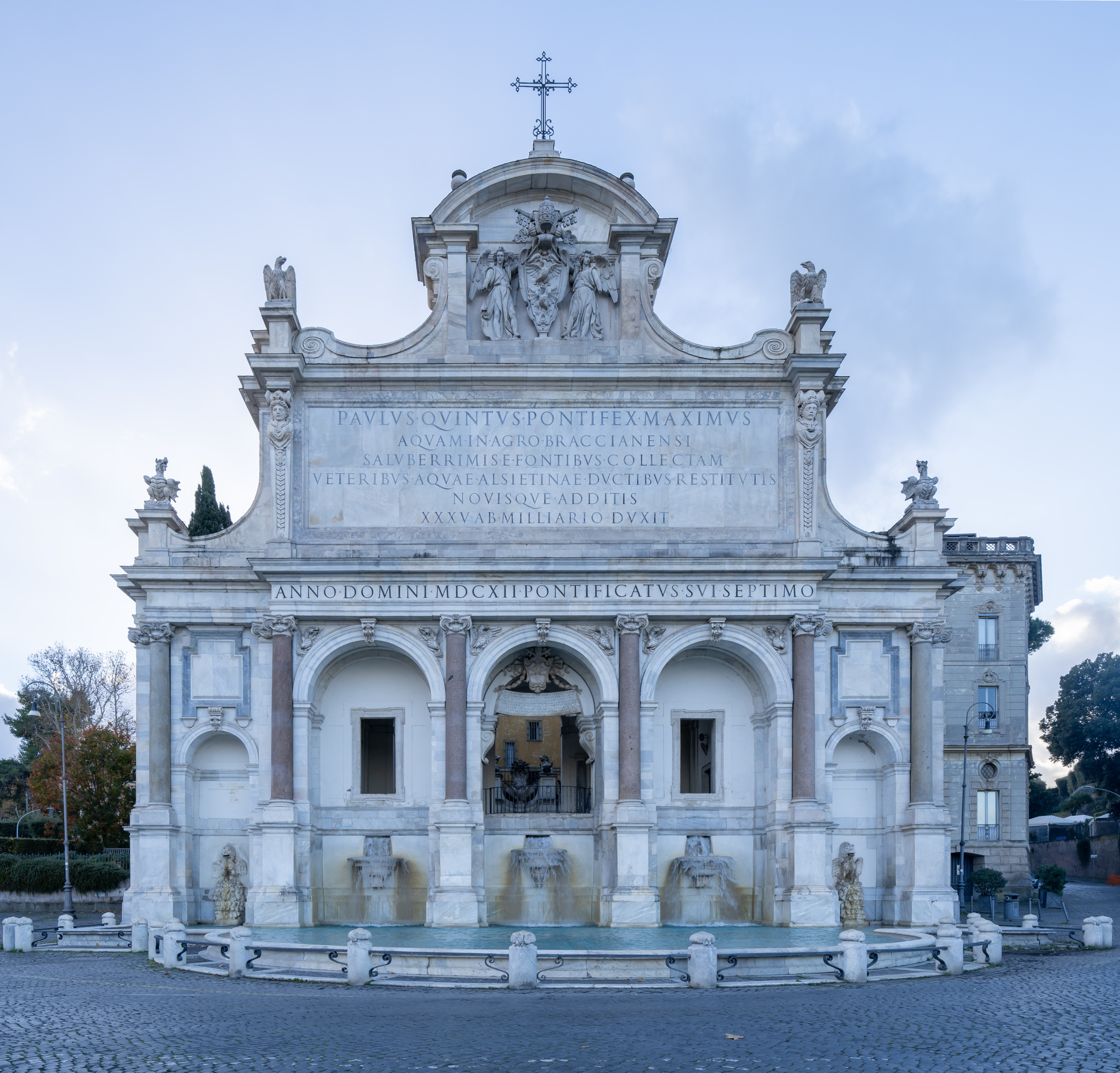
Fontana dell'Acqua Paola de Rome, 1612, par Giovanni Fontana.
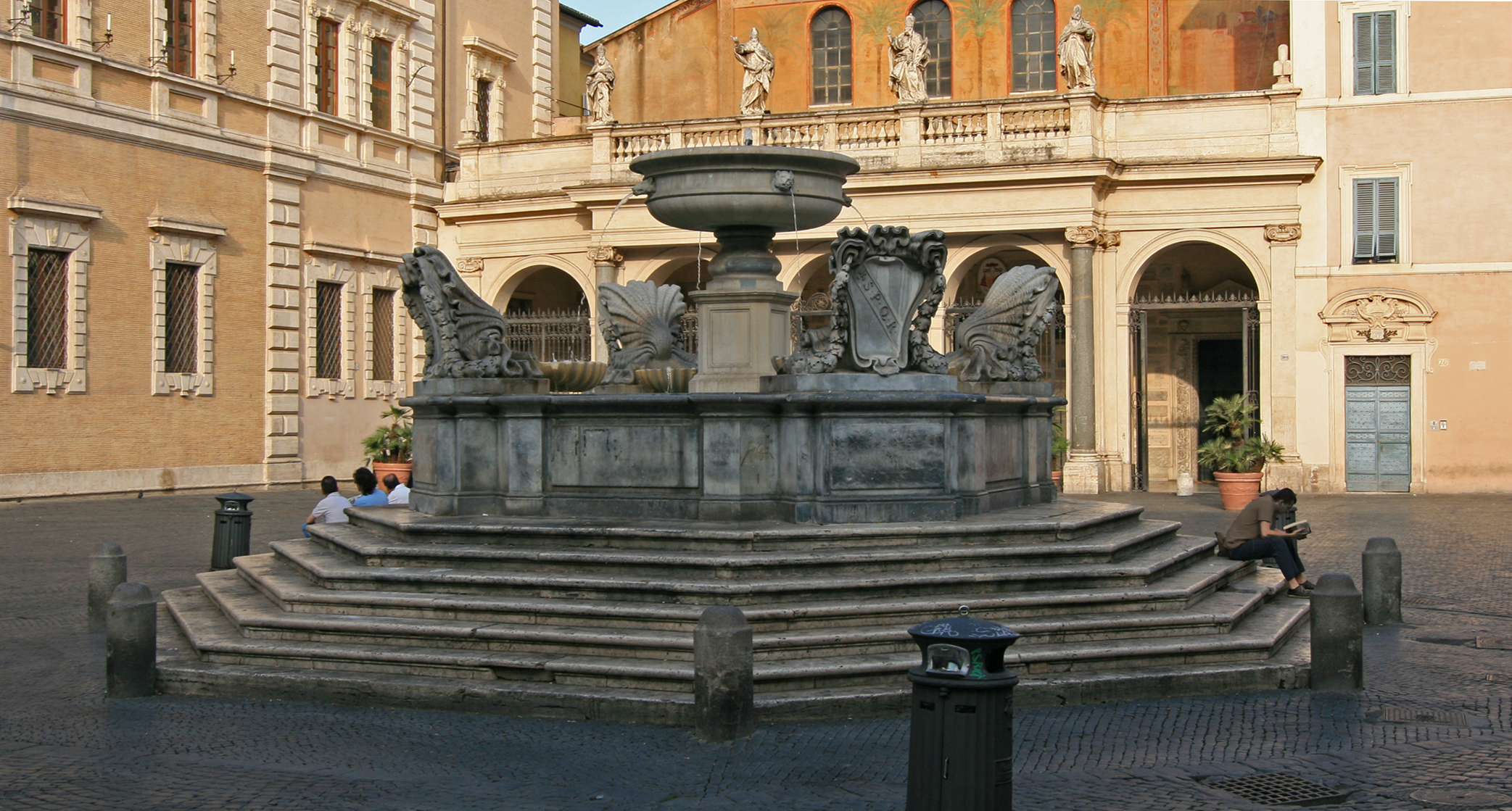
Fontaine de la place Santa Maria in Trastevere de Rome, par Bramante, Bernini, Giovanni Fontana et finalement Carlo Fontana.
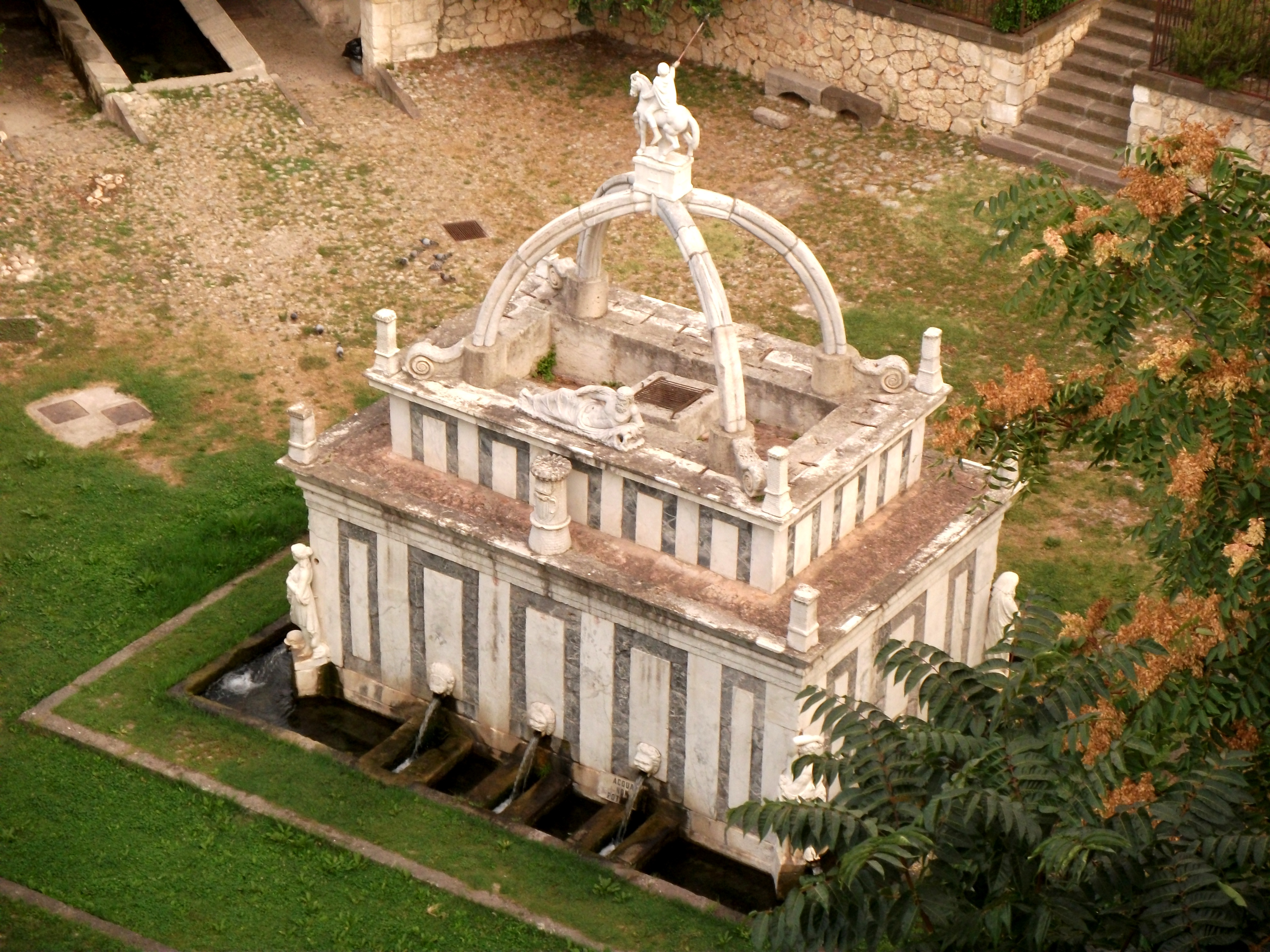
La Fontana di Rosello de Sassari (Italie), datant de 1295 et restaurée en 1605.

#### En France

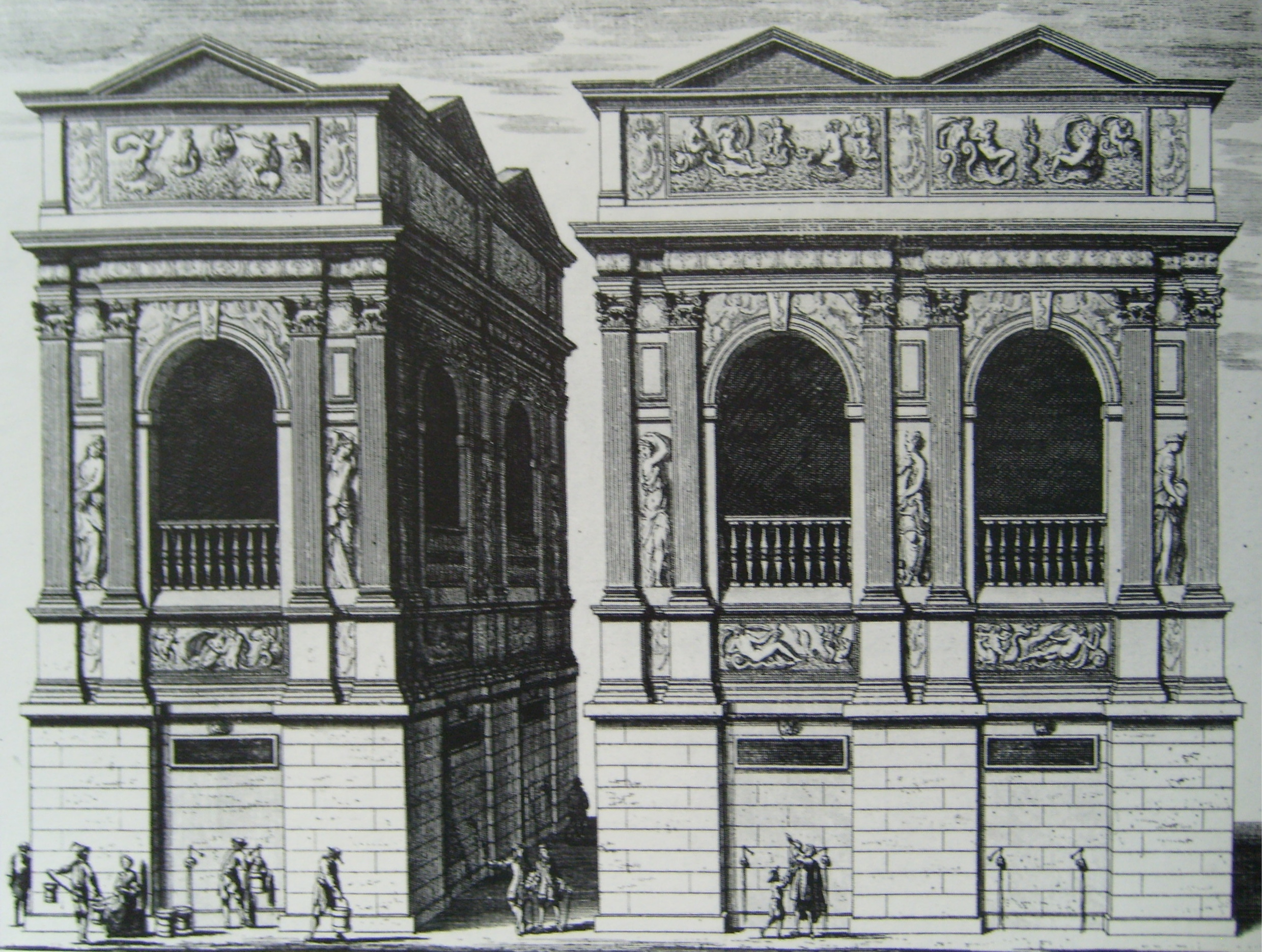
Fontaine des Innocents à Paris (1546–1549) dans sa forme originale.
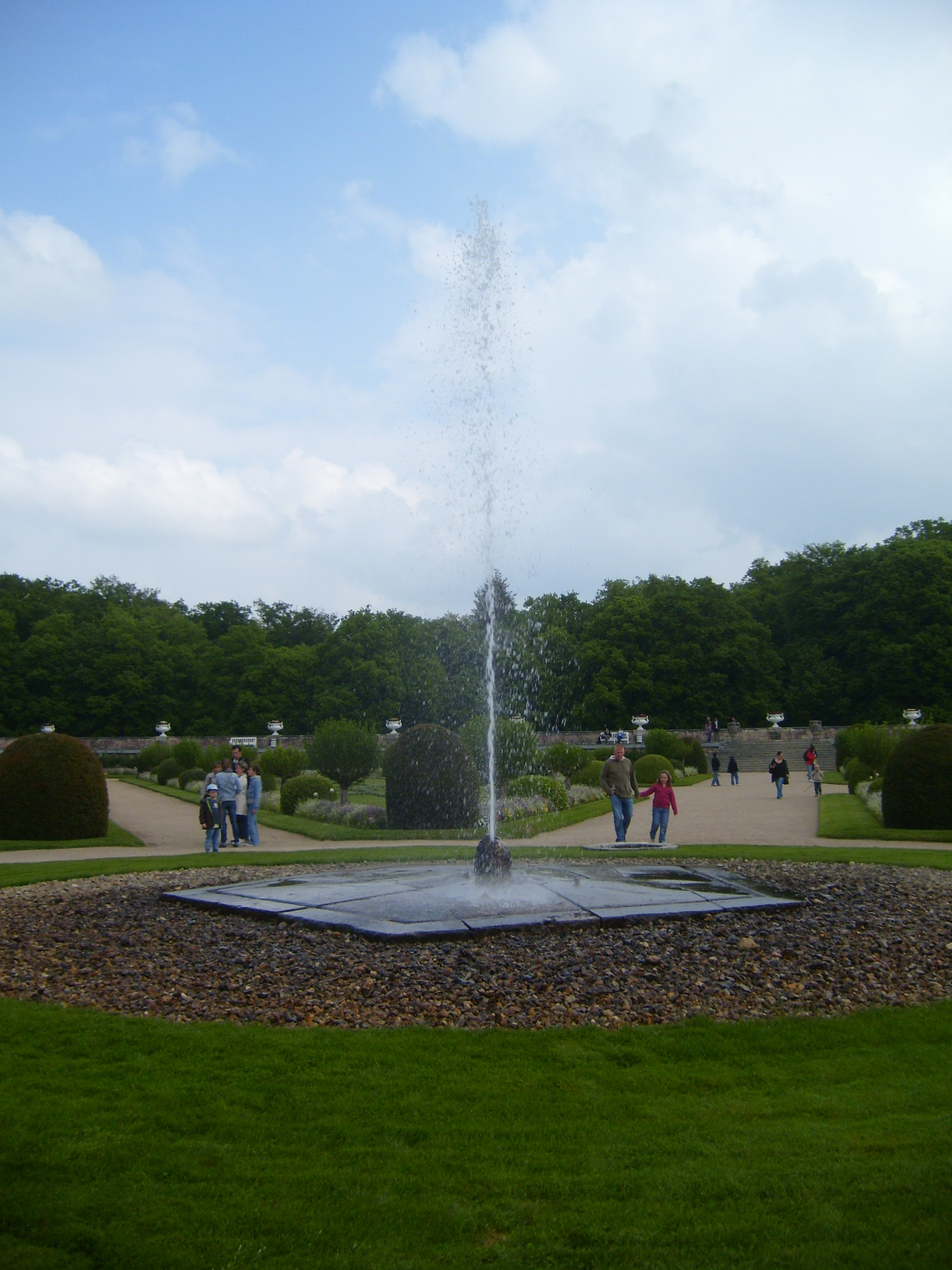
Fontaine de Diane de Poitiers au château de Chenonceau (1556–1559).

### Fontaines baroques (XVIIesiècleauXVIIIesiècle)
Le XVIIe siècle et XVIIIe siècle est l'âge d'or pour les fontaines monumentales qui déploient des sculptures luxueuses et des effets les plus variés, notamment par les innombrables jets d'eau, l'élément par excellence des fontaines. Les fontaines de Rome, notamment les mostra, fontaines conçues pour marquer la fin d’un aqueduc, celles du Parc de Versailles et du Grand Palais de Peterhof en sont les représentantes les plus caractéristiques.
Néanmoins, les fontaines de villes sont encore rares. Pour faire face à la croissance démographique urbaine, sont aménagées des fontaines à Paris et en province, telle la grande fontaine à Nîmes qui jusitife l'élaboration d'un vaste jardin.
Parallèlement, les petites fontaines de villages et de campagne subsistent, telles les fontaines à dévotion.

#### Au Brésil

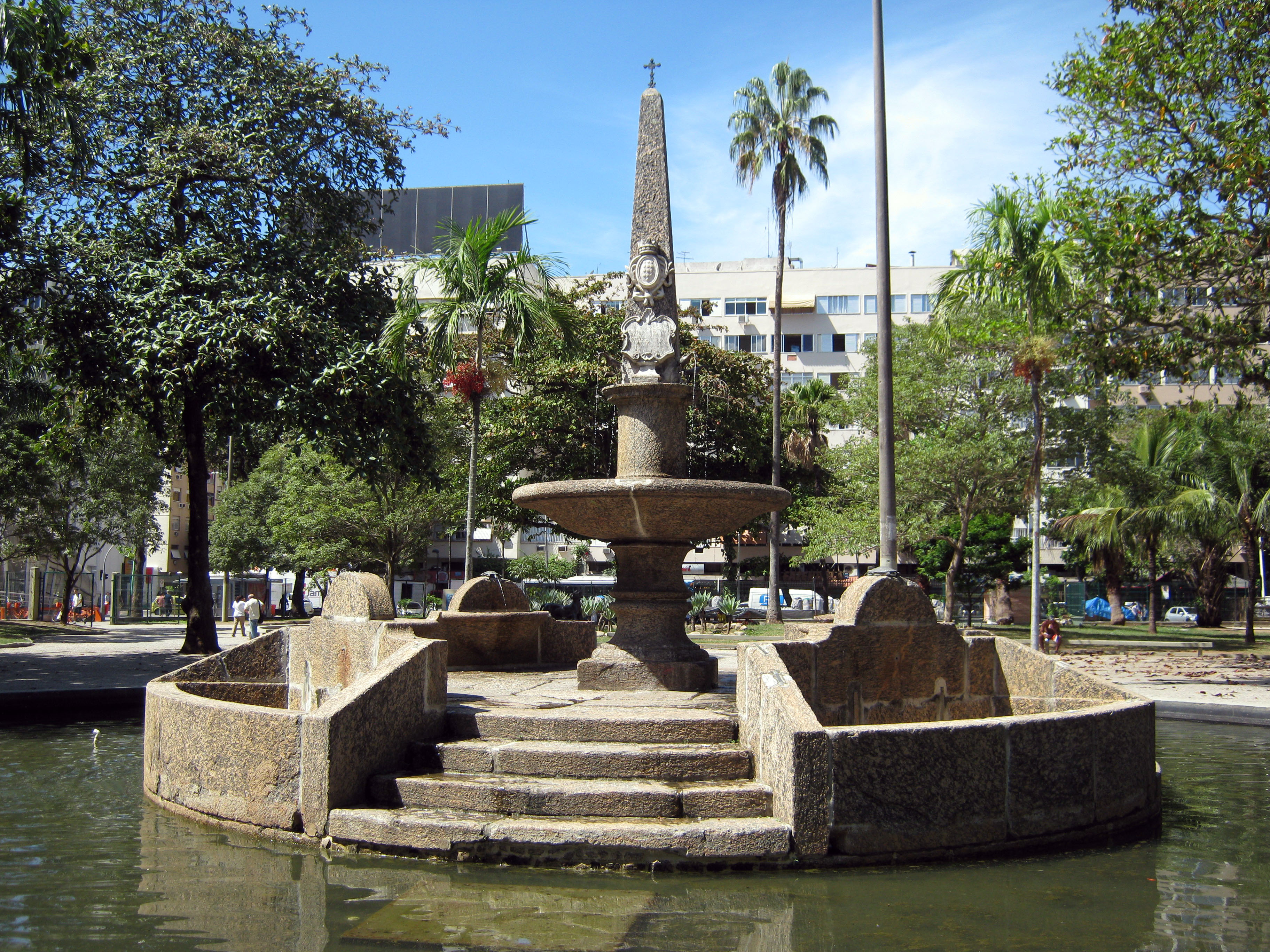
Fontaine de Saracuras à Rio de Janeiro, 1795.

#### En Italie

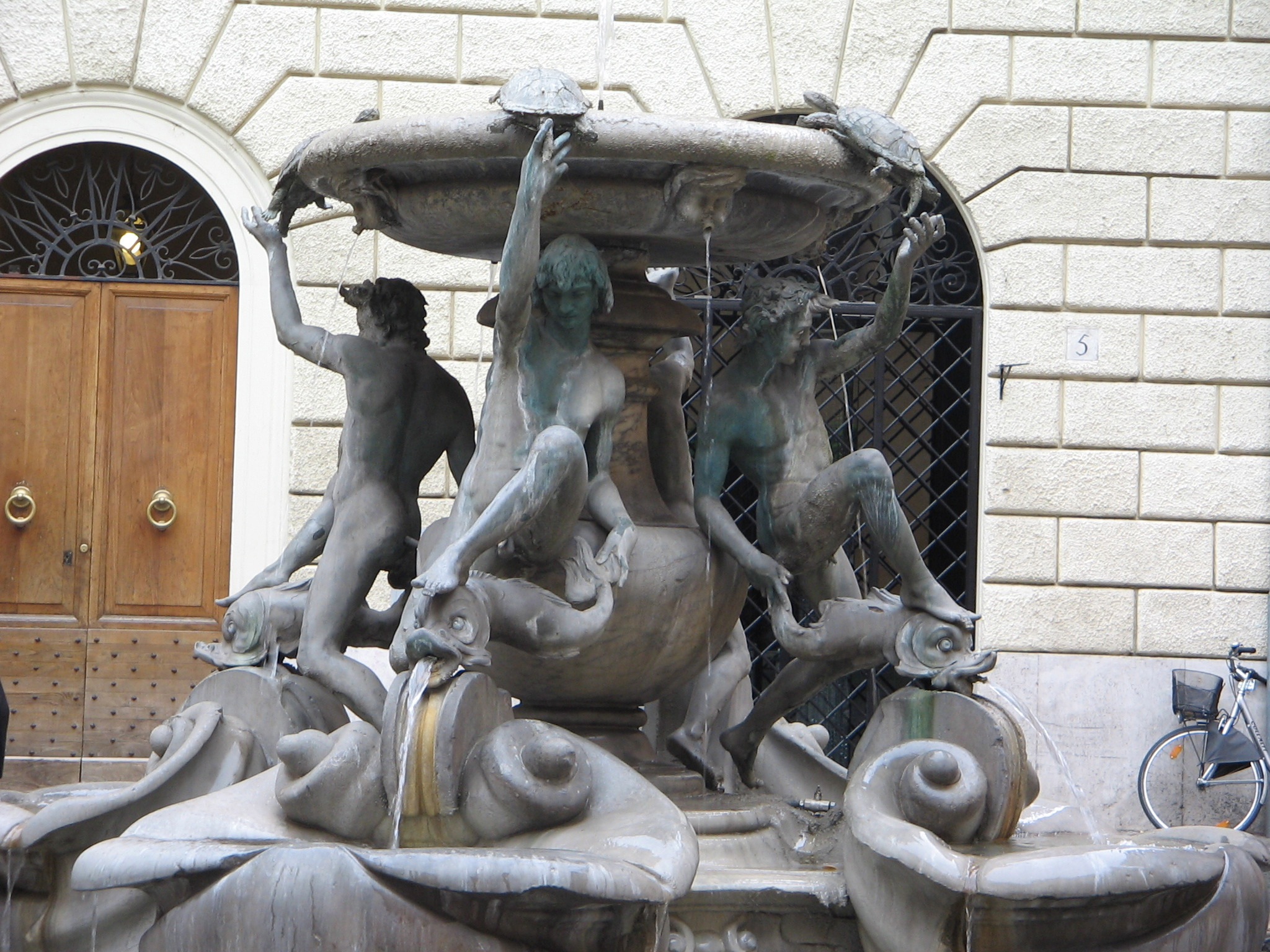
Fontaine des Tortues à Rome (1588).
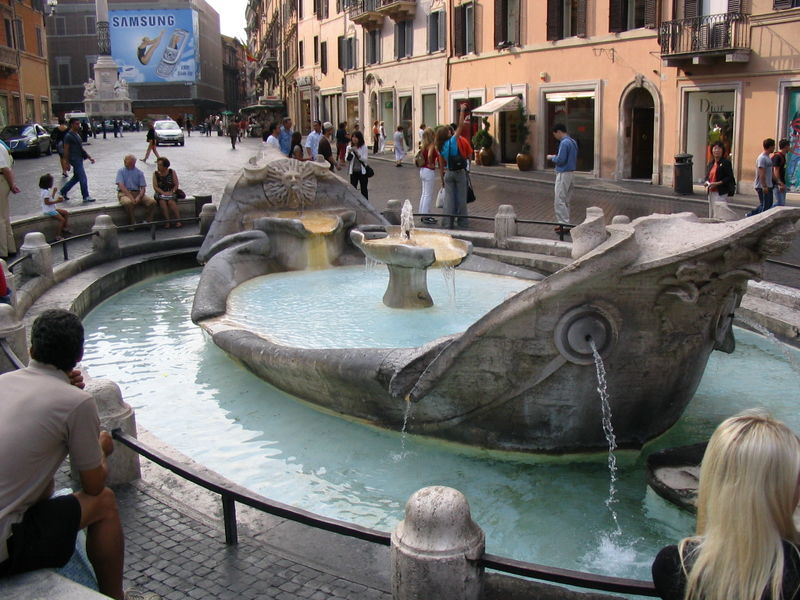
Fontaine Barcaccia à Rome (1627).
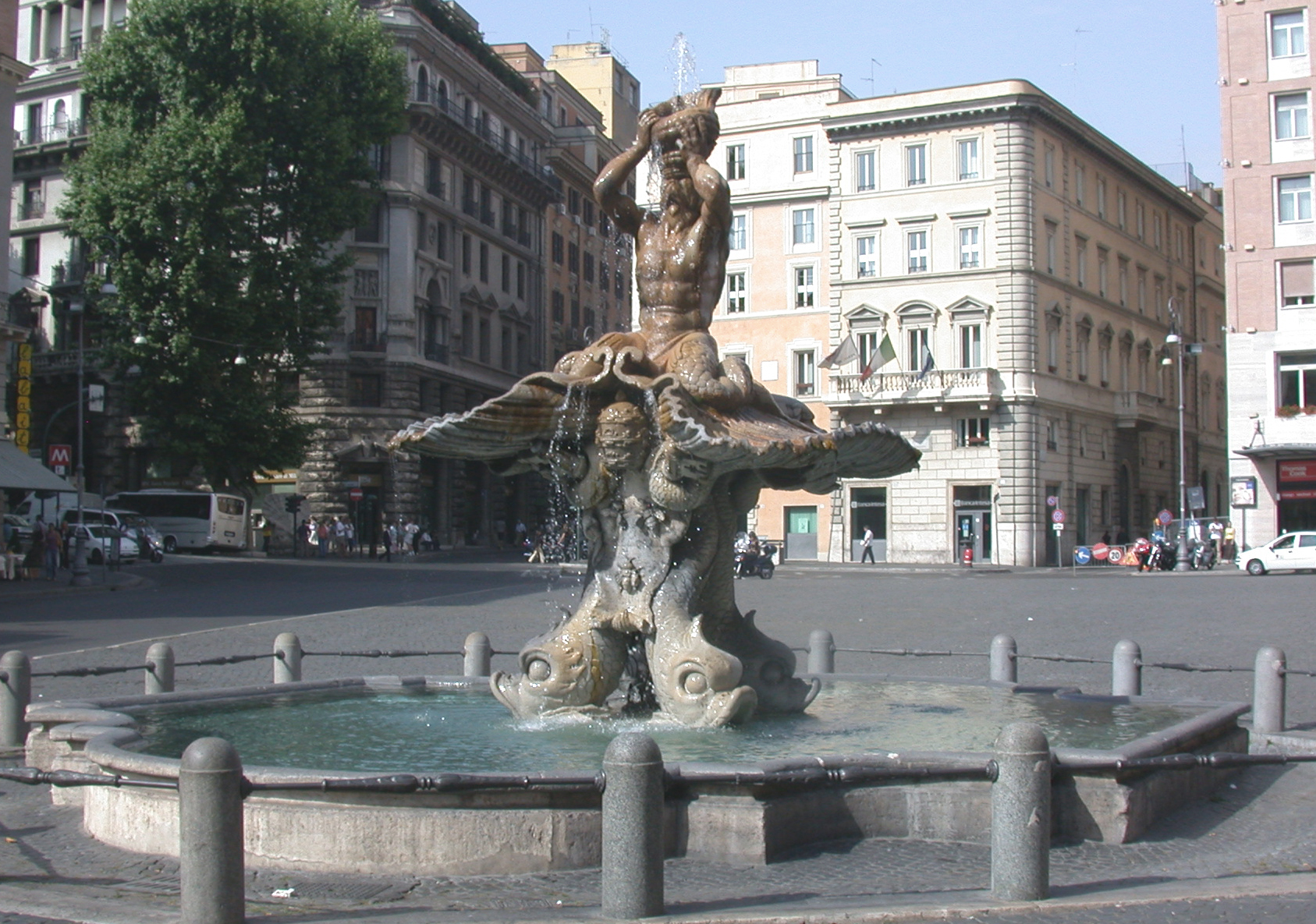
Fontaine du Triton à Rome (1642).
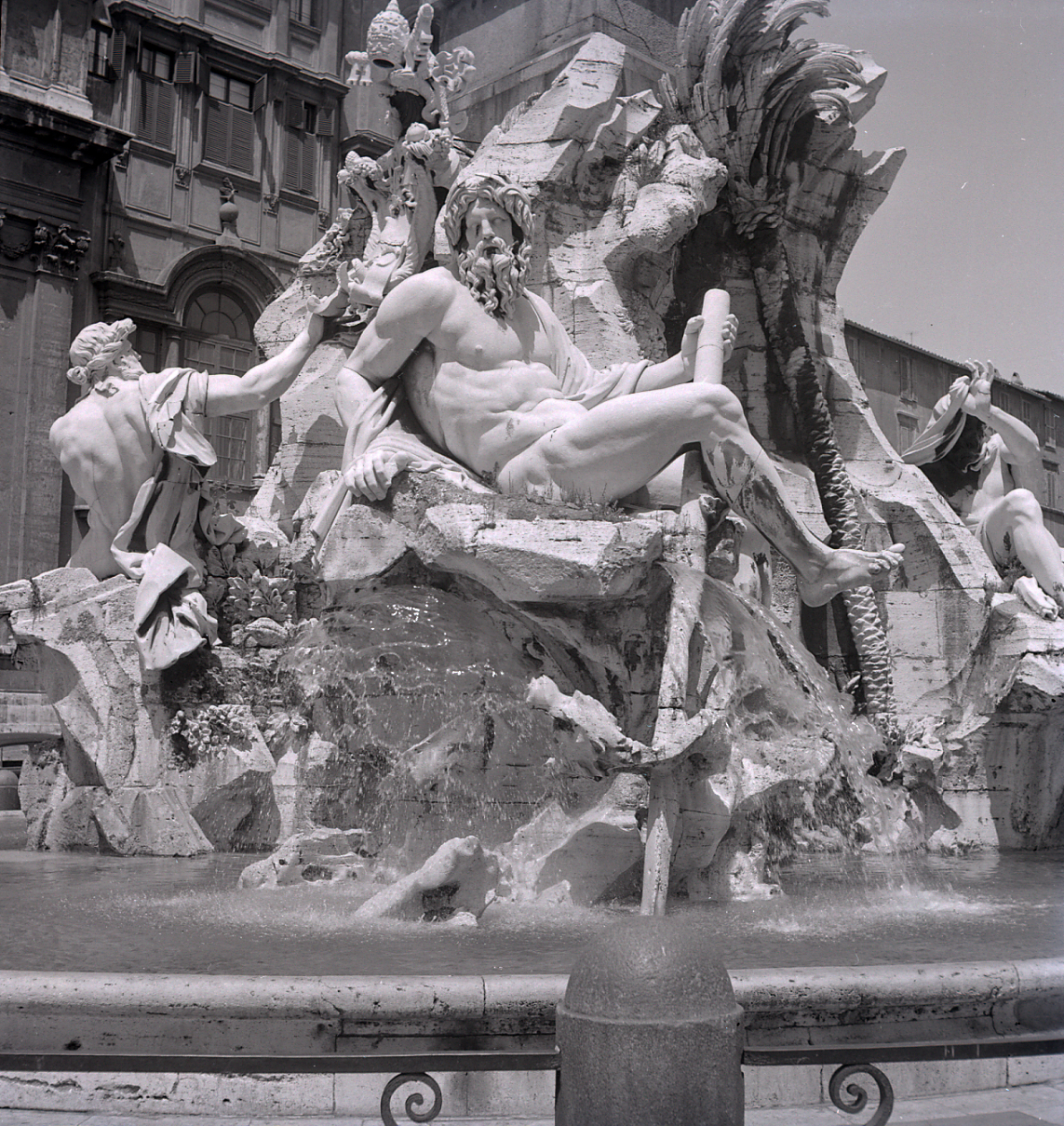
Fontaine des Quatre-Fleuves à Rome  (1648-1651).
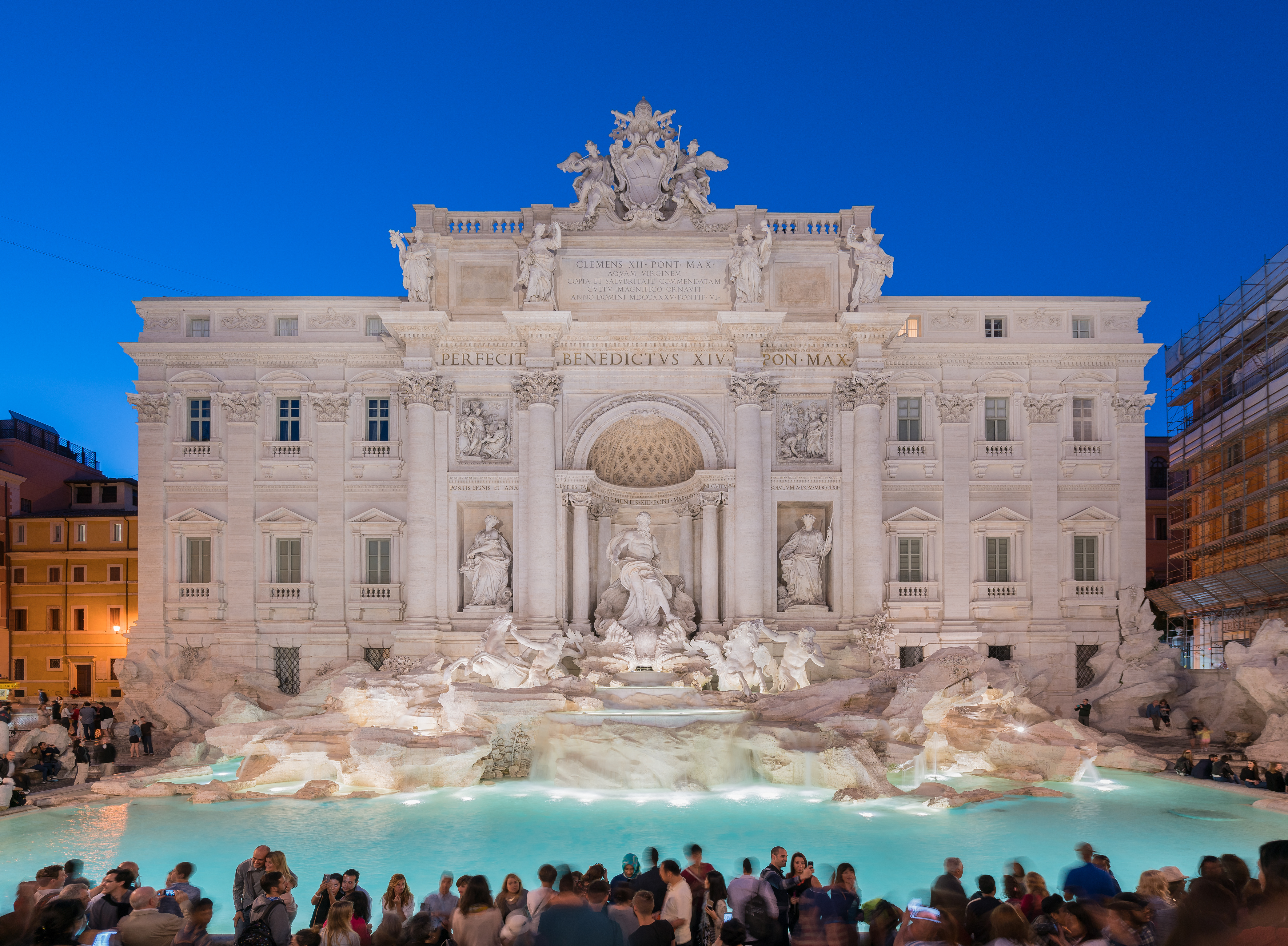
Fontaine de Trevi à Rome  (1730).
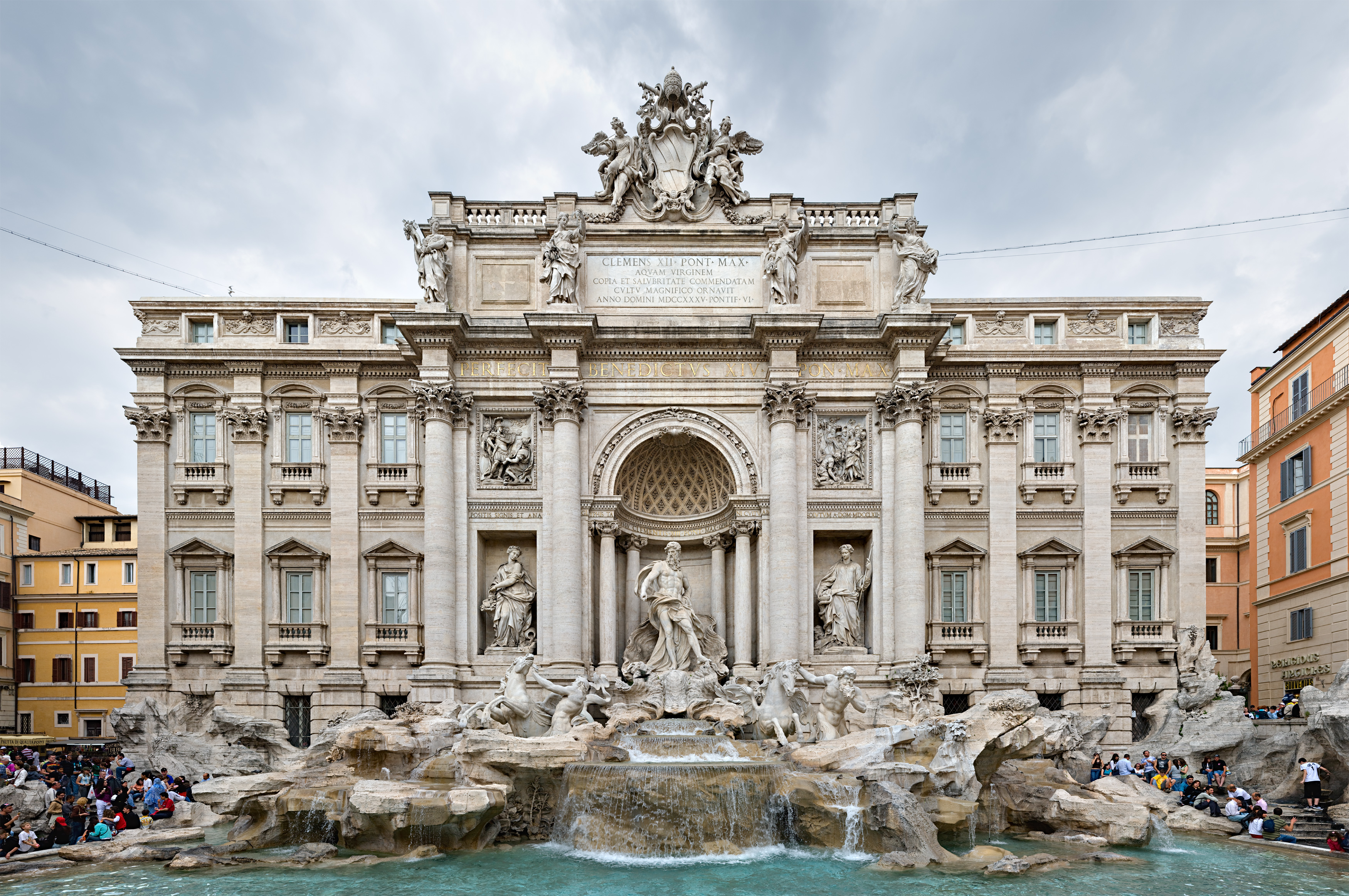
Fontaine de Trevi à Rome.

#### En France

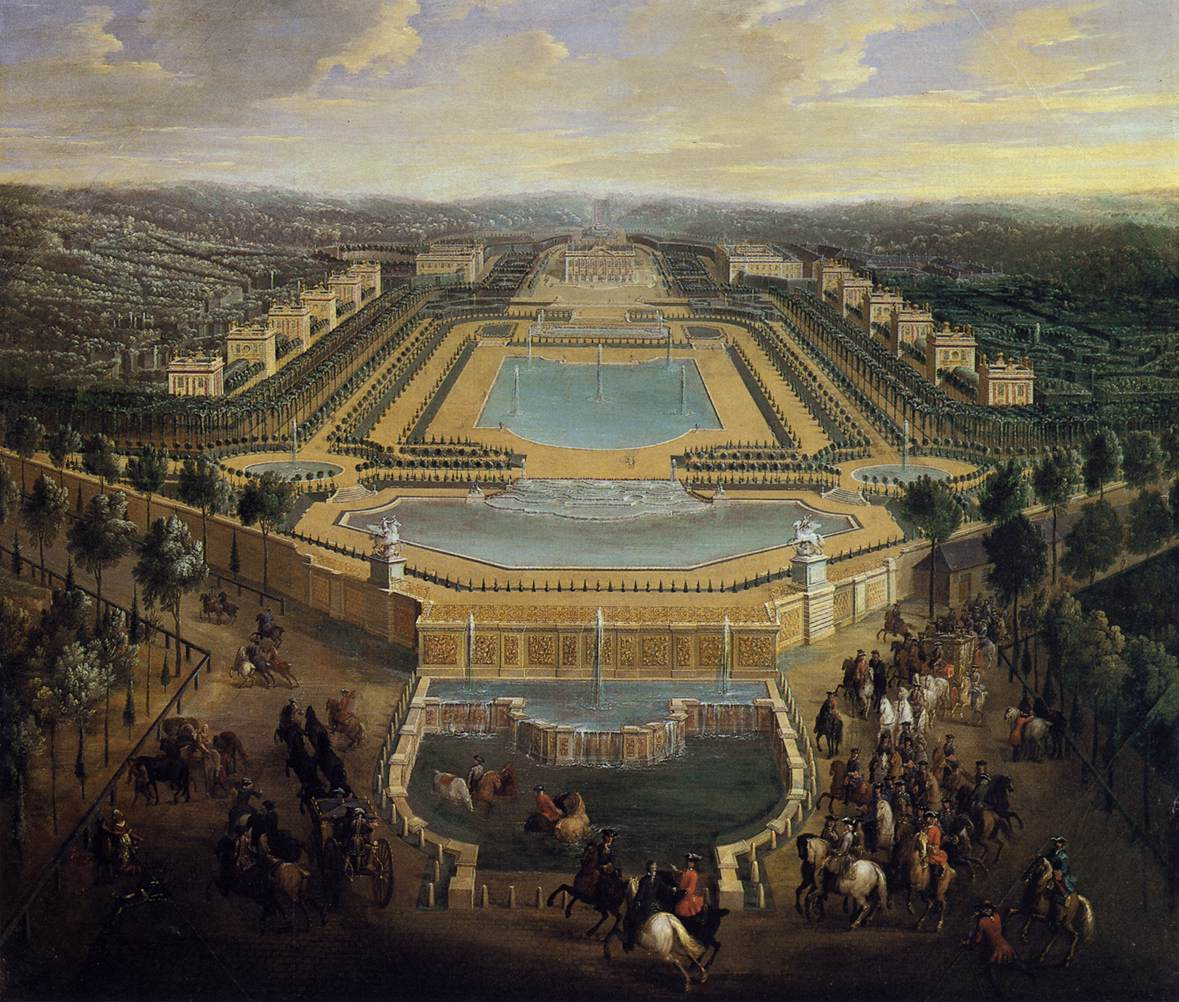
Bassins, jets d'eau, cascades et abreuvoir des jardins de Marly, au XVIIe siècle.
Bassin de Neptune de Versailles (1681).
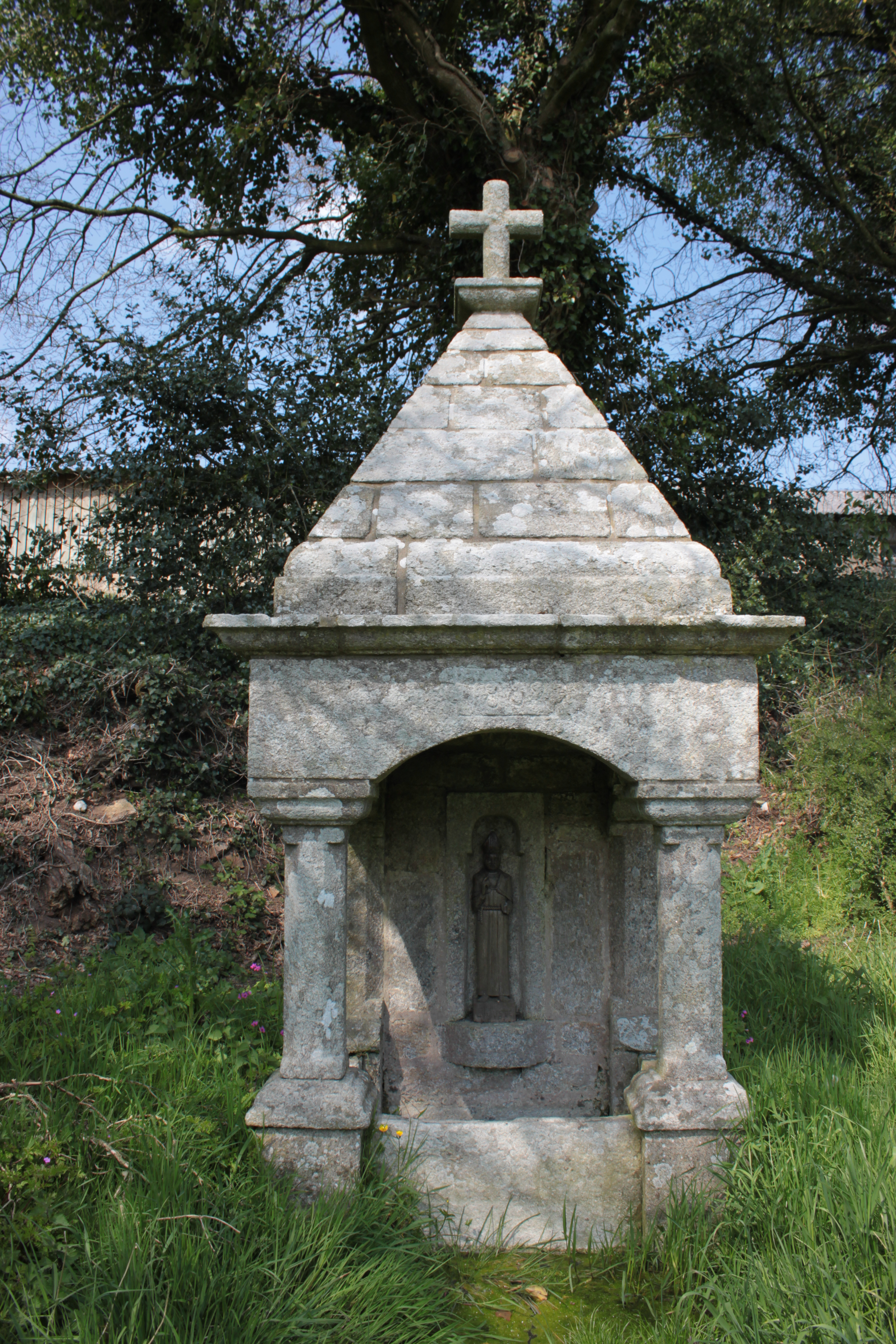
Fontaine à dévotion de La Vraie-Croix (XVIIe siècle).

#### En Russie

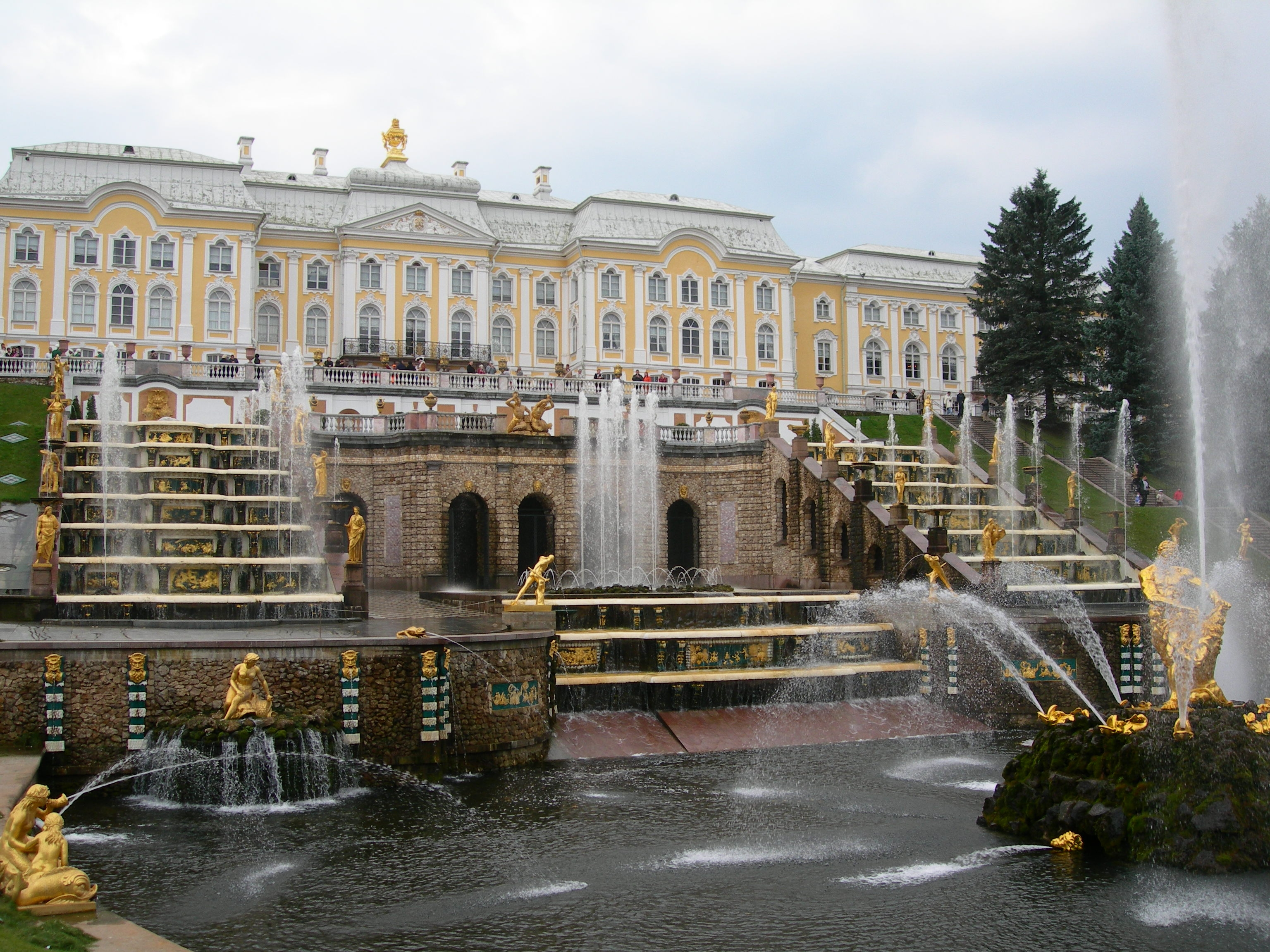
Grande Cascade de Peterhof.

### Au Portugal

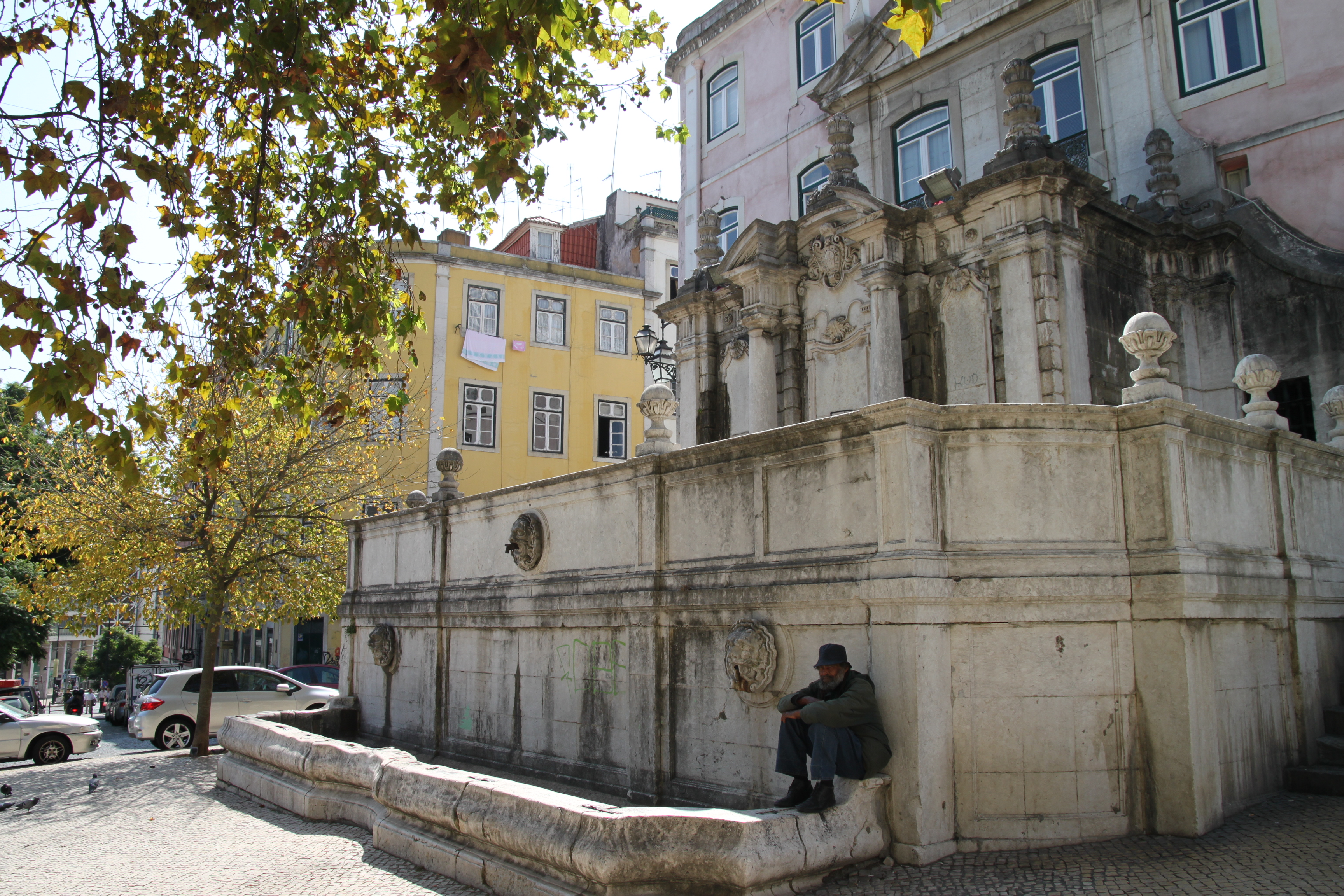
Fontaine d'Esperança à Lisbonne, 1768, avec une structure à deux étages, chacun avec un bassin (celui du bas sert d'abreuvoir pour les animaux, celui du haut est destiné aux êtres humains).

### Fontaines auXIXesiècleet auXXesiècle

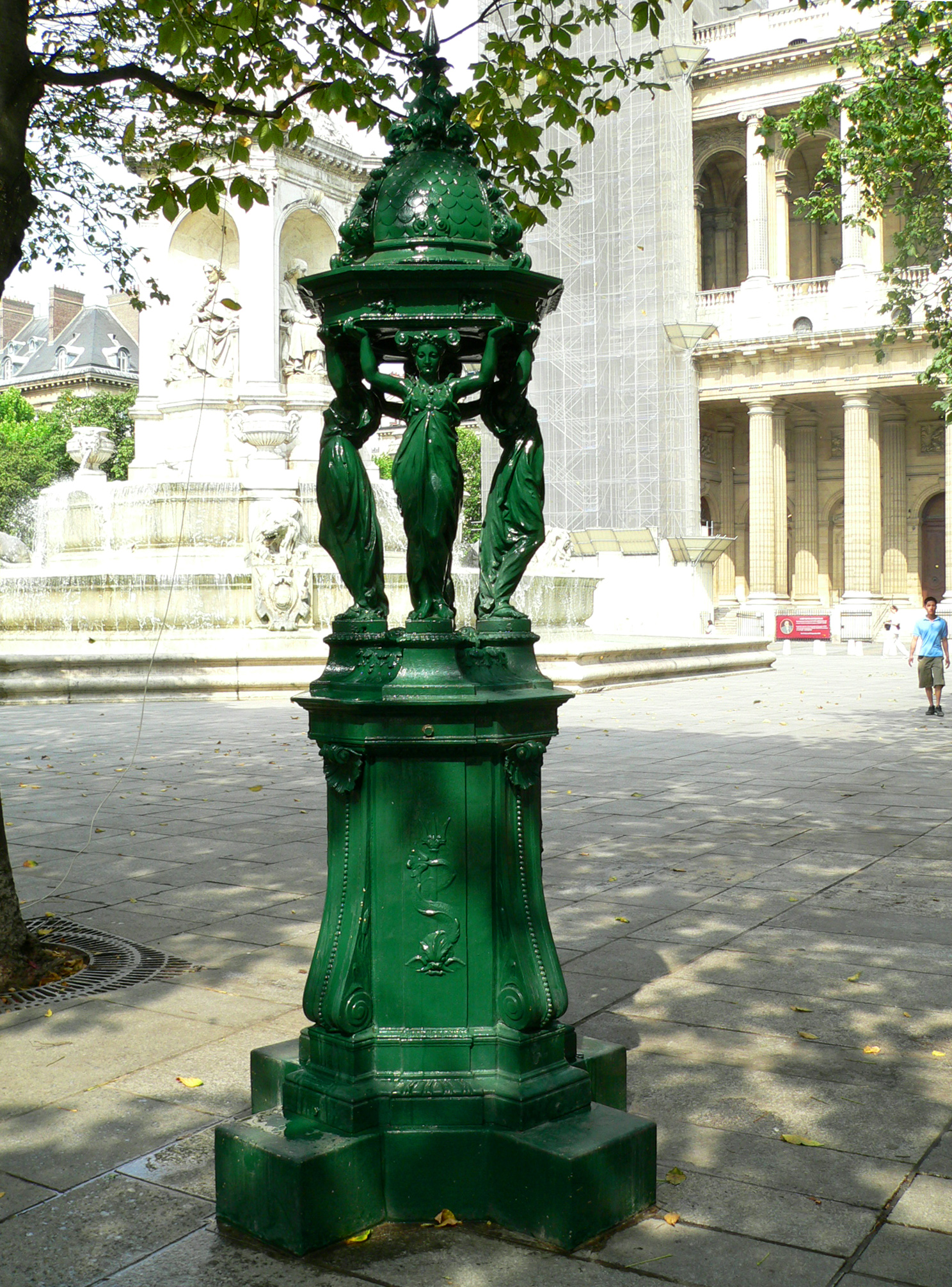
Fontaine Wallace place Saint-Sulpice à Paris.
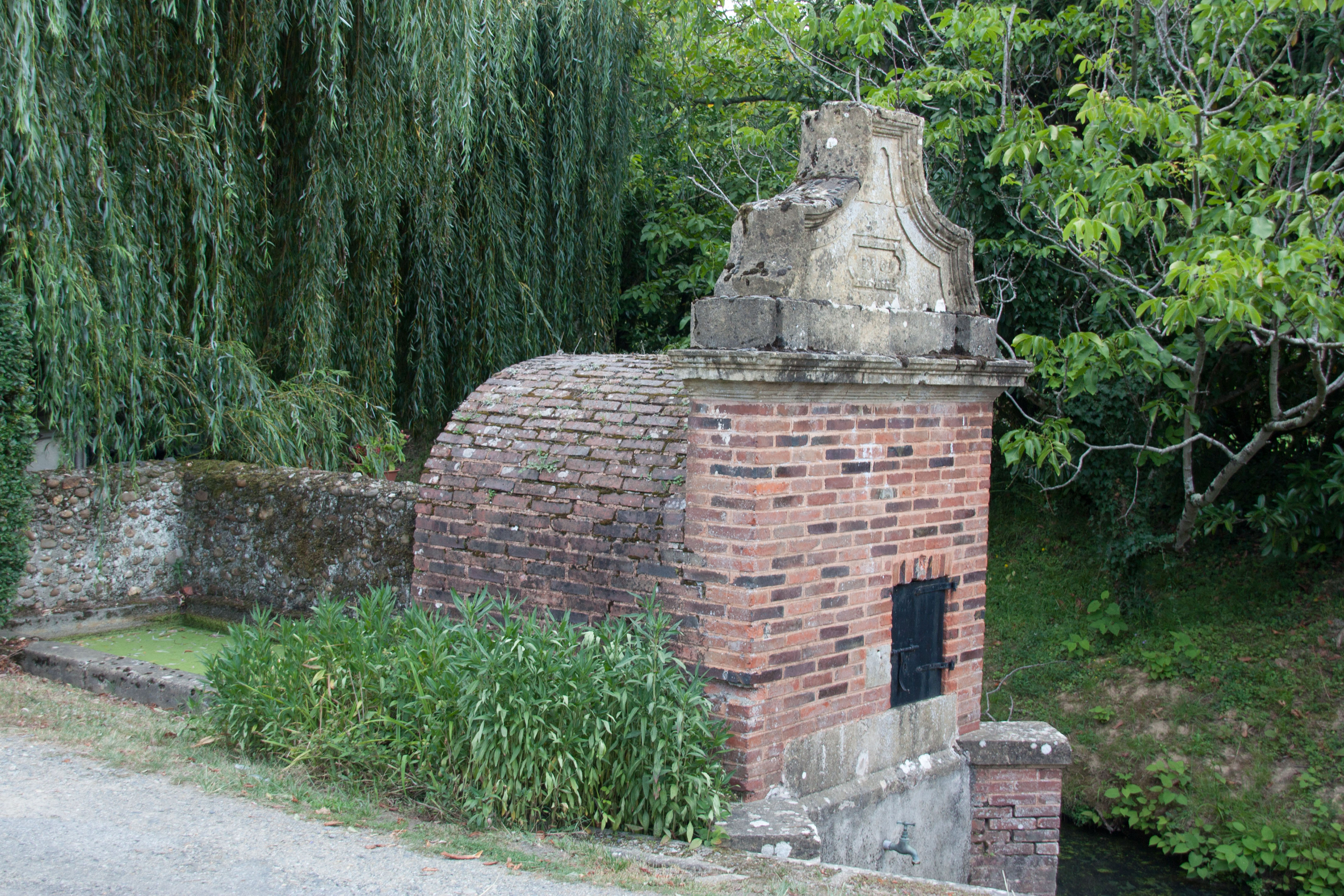
Une fontaine de village datant de 1864 à Sombrun dans les Hautes-Pyrénées (France).
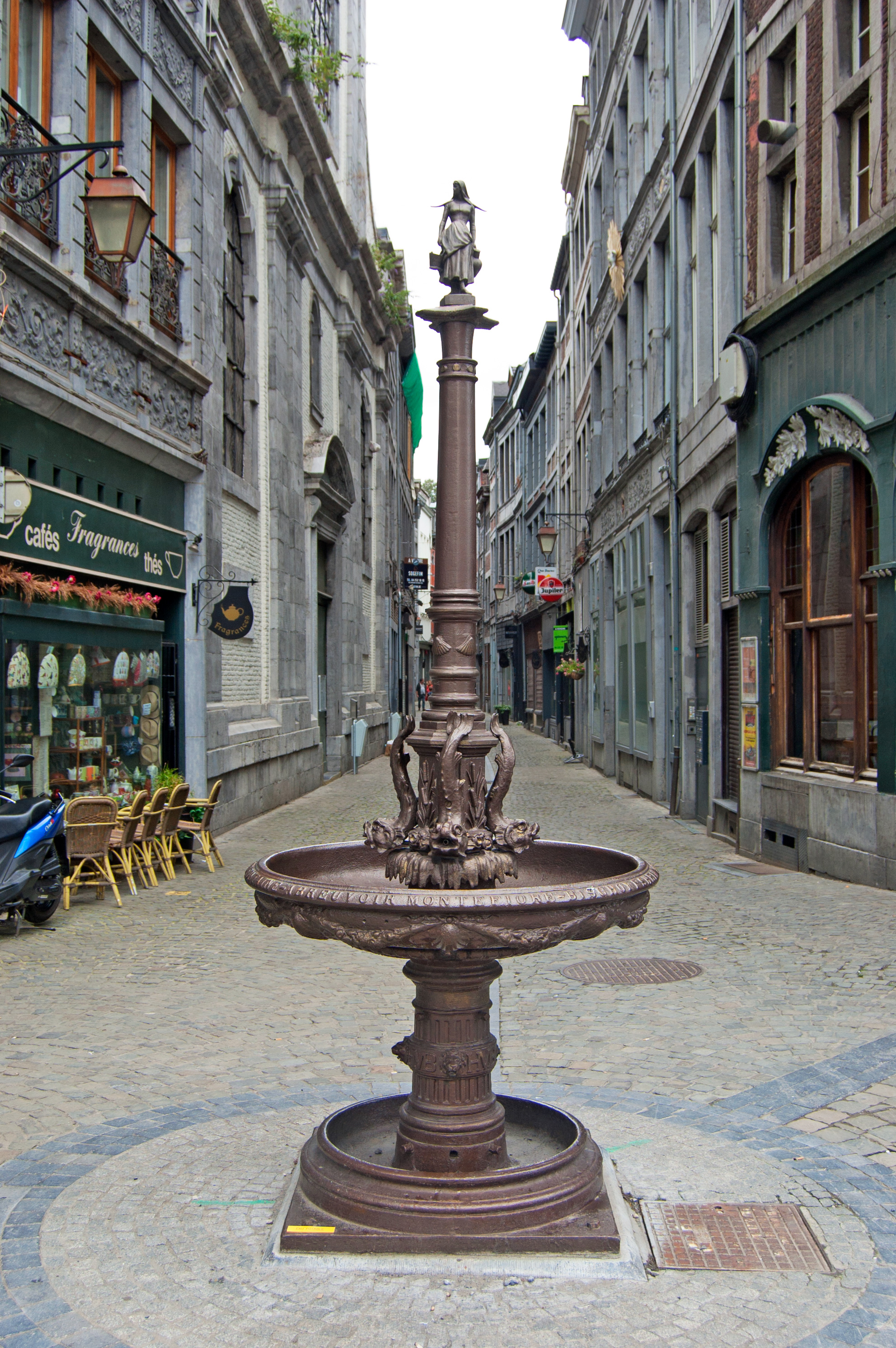
Une fontaine Montefiore à Liège.
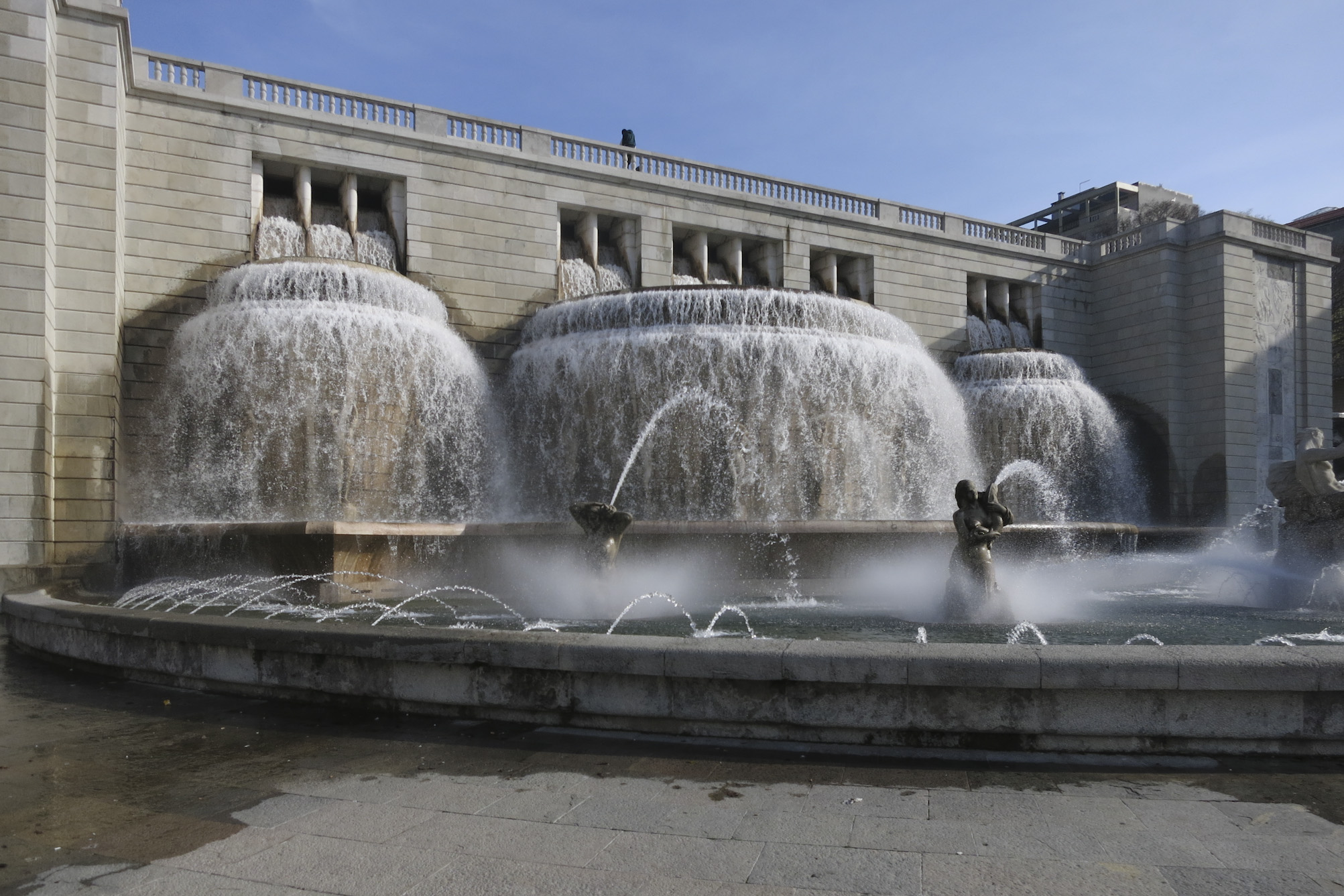
Fontaine Luminosa à Lisbonne, 1948.

Dès le début du XIXe siècle, face à leur explosion démographique, Londres et Paris construisent des aqueducs et de nouvelles fontaines pour approvisionner en eau potable leur population, telle la fontaine du Palmier commandée en 1806 par Napoléon Ier. Ce dernier remet en service d'anciennes fontaines, telle la Fontaine Médicis, en fait construire qui servent de château d'eau (Fontaine du Château d'eau) ou qui ont uniquement une fonction décorative (fontaine Place des Vosges).
L’approvisionnement de la population en eau potable et en eau destinée à l’usage artisanal ou industriel se fait presque exclusivement 
par les fontaines jusqu'au XIXe siècle qui voit la construction des réseaux de canalisations d’eau entraînant la suppression ou le déplacement de nombreuses fontaines, surtout dans les villes.

## Composants d'une fontaine
La fontaine, isolée ou adossée, est constituée de :
- fondation : fondement de lattes ou soubassement de dalles
- chèvre[13] ou borne à goulot : pilier vertical (souvent sous forme d'une colonne à chapiteau) comprenant la conduite d’alimentation[14] et le goulot (parfois orné d'une rosette, il est généralement en laiton)
- un ou plusieurs bassins (ou auges) superposés. Faisant office de réservoir, ils comportent un écoulement et un trop-plein (régulation par une soupape de trop-plein généralement en laiton, à filetage ou à clavette). Une vasque est un bassin arrondi (typiquement la vasque de débordement)
- piédestal souvent sculpté et orné de cartouches

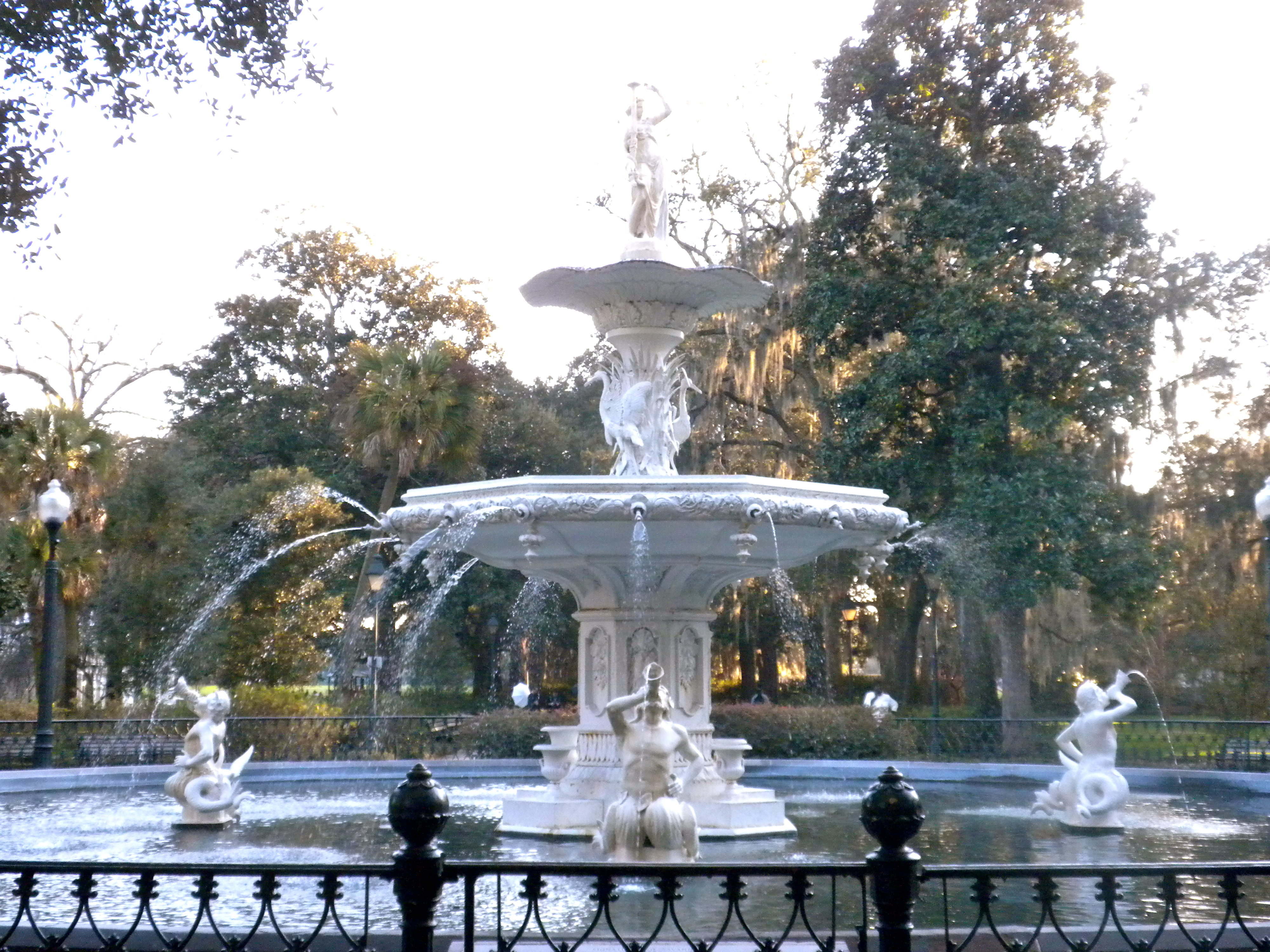
Fontaine à vasque et piédestal octogonal.
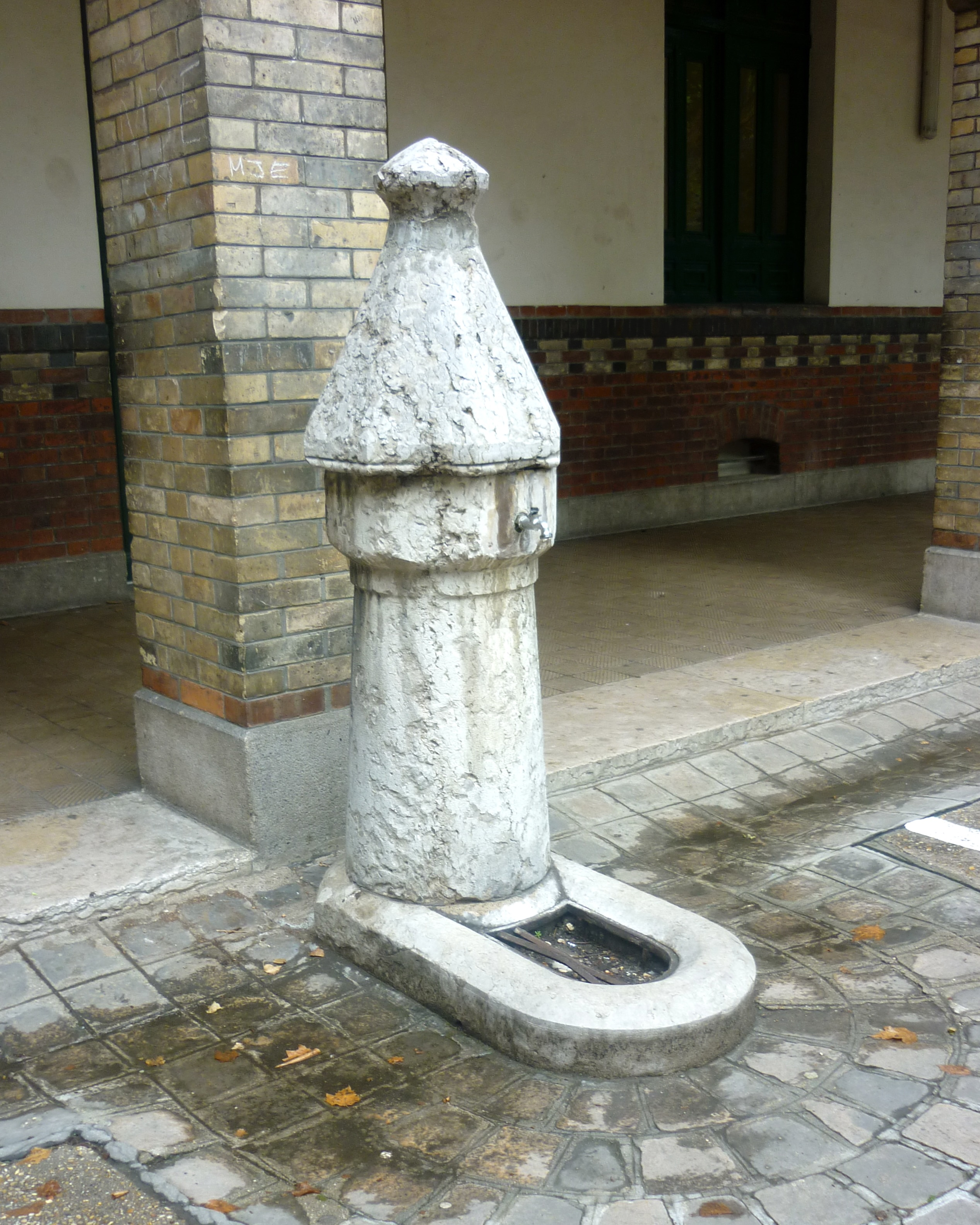
Fontaine à pompe : une borne en forme de pompe surmontant un puits déverse l'eau par un conduit dans une auge monolithique.
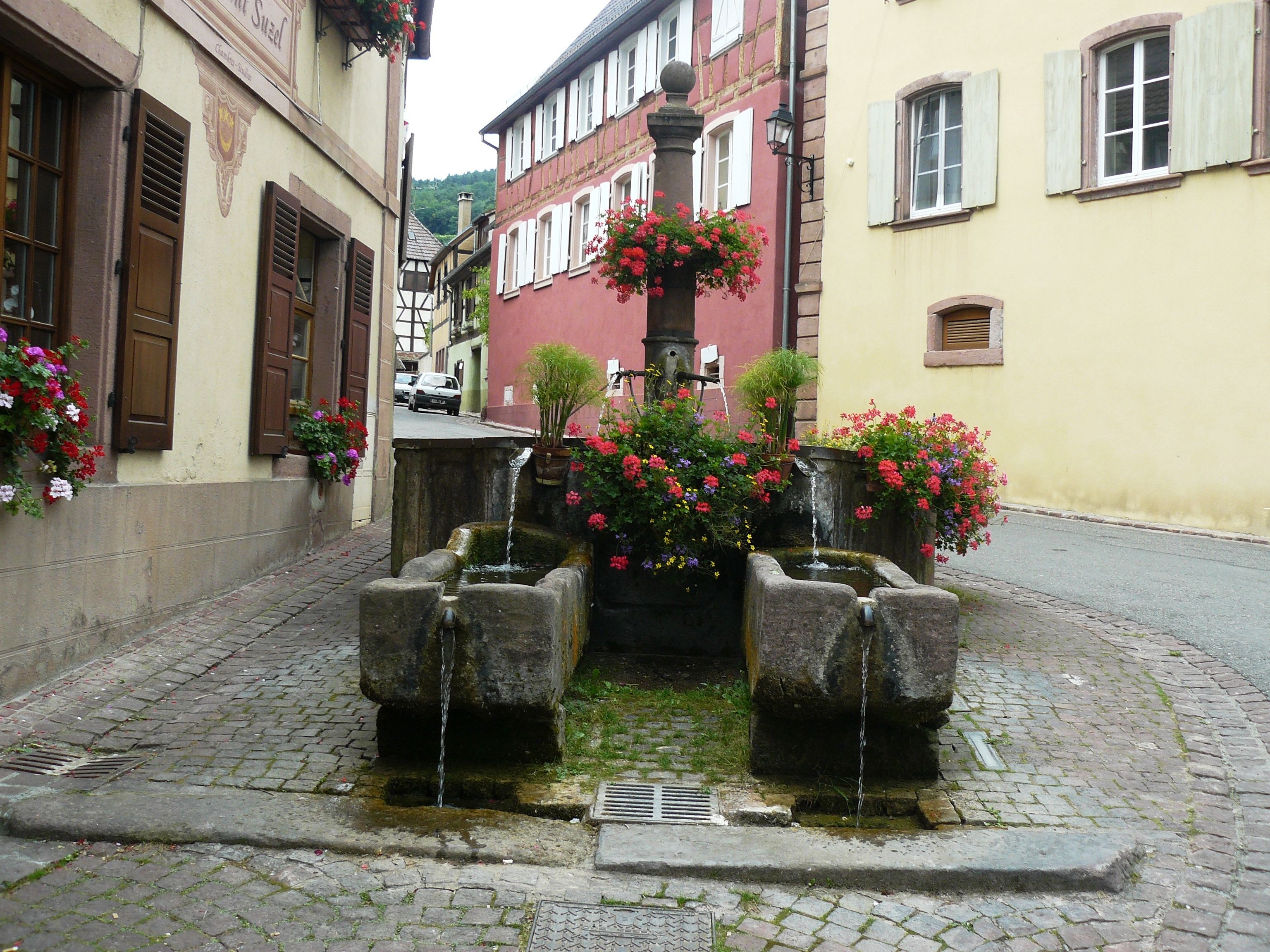
Fontaine dont le bassin primaire déverse l'eau par des rigoles dans deux bassins secondaires qui servaient à abreuver le bétail.
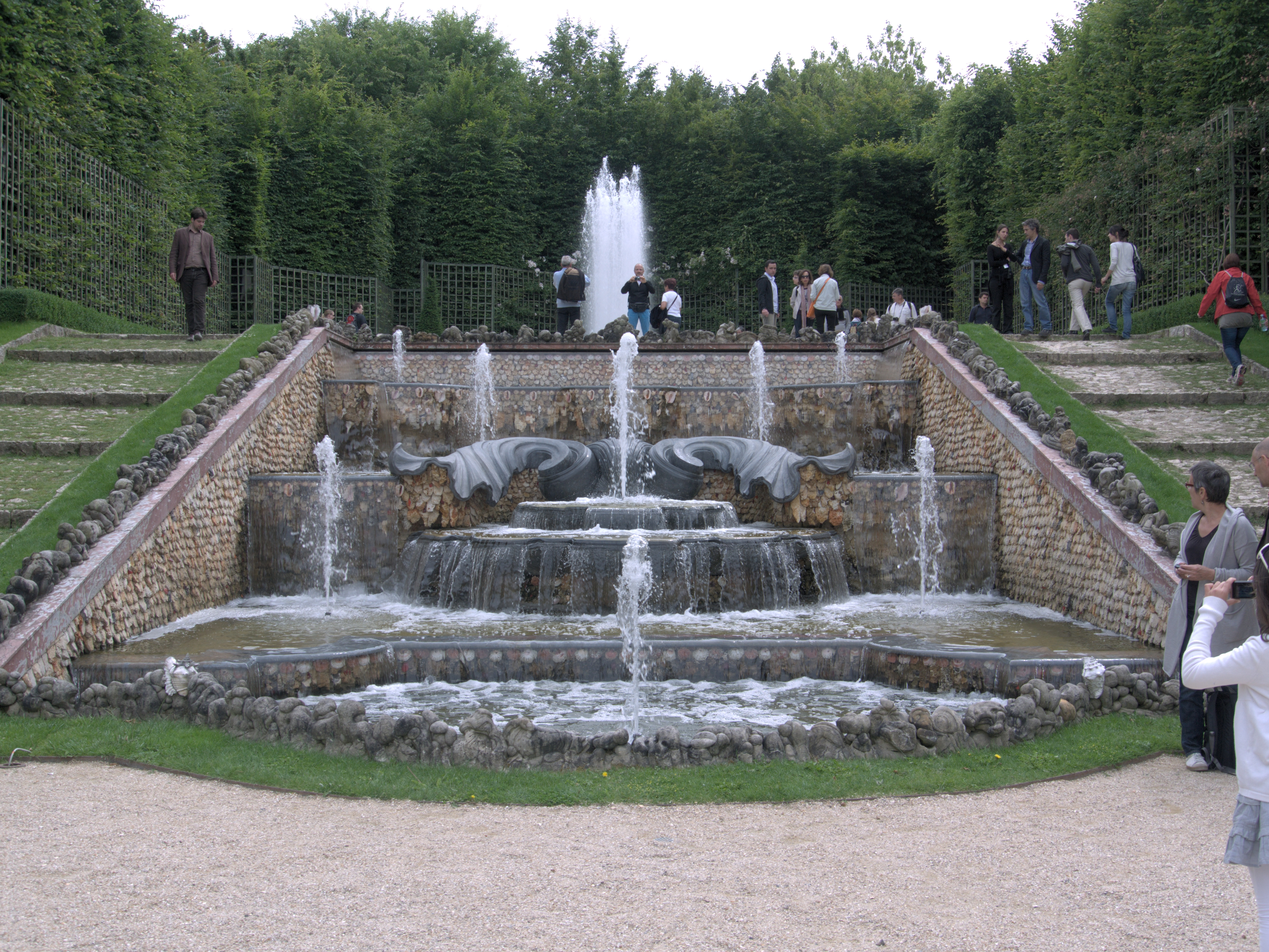
Cascade à gradins.
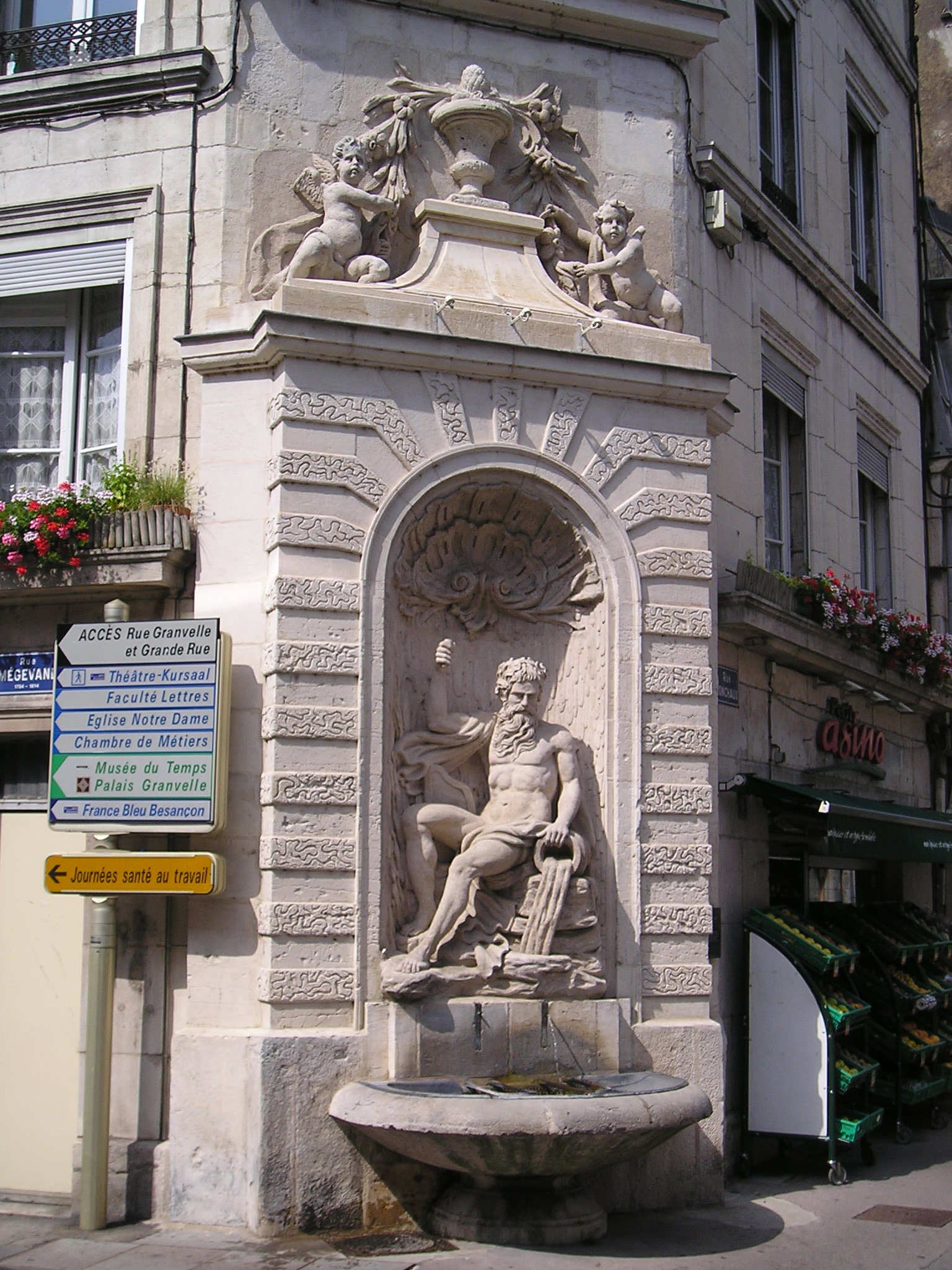
Fontaine adossée ornée de bossages vermiculés encadrant une niche.
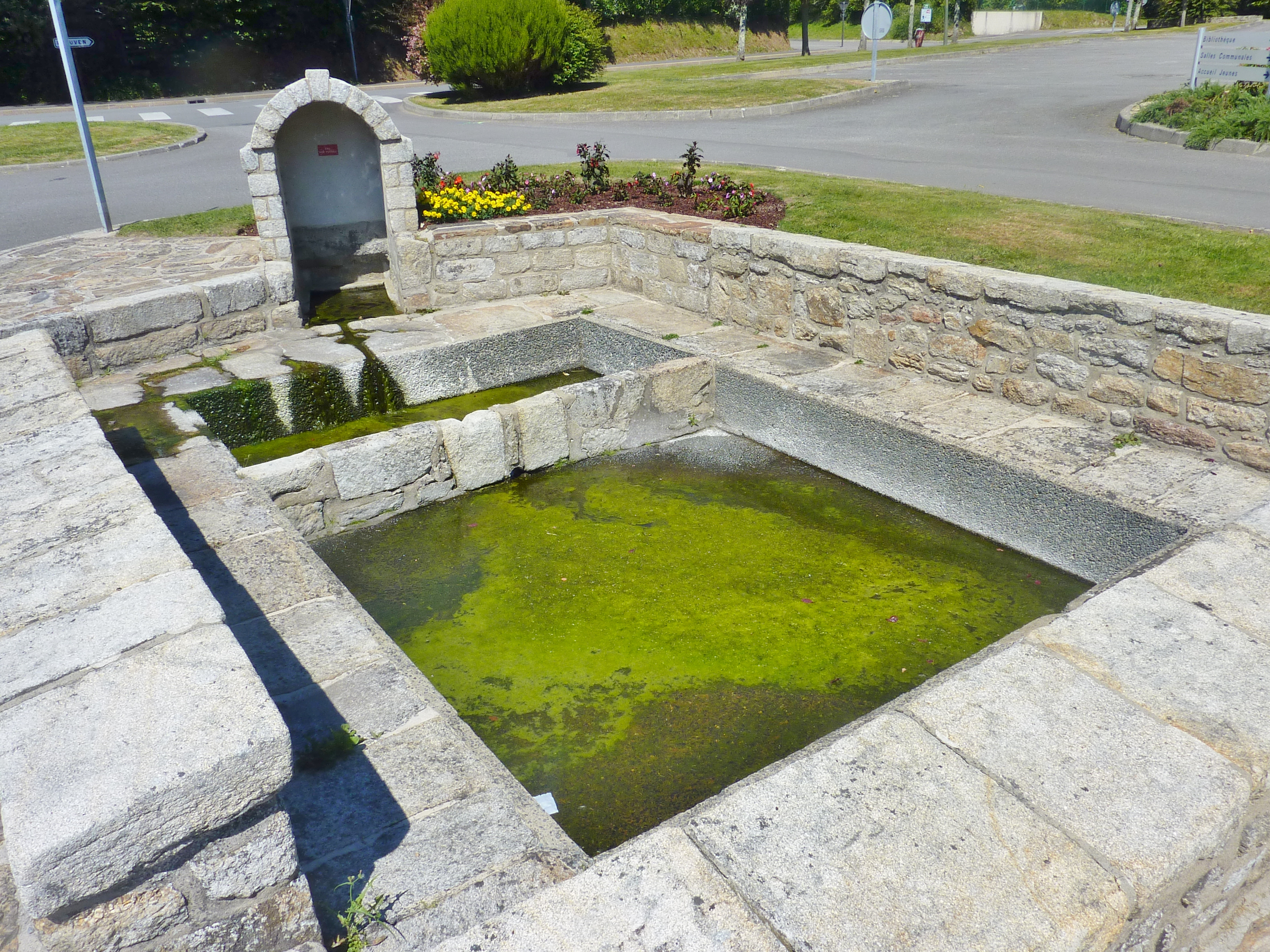
Fontaine à deux lavoirs.
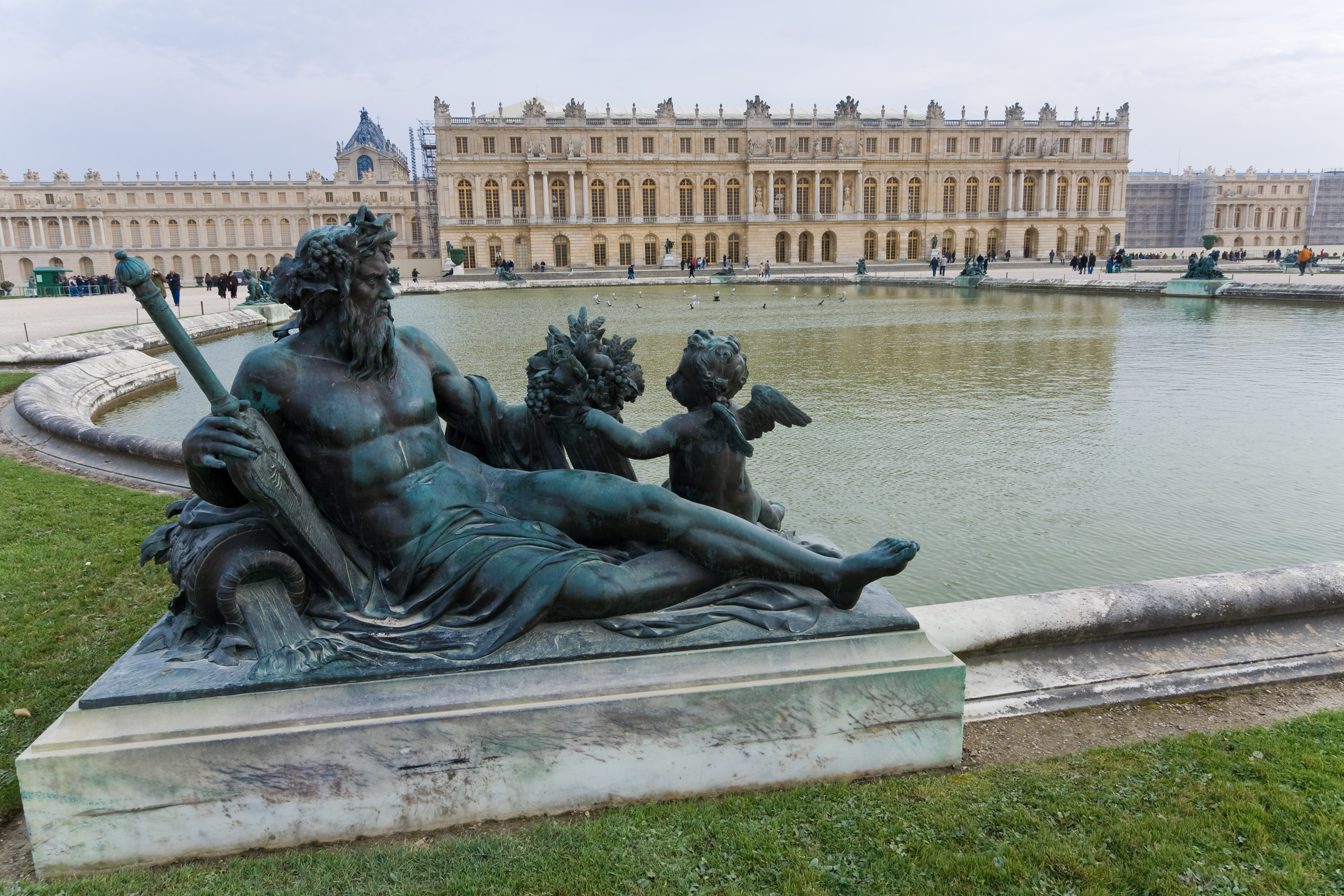
Margelle de fontaine ornée d'un bronze.

Elle est soit isolée soit adossée, parfois à une façade ornée de bossages vermiculés encadrant une niche.

## Fontaines célèbres

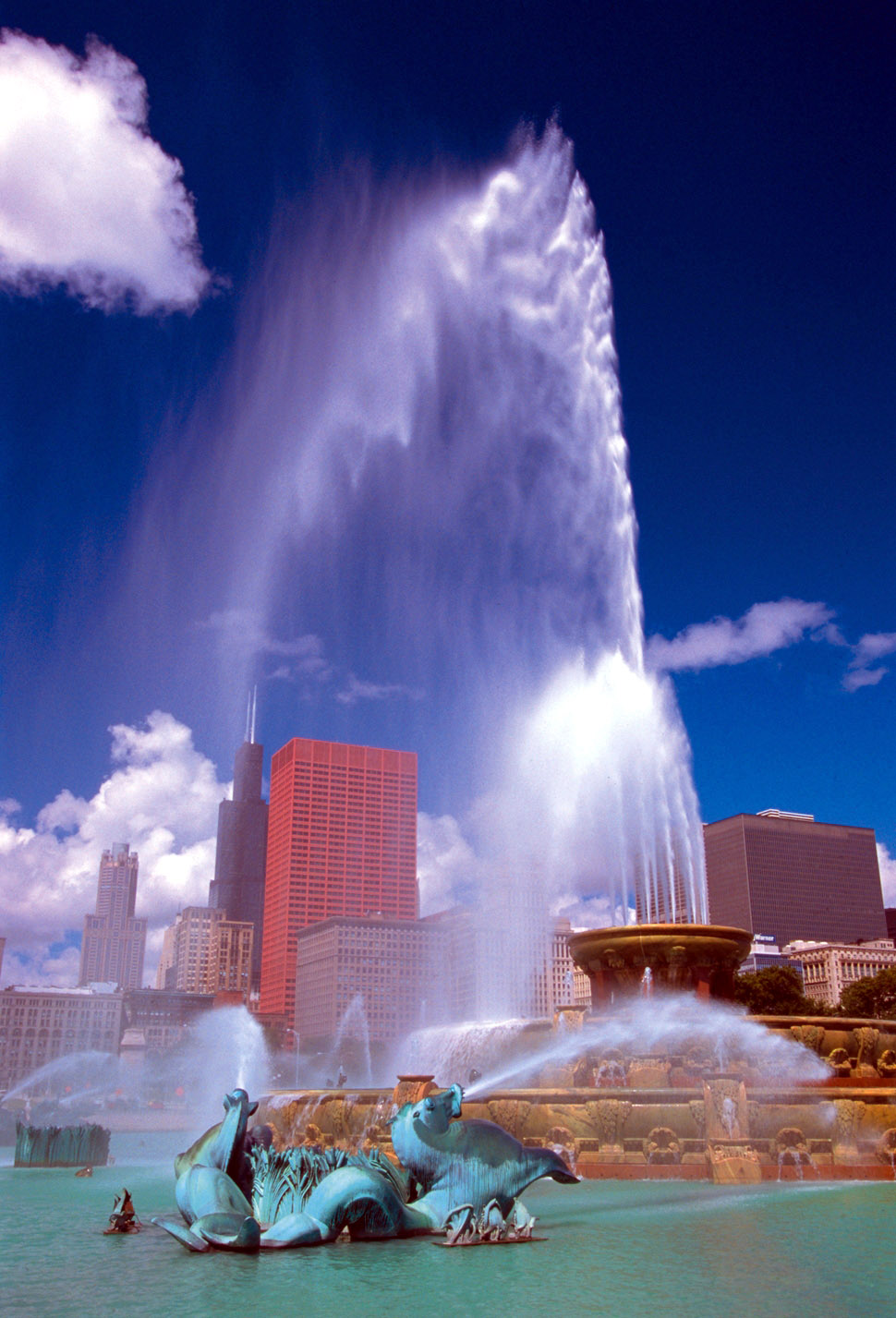
La Buckingham Fountain à Chicago (Illinois, États-Unis).

- À Paris : voir la Liste des fontaines de Paris.
- Fontaine Bartholdi, à Lyon.
- La Belle Fontaine, à Nuremberg.
- Fontaine Barcaccia, à Rome.
- Fontaine Bethesda, dans Central Park à New York.
- Fontaine Brabo, à Anvers.
- Fontaine chrob ou chouf, à Marrakech, au Maroc.
- Fontaine d'Agam, à la Défense, en France.
- Fontaine Desaix à Riom.
- Fontaine des comtes d'Egmont et de Hornes, à Bruxelles.
- Fontaine commémorative de Diana, princesse de Galles, dans Hyde Park à Londres.
- La Fonte Gaia sur le Campo de Sienne
- Fontaine Jean Valjean, à Montfermeil.
- Fontaine de Buckingham, à Chicago.
- Fontaine de Neptune, à Bologne.
- Fontaine de Neptune, à Florence.
- Fontaine de Trevi, à Rome.
- Fontaine de la ruelle Lamberton à Bitche.
- Fontaine des Néréides, à Buenos Aires.
- Fontaine des tortues, à Rome.
- Fontaine du Grand Sablon, à Bruxelles.
- Fontaine des amoureux, à Tartu.

- Fontaine du Perron à Liège.

- Fontaine du Pilori, à La Rochelle.
- Fontaine des Quatre-Fleuves, à Rome.
- Fontaine des éléphants, à Chambéry.
- Fontaine Jean-Baptiste de La Salle, à Rouen.
- Fontaine chaude à Dax.
- le Jet d'eau de Genève (Suisse).
- les fontaines de la place Trafalgar Square, à Londres (Royaume-Uni).
- les fontaines Wallace, l'un des symboles de Paris (France).
- la fontaine de Trevi, monument de Rome (Italie).
- la fontaine d'Ain El Fouara, monument emblématique de Sétif (Algérie).
- la Fontaine Tala Ouguelmim (la fontaine du bassin) à Taourirt Ighil, Béjaia (Algérie).
- les bassins et fontaines du parc de Versailles (France).
- la grande cascade et la fontaine Samson de Peterhof (Russie).

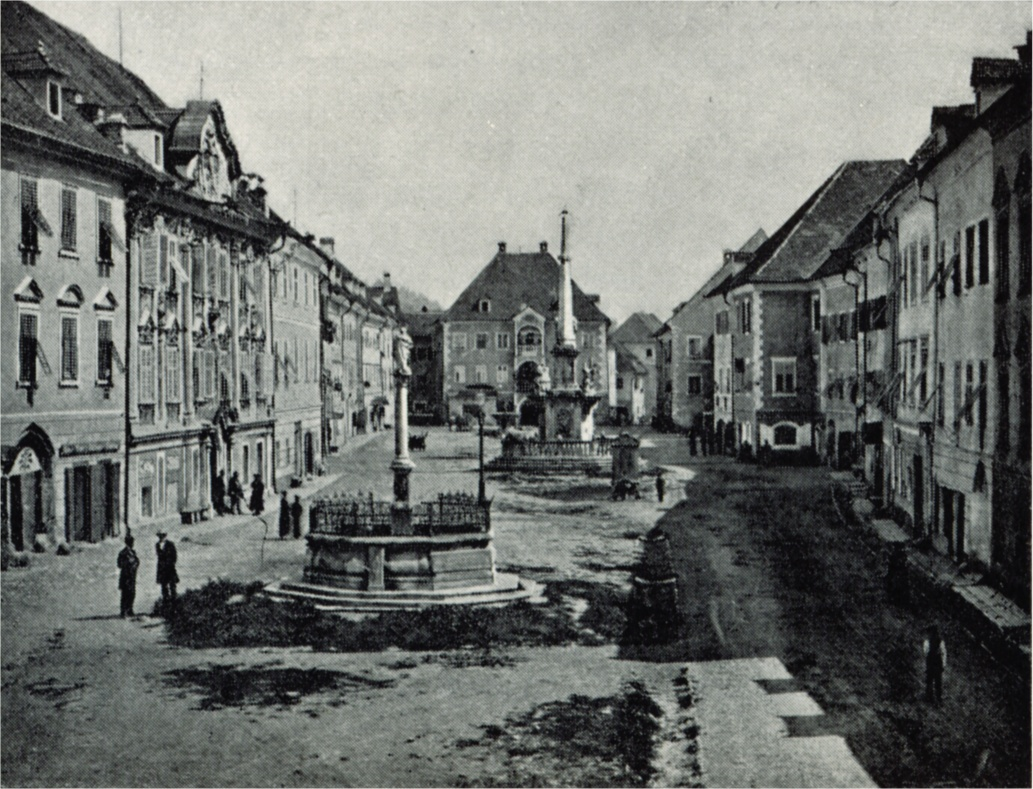
Avant l'adduction d'eau potable, les fontaines étaient décoratives, mais aussi fonctionnelles. Ici : double fontaine de St-Veit (Autriche) en 1898.
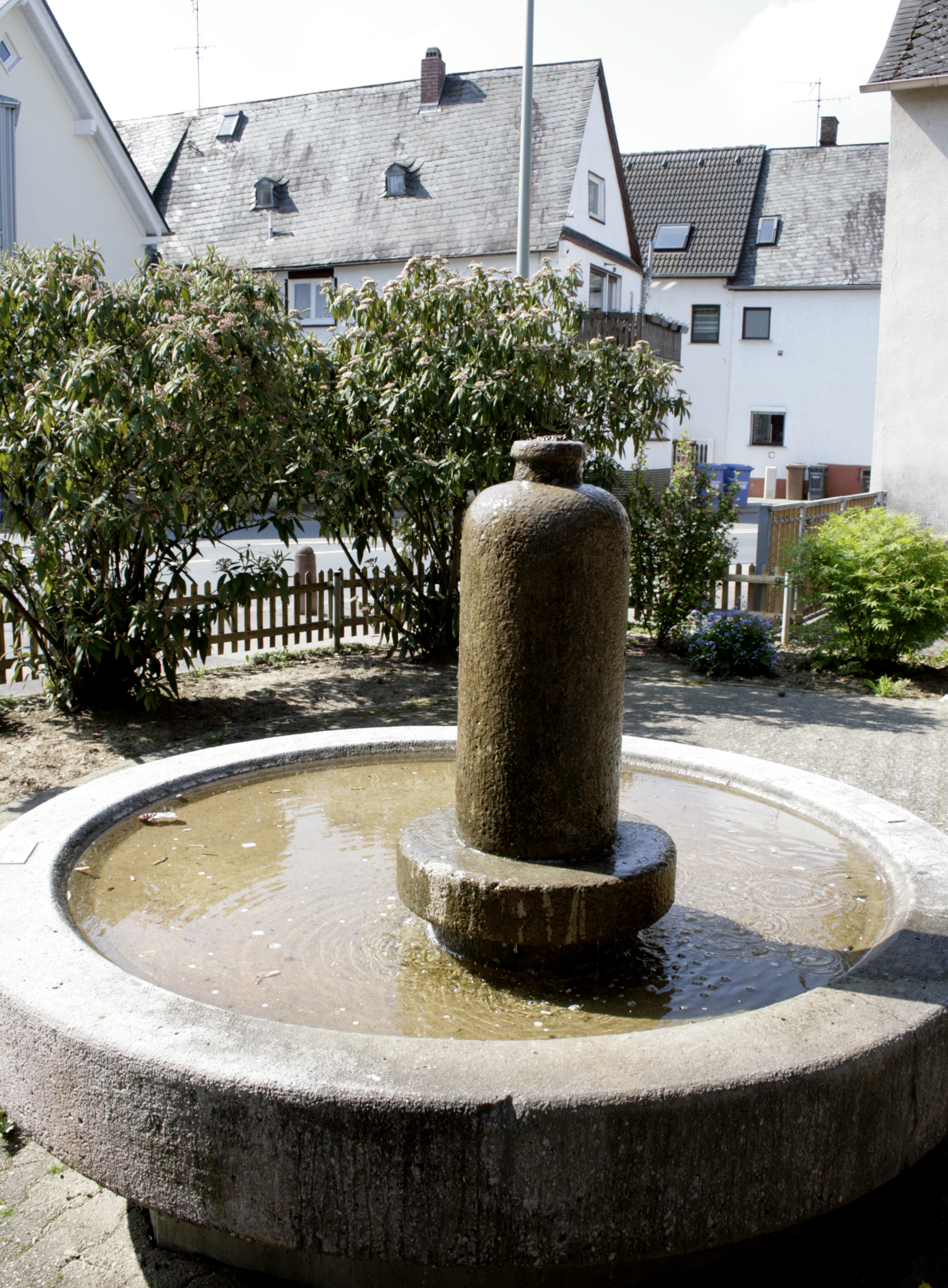
Fontaine de Dauborn (Hesse).
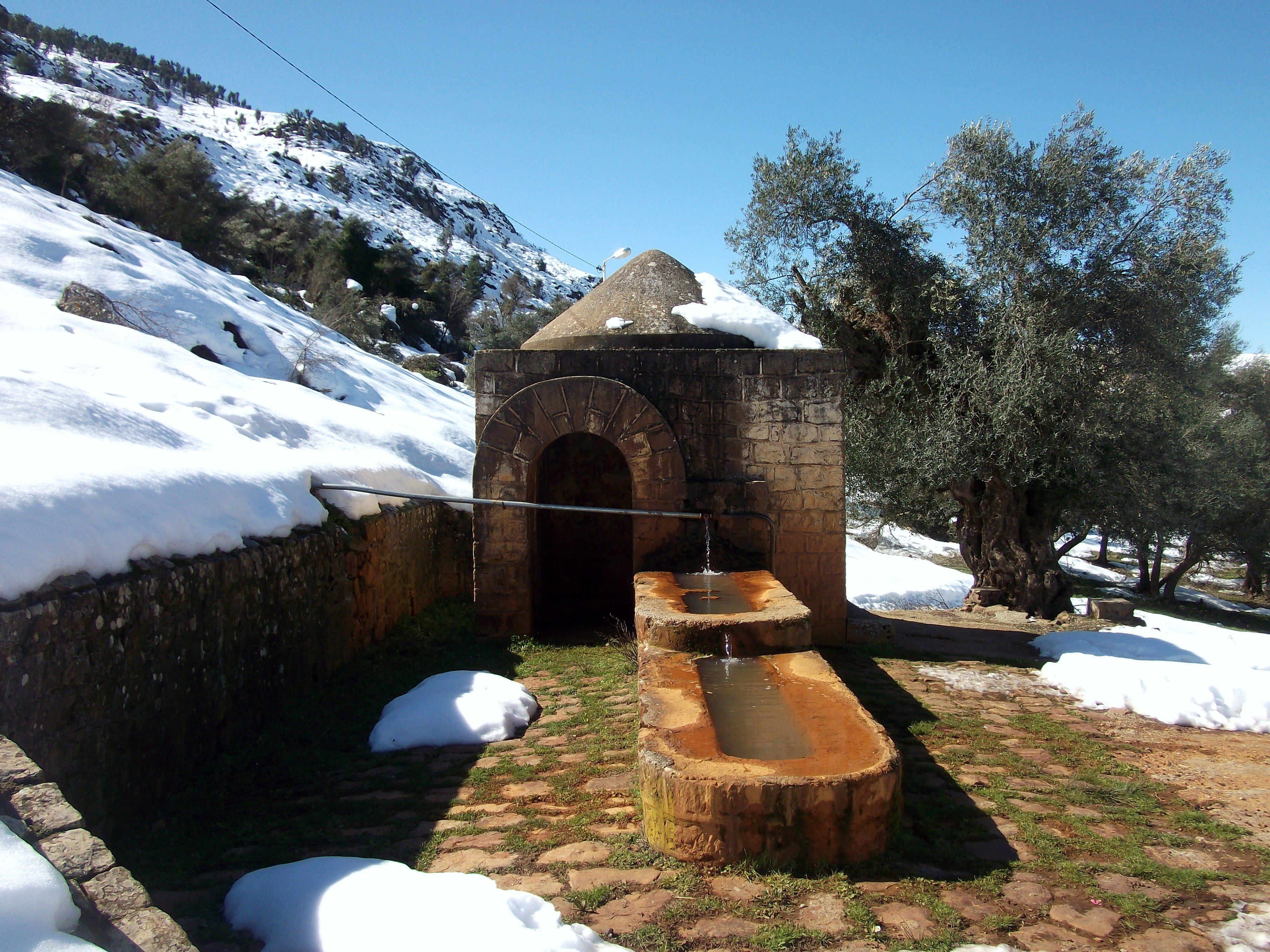
Fontaine du Bassin Tala Ouguelmim.

## Proverbes ou expressions populaires
L'eau qui coule, évoquée par la chanson « À la claire fontaine… », le bruit du jet d'une fontaine avait la réputation d'apaiser celui qui l'entendait. « Il fait grand bien aux fiévreux de voir des peintures représentant fontaines, rivières et cascades. Si quelqu'un, la nuit, ne peut trouver le sommeil, qu'il se mette à contempler des sources et le sommeil viendra » a écrit l'architecte Leon Battista Alberti dans De re aedificatoria.
- Ne jamais dire « Fontaine, je ne boirai pas de ton eau ».
- À celui qui me dit : « Je suis de tel pays », je réponds : « De quel arbre ? Et de quelle fontaine ? »[15].
- « Je meurs de soif auprès de la fontaine… - Rien ne m'est sûr que la chose incertaine »[16].
- « Les obsessions sont des fontaines de jouvence. Elles épouvantent la mort »[17].

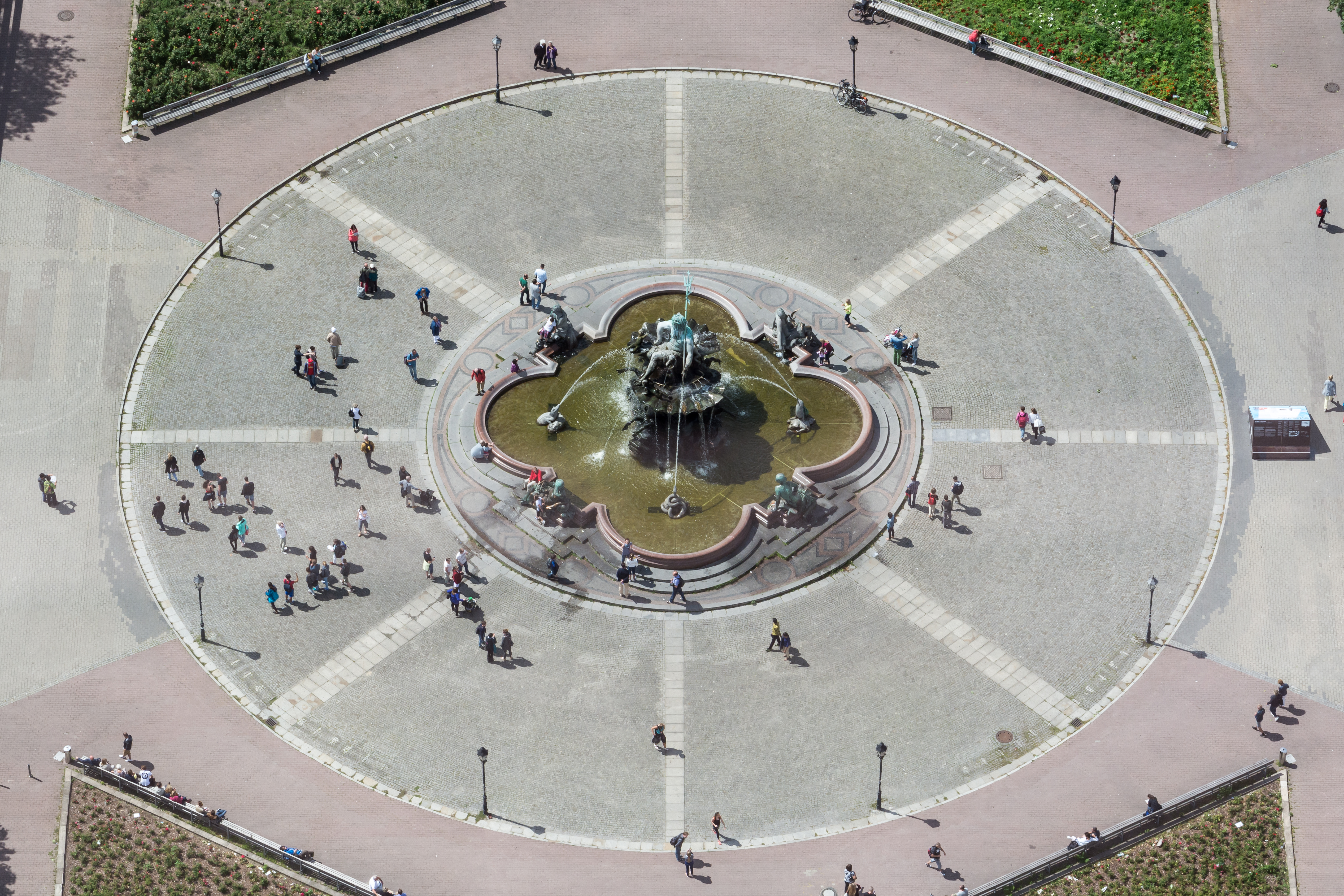
La fontaine de Neptune de Berlin (Allemagne).
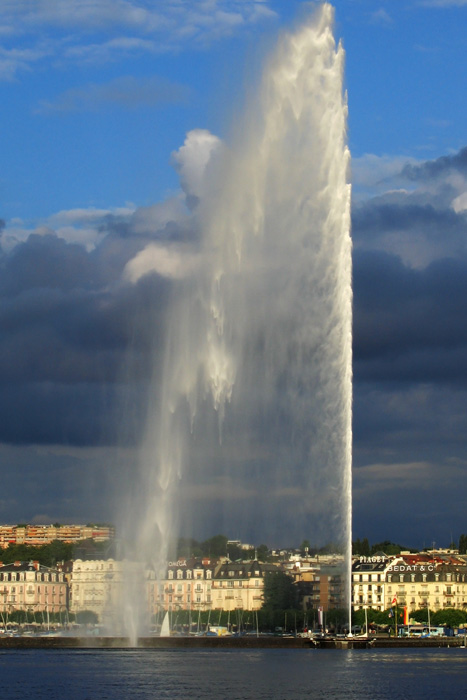
Le Jet d'eau à Genève (Suisse).
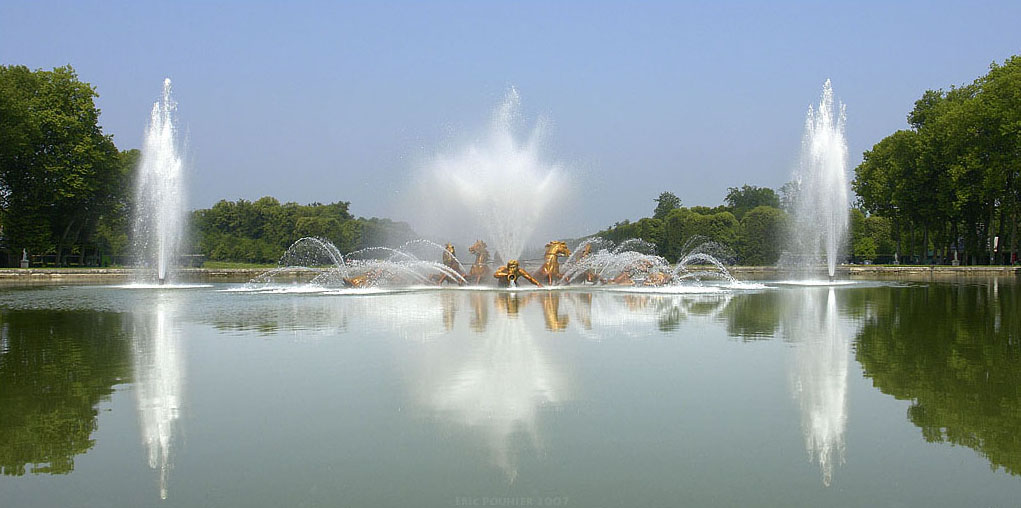
Le bassin d’Apollon du Parc de Versailles (France).
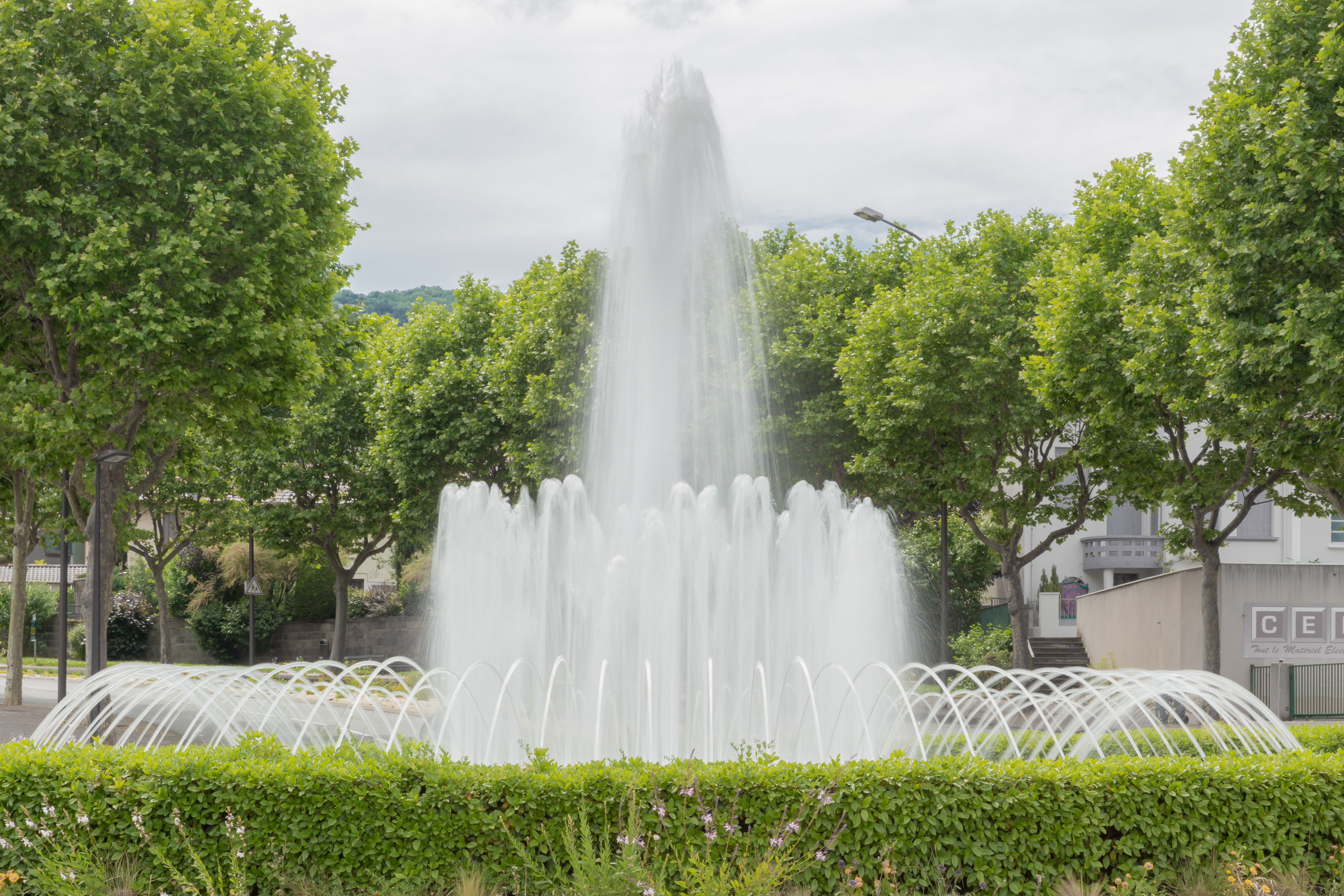
Fontaine à Chamalières en Auvergne, France.
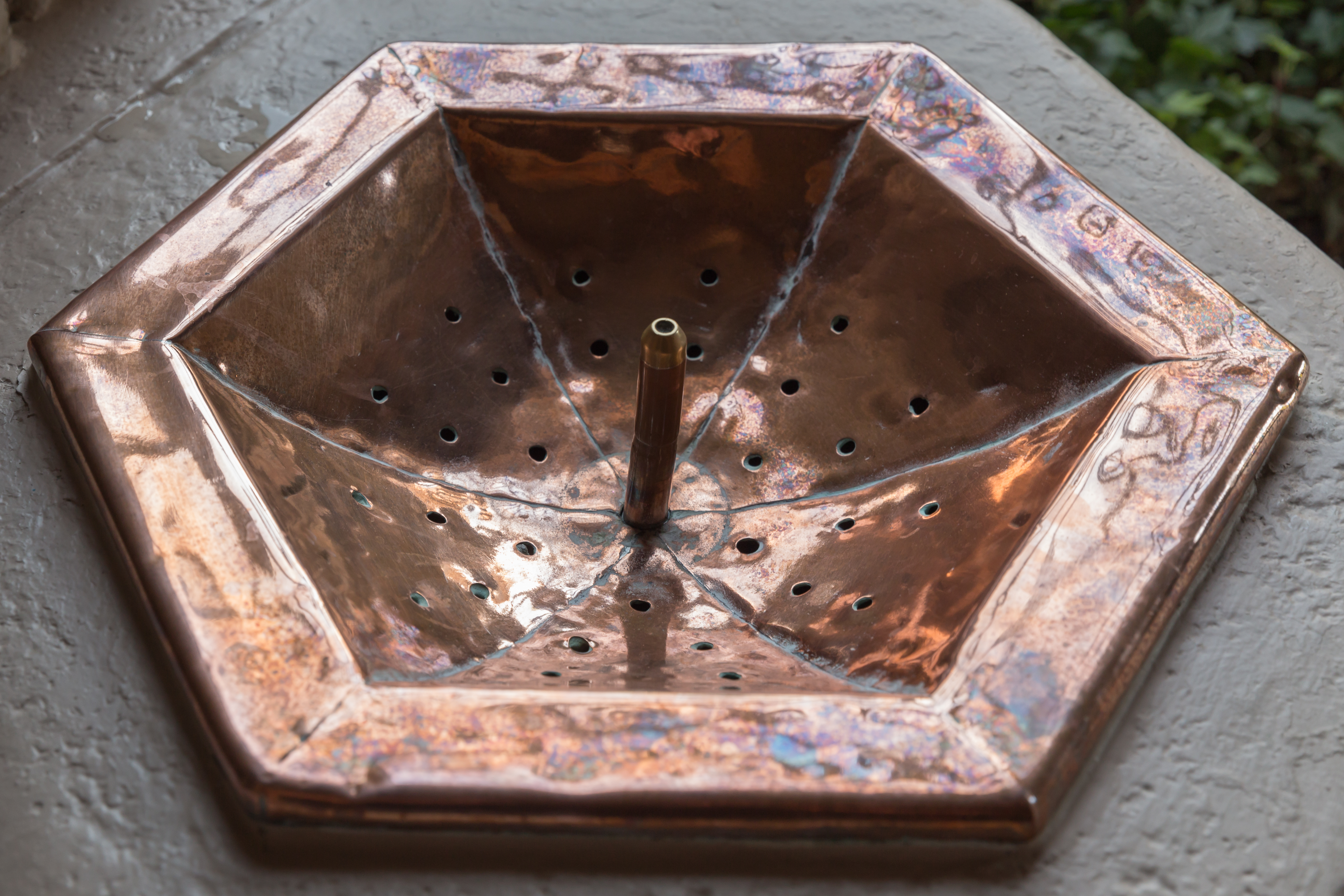
Fontaine en cuivre à Disneyland Paris.